# Josef Churavý
Plukovník (brigádní generál in memoriam) Josef Churavý (27. října 1894 Olomouc – 30. června 1942 Praha) byl vlastenec, důstojník Československé armády, zástupce velitele Vojenského zeměpisného ústavu (VZÚ) Praha, legionář, významná osobnost protifašistického odboje, představitel vedení druhé garnitury vojenské odbojové organizace Obrana národa.

## Stručný životopis
Plukovník (brigádní generál in memoriam) Josef Churavý (27. října 1894 Olomouc – 30. června 1942 Praha) získal bojové zkušenosti jako příslušník československých legií v Rusku. Po návratu do vlasti se stal vysokým důstojníkem prvorepublikové Československé armády. Jako plukovník v době počátku německé okupace působil ve funkci zástupce velitele Vojenského zeměpisného ústavu (VZÚ) Praha. Spolu se svými spolupracovníky zorganizoval odvoz a ukrytí různých přístrojů, geografických podkladů a materiálů před německými okupanty mimo objekt VZÚ. Za tuto činnost byl 9. července 1940 v nepřítomnosti odsouzen k trestu smrti pro nevěrnost a sabotáž. Odešel do ilegality a zapojil se do vedení vojenské odbojové organizace Obrana národa, jejímž cílem bylo vybudování podzemní armády a v případě příznivých okolností boj proti německým okupantům. Jako jeden z vedoucích členů DOMU (tzv. Domácí Odboj MUzikantů) působil téměř dva roky v ilegalitě. Spolupracoval s odbojovou skupinou Tři králové – Balabán, Mašín a Morávek. Po svém zatčení gestapem 9. října 1941 byl několik týdnů surově vyslýchán. Odpovídal na všechno, co se týkalo jeho osoby, ale jiná jména ani adresy spolupracovníků neprozradil. Po více než půl roce věznění byl dne 30. června 1942 za druhé heydrichiády odsouzen k trestu smrti podruhé a ještě téhož dne byl v 19,30 hod. v Praze na kobyliské střelnici popraven společně s podplukovníkem Josefem Mašínem a některými dalšími členy Obrany národa.
Po skončení druhé světové války byl Josef Churavý posmrtně vyznamenán Československým válečným křížem a povýšen do hodnosti brigádního generála. V roce 2011 byl vyznamenán Křížem obrany státu a dva roky poté propůjčil prezident republiky Miloš Zeman Vojenskému geografickému a hydrometeorologickému úřadu (VGHMÚř) v Dobrušce čestný název „generála Josefa Churavého“.

## Podrobný životopis

### Mládí Josefa Fišery – Churavého
Josef Churavý se narodil 27. října 1894 v Olomouci v domě na Dolním náměstí 170/19. Zde bydlela jeho matka Marie Anna Fišera (Fischera) (* 1873) spolu se svými rodiči. Josefovým dědečkem byl otec Marie, stolařský mistr Josef Fišera (Joseph Fischera) (1847–1929) a Josefovou babičkou byla mistrova manželka Terezie Fišera (Theresie Fischera, rozená Gottwald) (1840–1939). Marie byla v rodině stolaře Fišera jeho nejstarší dcerou (* 1873). Kromě ní měl Josef Fišera ještě další dvě dcery: mladší dceru Julii Fišera (* 1875) a nejmladší dceru Terezii Fišera (* 1881). V době narození Josefa bylo jeho matce Marii 21 let a s otcem Josefa nebyla ve svazku manželském. Proto dostal nemanželský Josef jméno po svém dědečkovi Josefu Fišerovi a příjmení po své svobodné matce Fišera. Biologickým otcem malého Josefa Fišery byl Václav Churavý (* 1869). Václavu Churavému bylo 25 let a pocházel ze západních Čech z vesnice Chrášťovice (dnes část obce Mladotice). I když byl vyučený truhlář, pracoval jako kočí na panství na Olomoucku, kde se seznámil s Marií Fišerovou, která na statku pracovala jako služebná. Majitel panství zřejmě nedal souhlas Marii a Václavovi ke sňatku vzhledem k nevalné hospodářské situaci na panství (to údajně později zbankrotovalo), takže nastávající matka odjela do Olomouce ke svým rodičům, kde porodila syna Josefa. Malý Josef Fišera vyrůstal v Olomouci a vychovávali jej rodiče jeho matky – dědeček a babička Fišerovi. Nesezdaní Josefovi rodiče Marie a Václav patrně dál pokračovali ve službě v Uhrách. Majitel statku později pomohl Václavovi k místu bankovního poslíčka v Praze a tak se Josefovi rodiče (již jako manželé) přestěhovali (okolo roku 1900) za prací do Prahy. Po jejich sňatku si svého syna „adoptovali“ a tím došlo (v jeho pěti letech) ke změně příjmení po otci na Churavý. V roce 1905 přestal být Josef jedináčkem, když se mu narodila sestřička Marie.

### Studia
Již na obecné škole se Josef Churavý výborně učil a učitelé také přemluvili Josefovy rodiče, aby jej nechali dále studovat na české vyšší žižkovské reálce v Praze. Studia na této škole (v letech 1905 až 1912) završil Josef Churavý dne 8. července 1912 maturitou jako jeden z jejích nejlepších studentů. Na nátlak profesorů a částečně i proti vůli rodičů pokračoval Josef Churavý od podzimu roku 1912 ve studiu strojního inženýrství na pražské České vysoké škole technické (tehdy to byla fakulta strojní a elektrotechnická dohromady). Zde však stačil absolvovat pouhé čtyři semestry, když vypukla první světová válka. Po první státnici (v roce 1914) musel Josef Churavý studia zanechat a narukovat do rakouské armády.

Josef Churavý: léta studií (1911–1914)
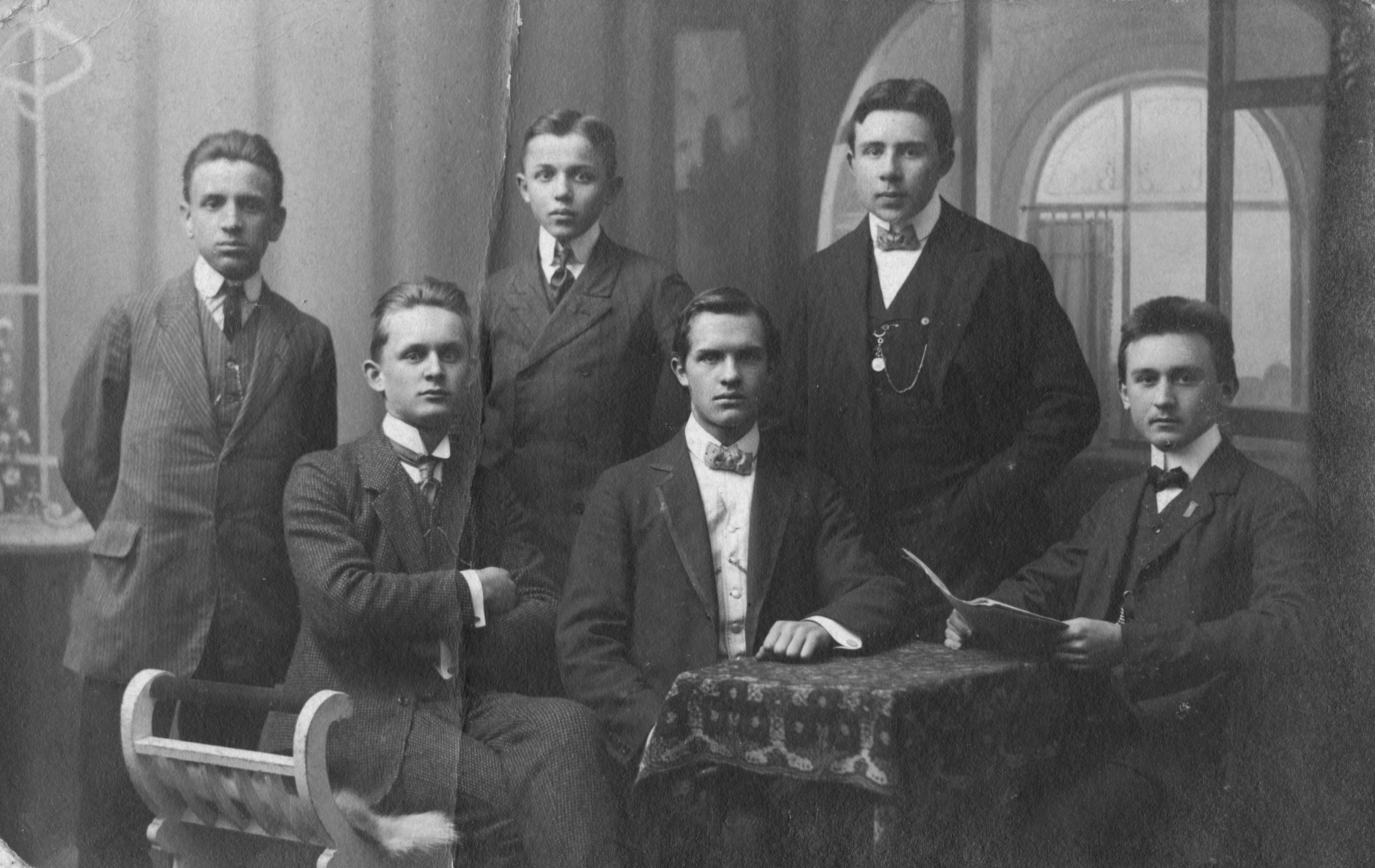
Jako středoškolský student (1911)
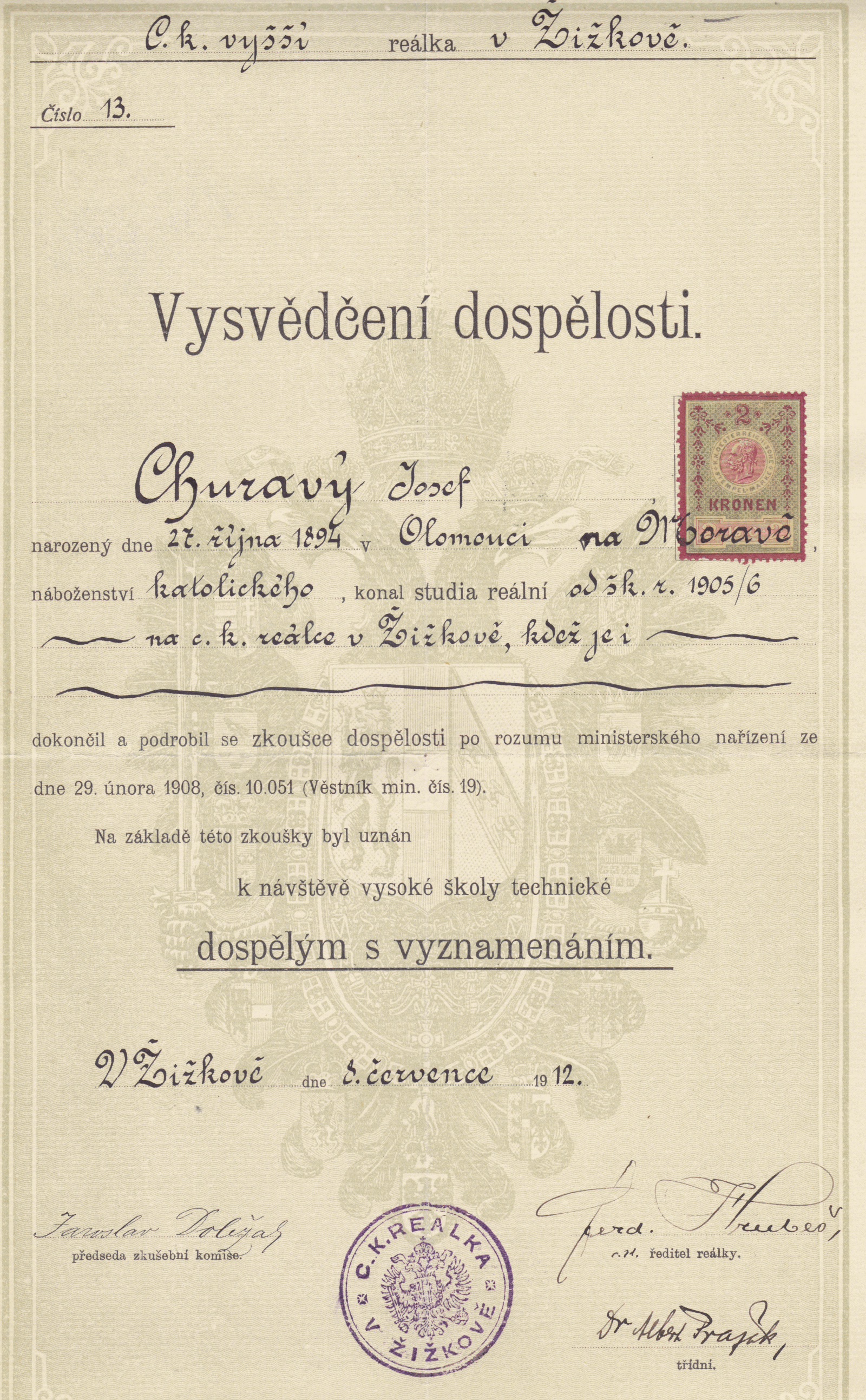
Vysvědčení dospělosti; jako třídní profesor podepsán Dr. Albert Pražák (8. července 1912)
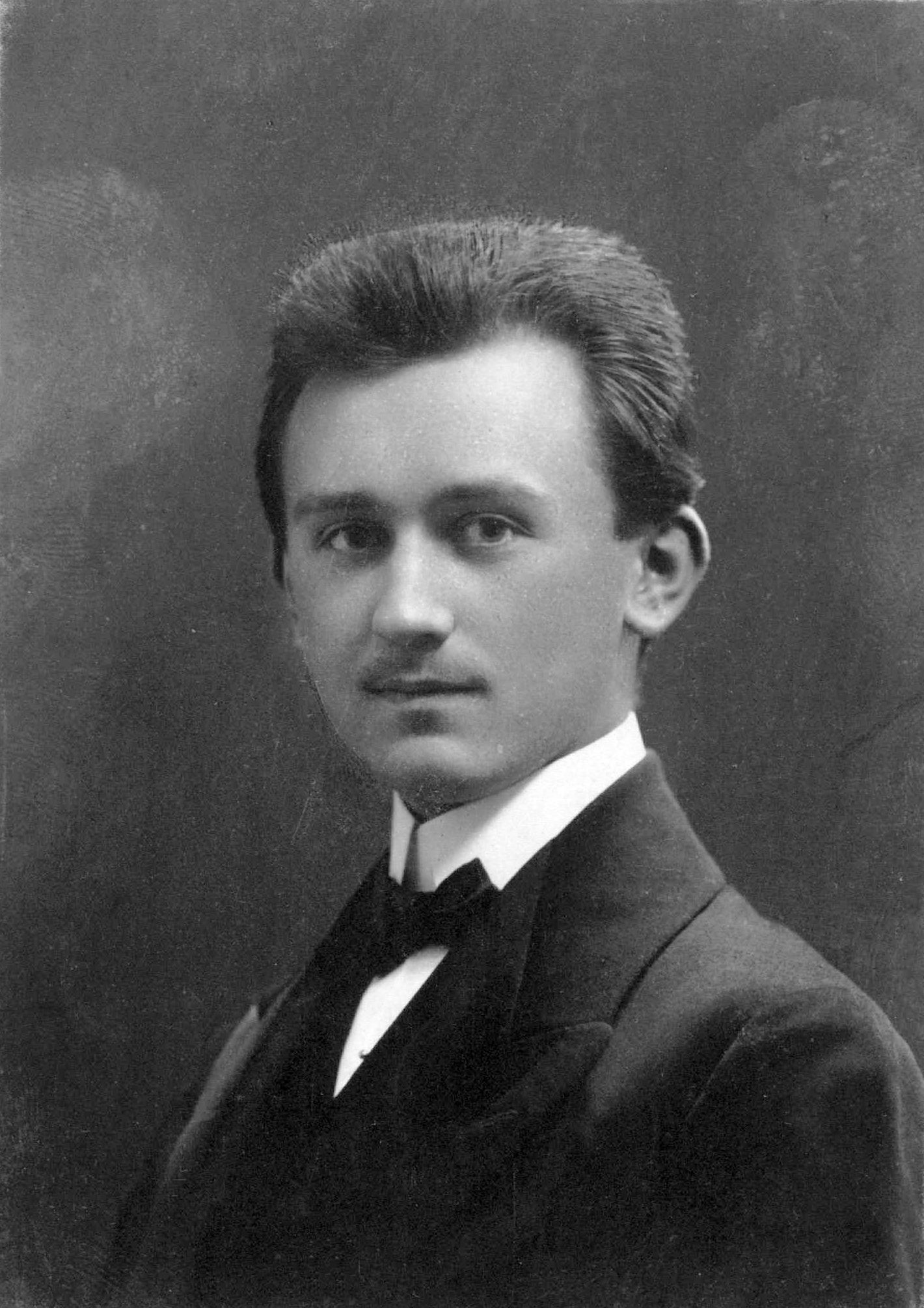
Maturant (1912)
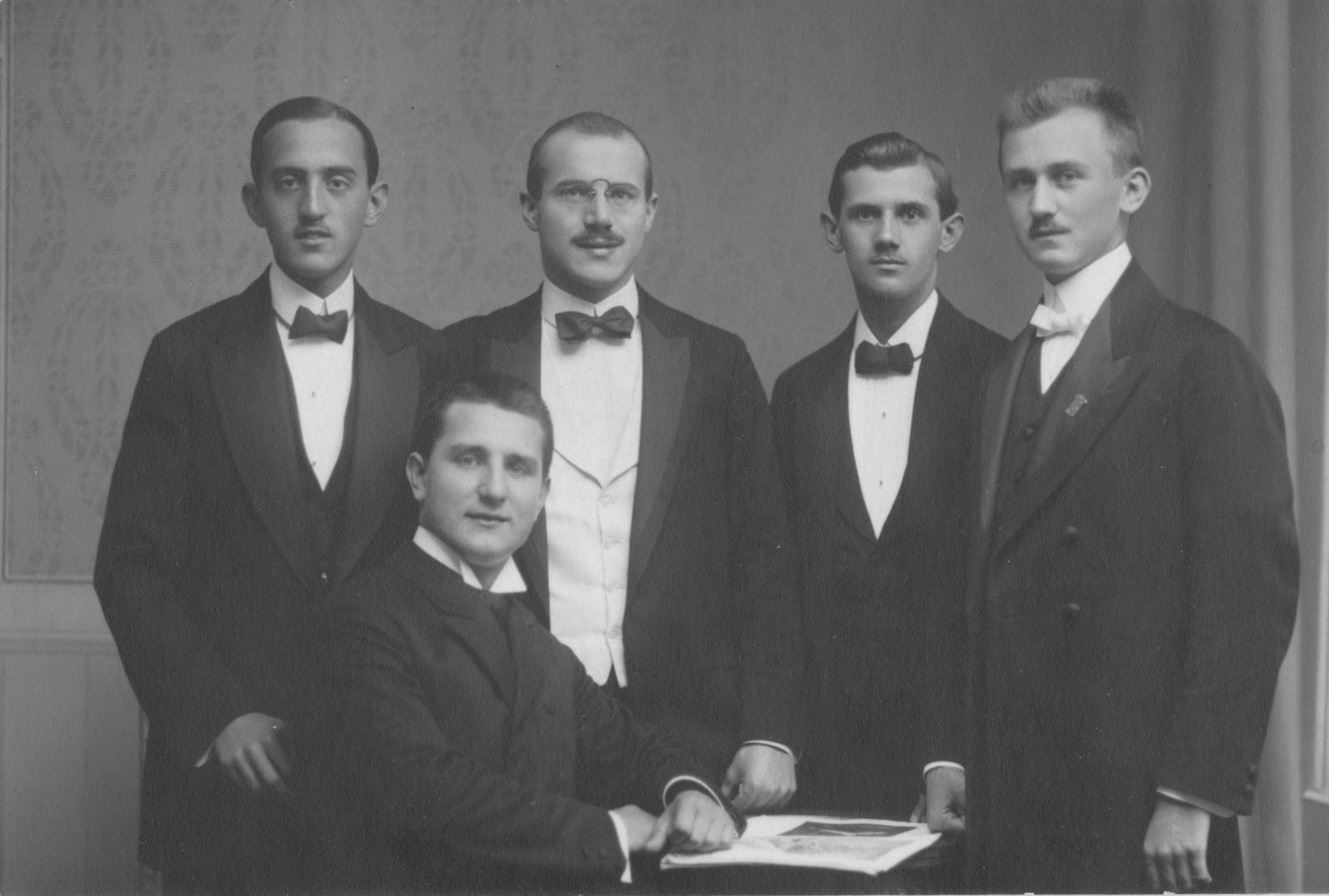
Jako vysokoškolský student (1912–1914)

Josef Churavý a Marie Volfová v krojích (před 1. sv. válkou)
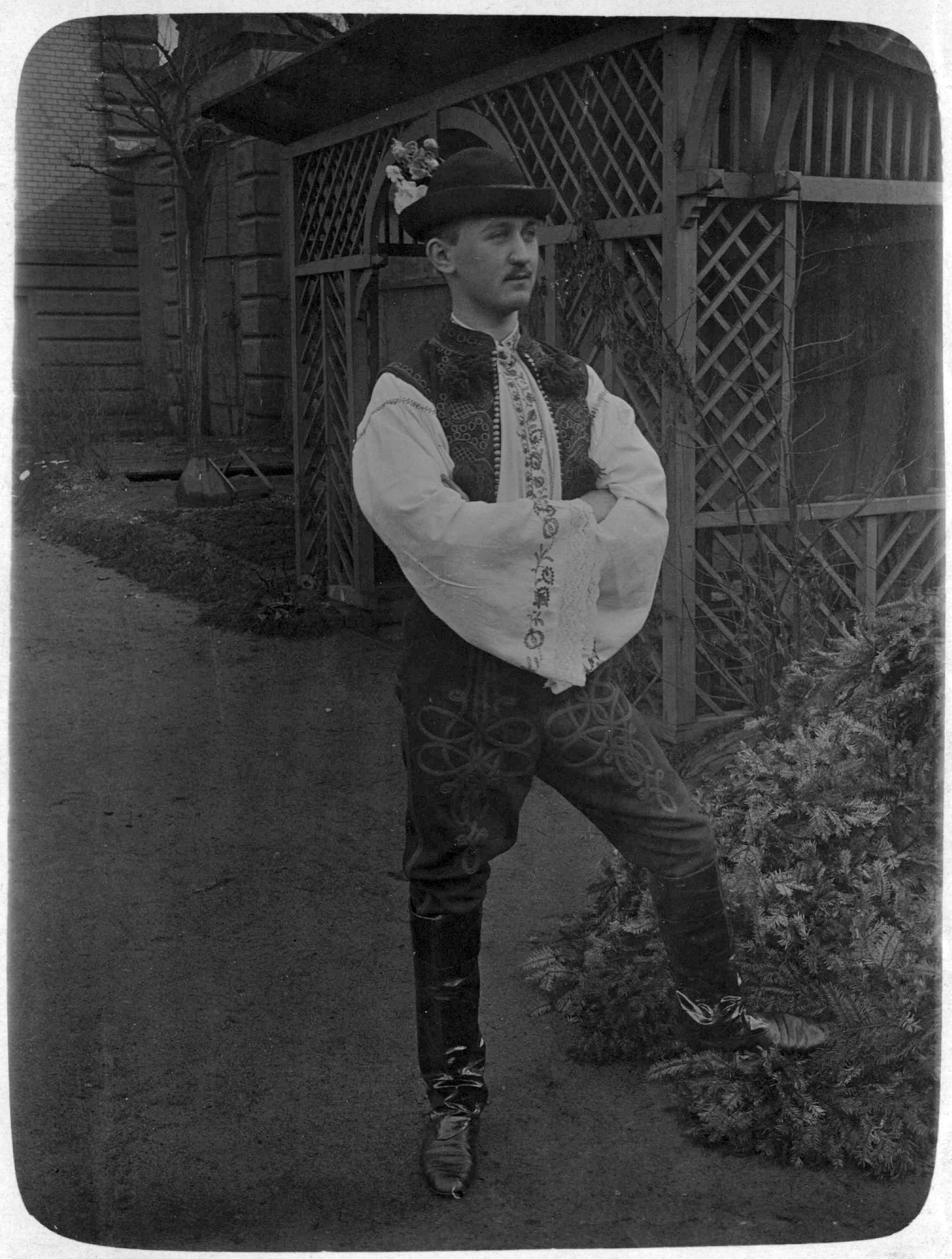
Josef Ch. (1914)
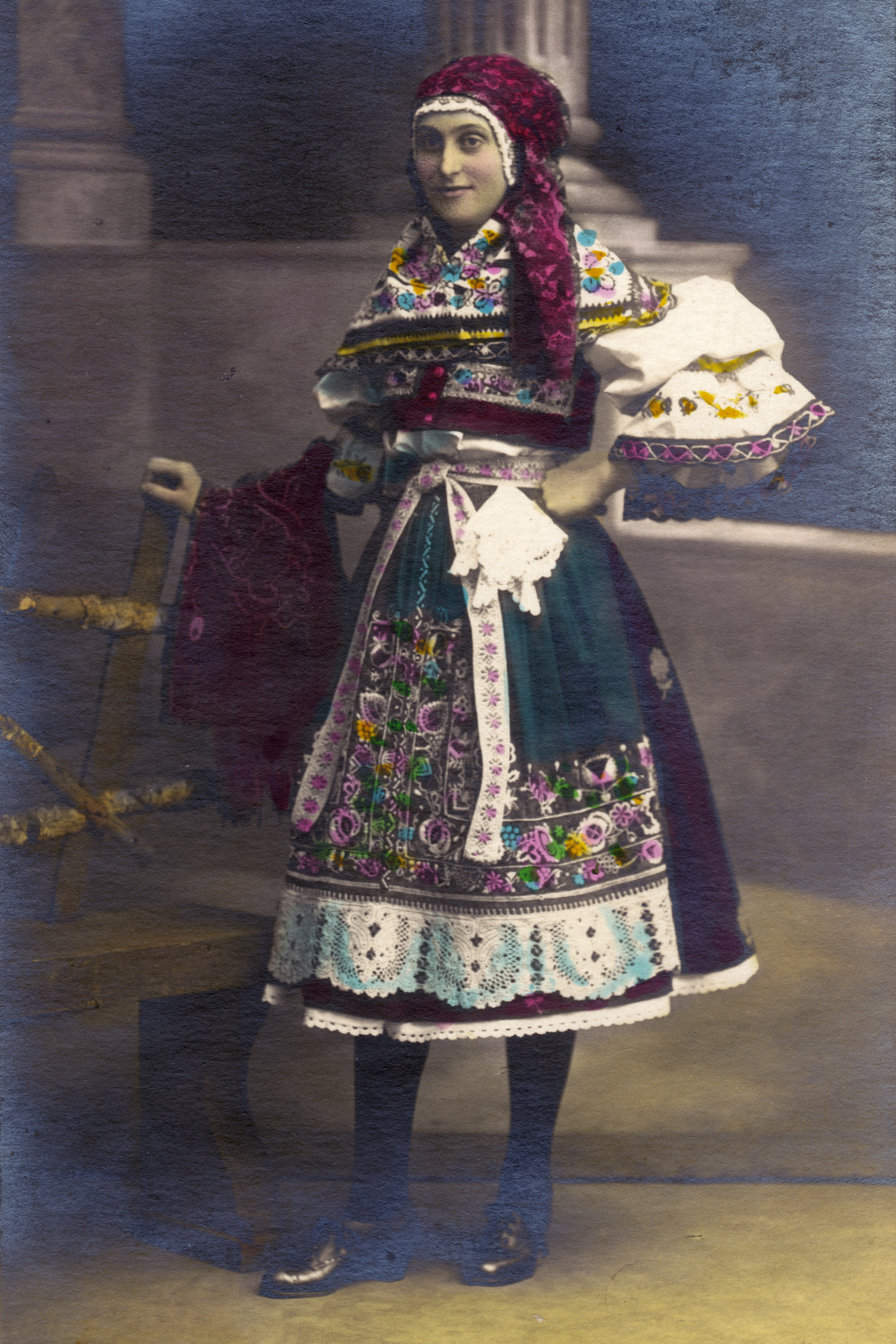
Marie V. (1914) (od 4. února 1922 Churavá)
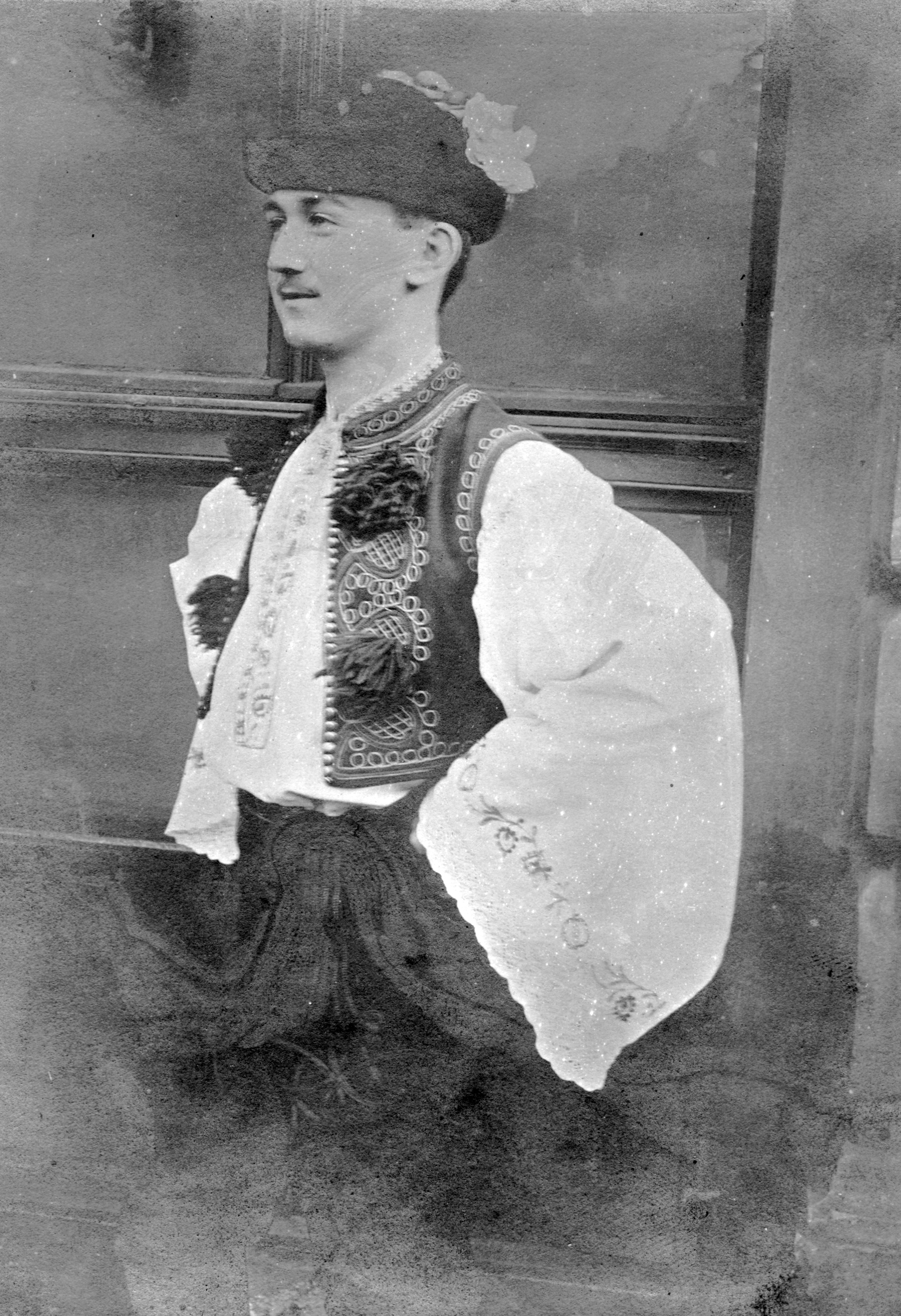
Josef Ch. (1914)

### První světová válka
Na podzim roku 1914 byl Josef Churavý odveden a po absolvování půlroční školy pro důstojníky dělostřelectva byl v srpnu 1915 ve funkci velitele čety poslán na ruskou frontu. Do ruského zajetí padl v říjnu 1915, následně prošel několika ruskými zajateckými tábory a když se naskytla příležitost přihlásil se (v listopadu 1917) do československých legií.

Josef Churavý: vojákem c.k. rakousko-uherské armády (1914–1915)
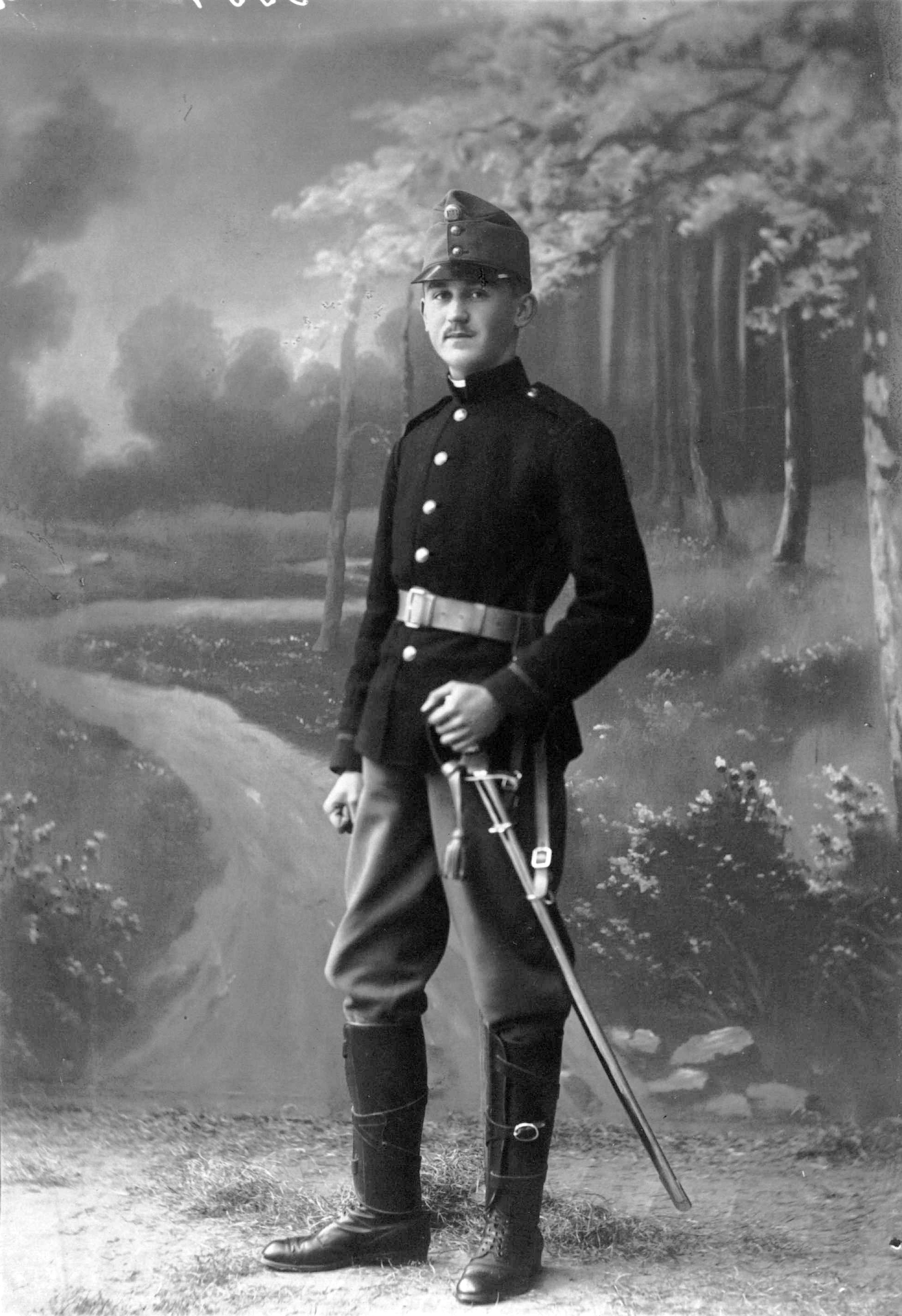
Odveden do 1. sv. války (1914)
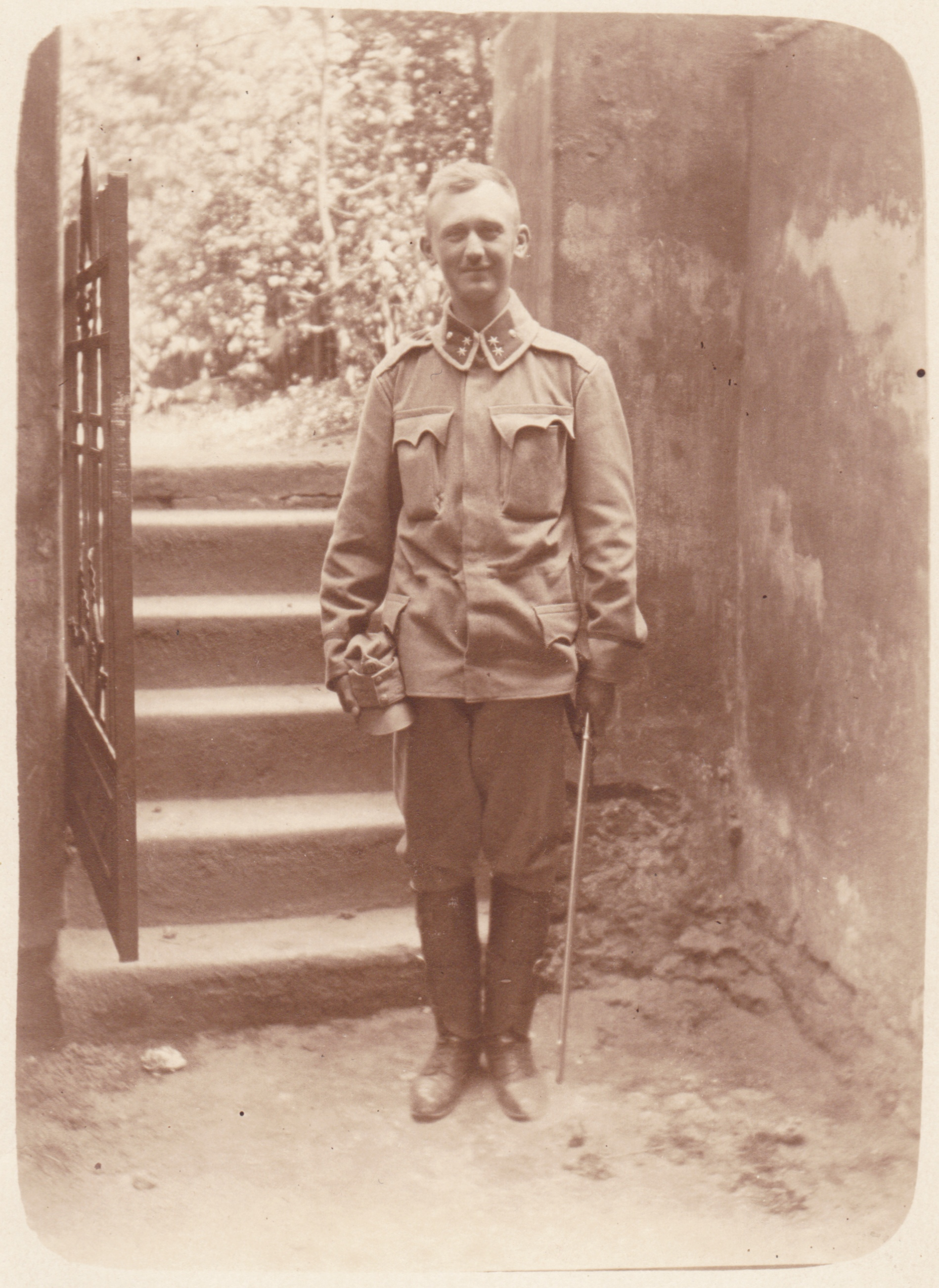
V uniformě (1915)
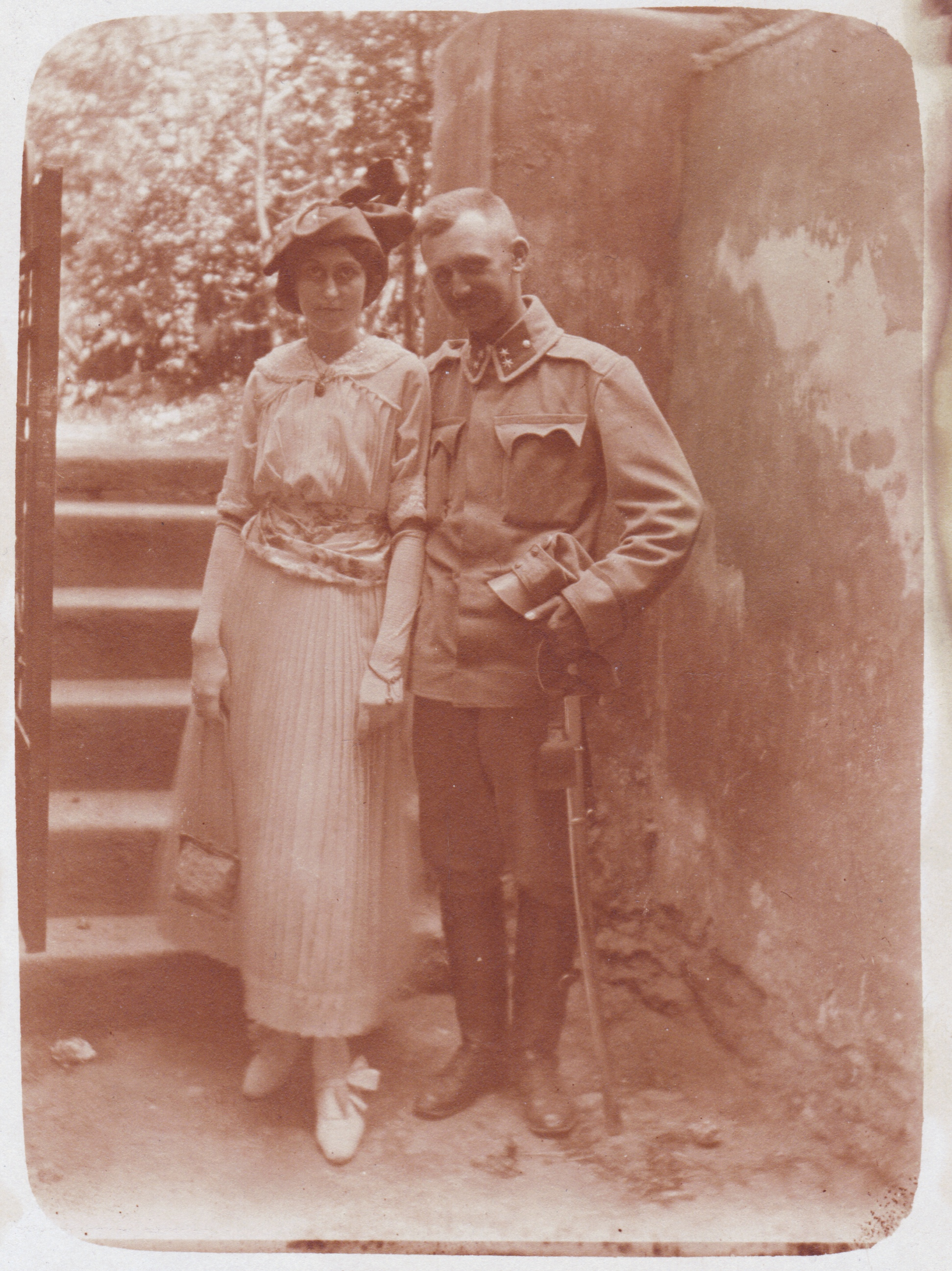
Se svou budoucí manželkou (1915)
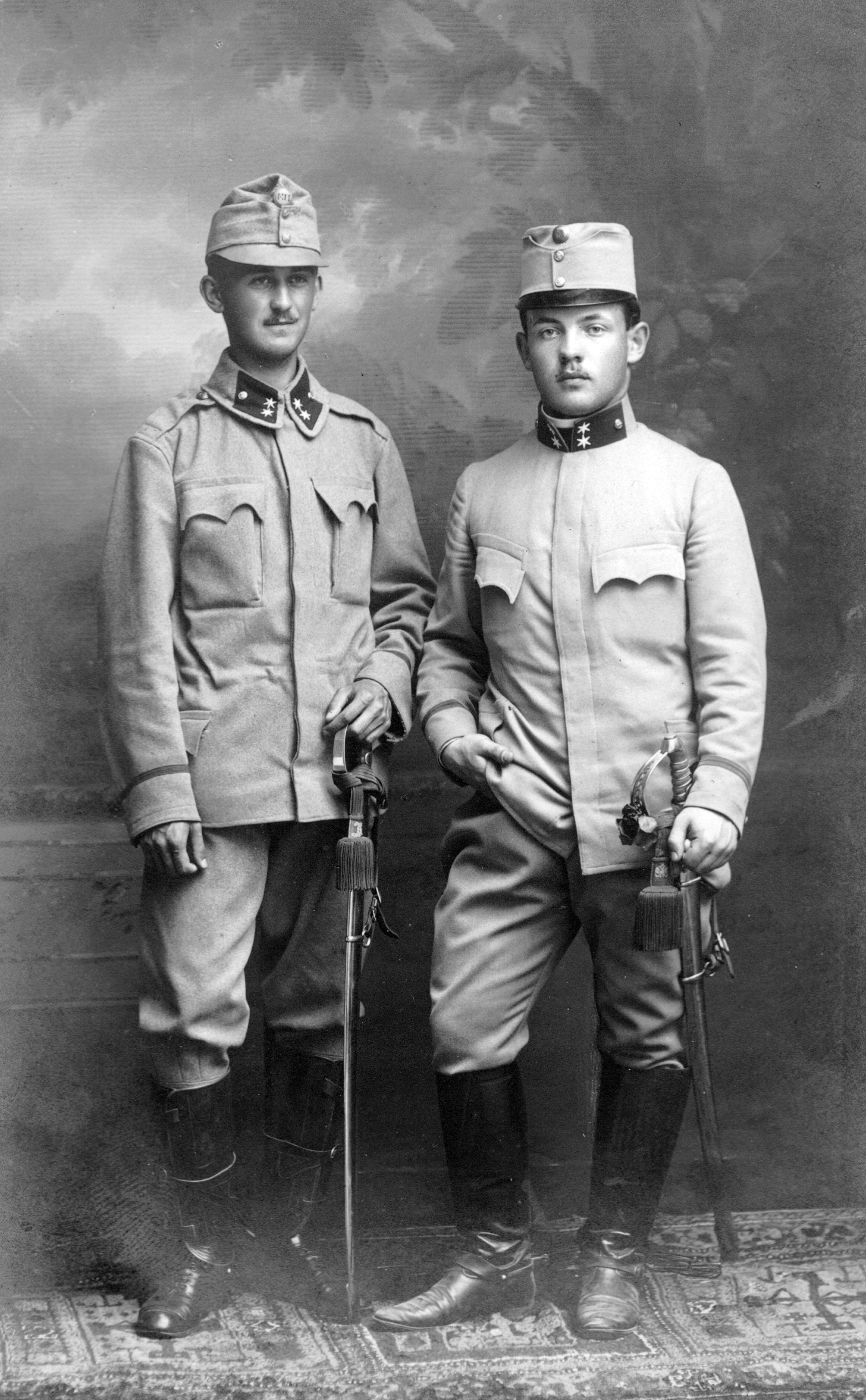
S kolegou ve fotoateliéru (1914–1915)
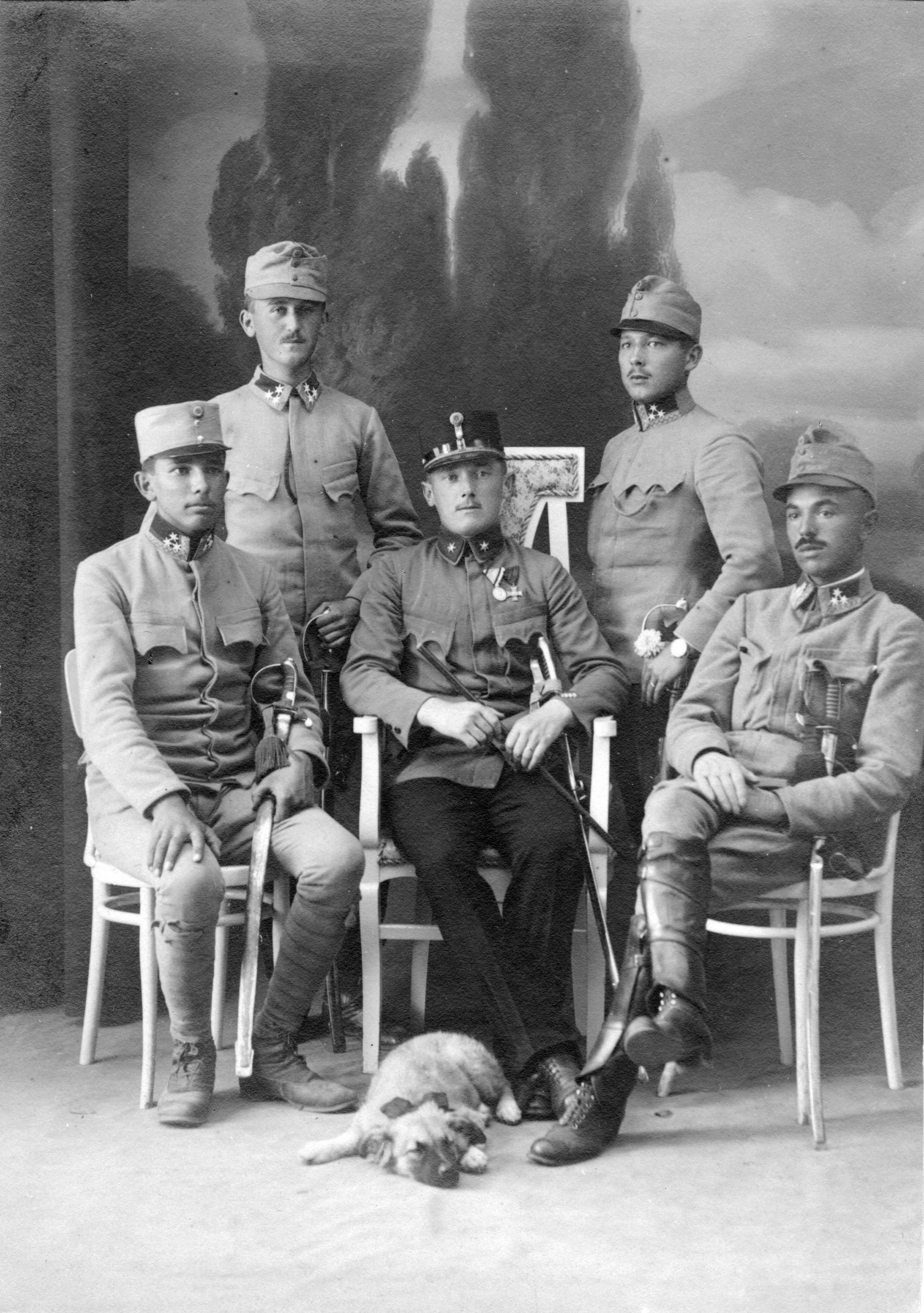
S kolegy ve fotoateliéru (1914–1915)
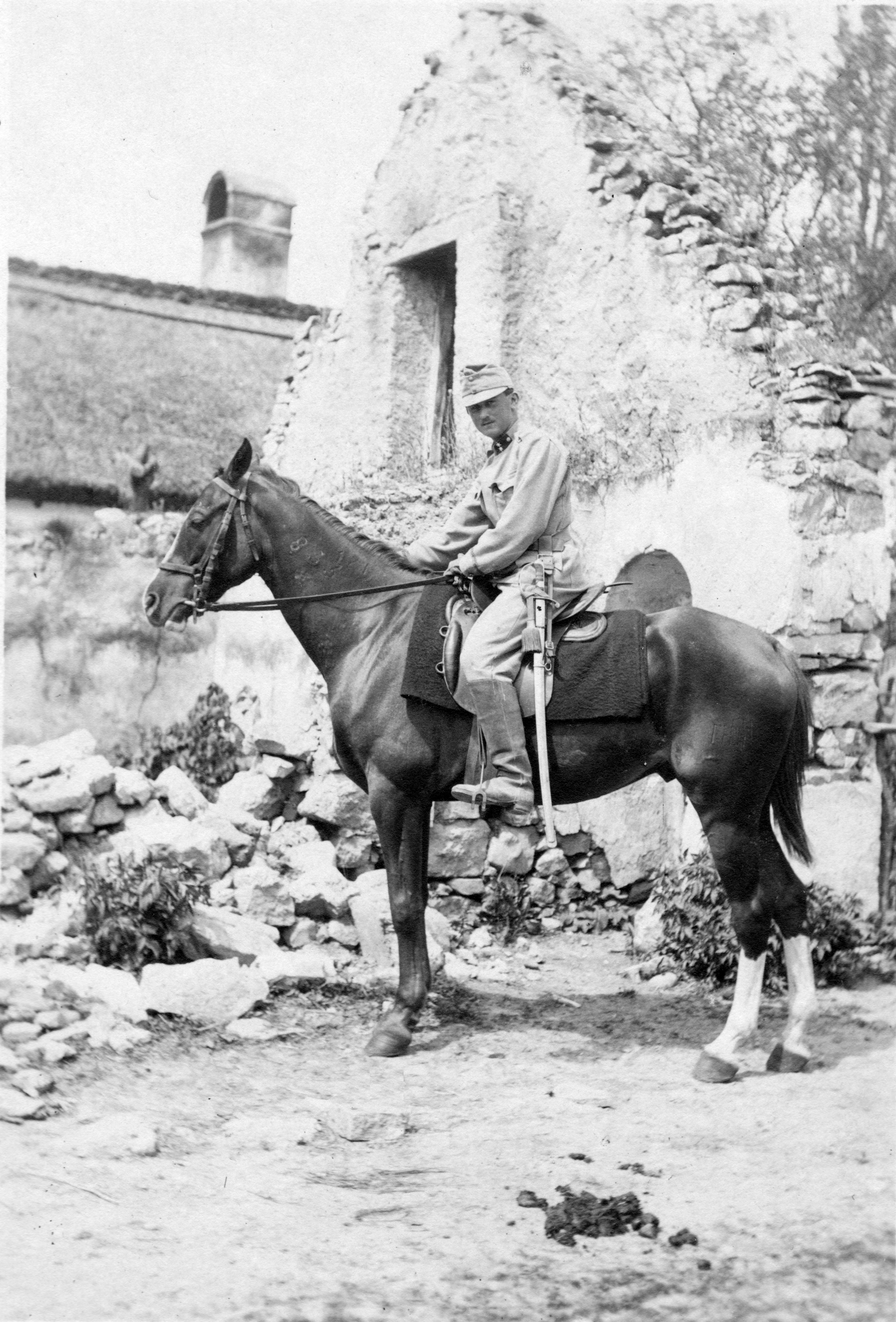
Na koni v maďarské obci Gyulafirátót (květen 1915)
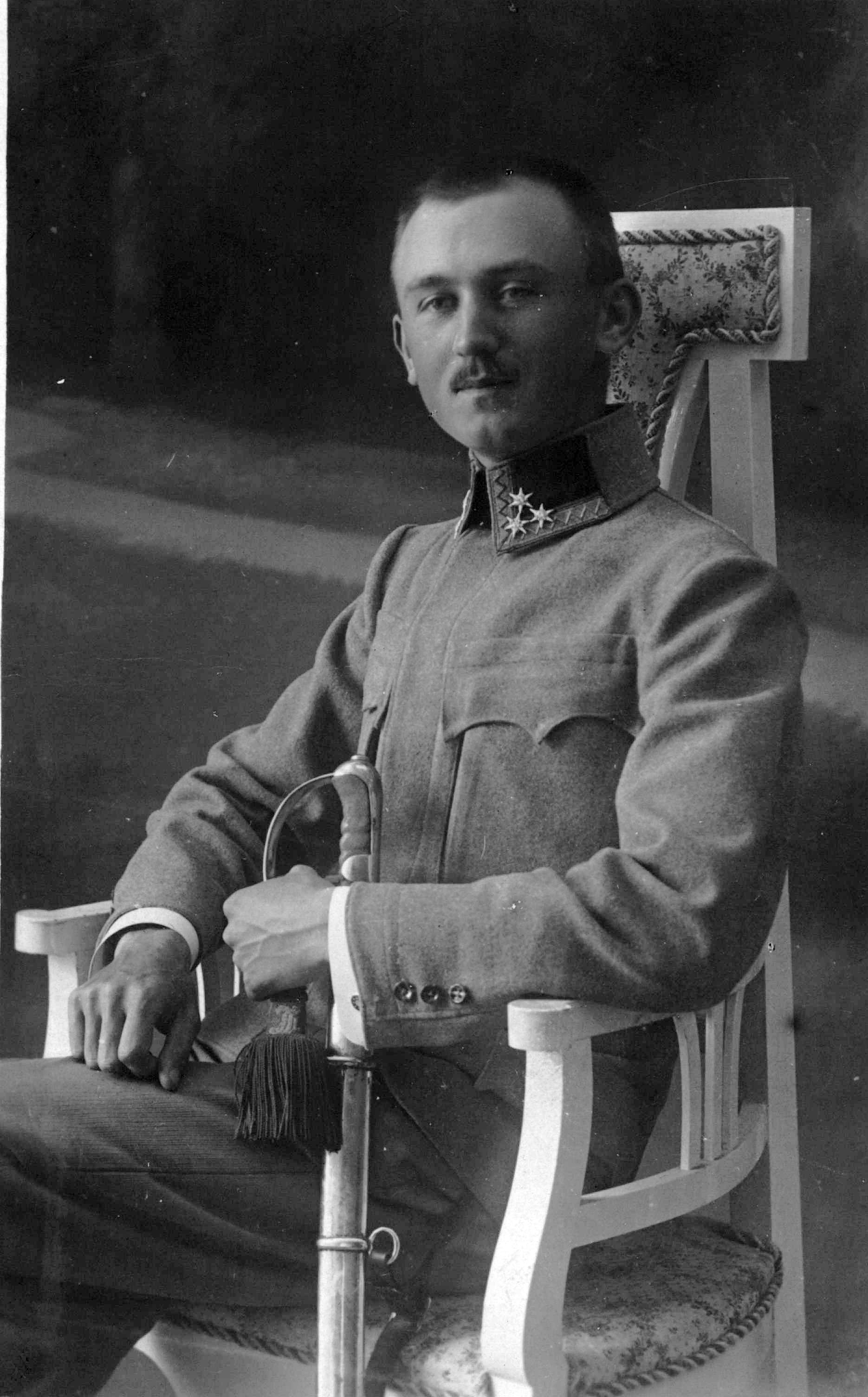
Jako velitel čety před odjezdem na východní frontu (1915)

### Československé legie
Ve funkci dělostřeleckého důstojnického čekatele se Josef Churavý s československými legiemi účastnil bojů proti bolševikům na Nikolajevské frontě. Na jaře 1918 byl jako jeden z prvních zařazen do československého dělostřeleckého divizionu v Irkutsku. V polovině roku 1919 byl přemístěn k československé důstojnické škole ve Sljuďance, kde působil jako učitel v dělostřeleckém oddělení. V hodnosti poručíka ruských legií spolu s ostatními učiteli důstojnické školy připlul Josef Churavý s 15. legionářským transportem v únoru 1920 japonskou lodí Shunko-Maru z Vladivostoku do vlasti.

Josef Churavý v Rusku (1915–1919)
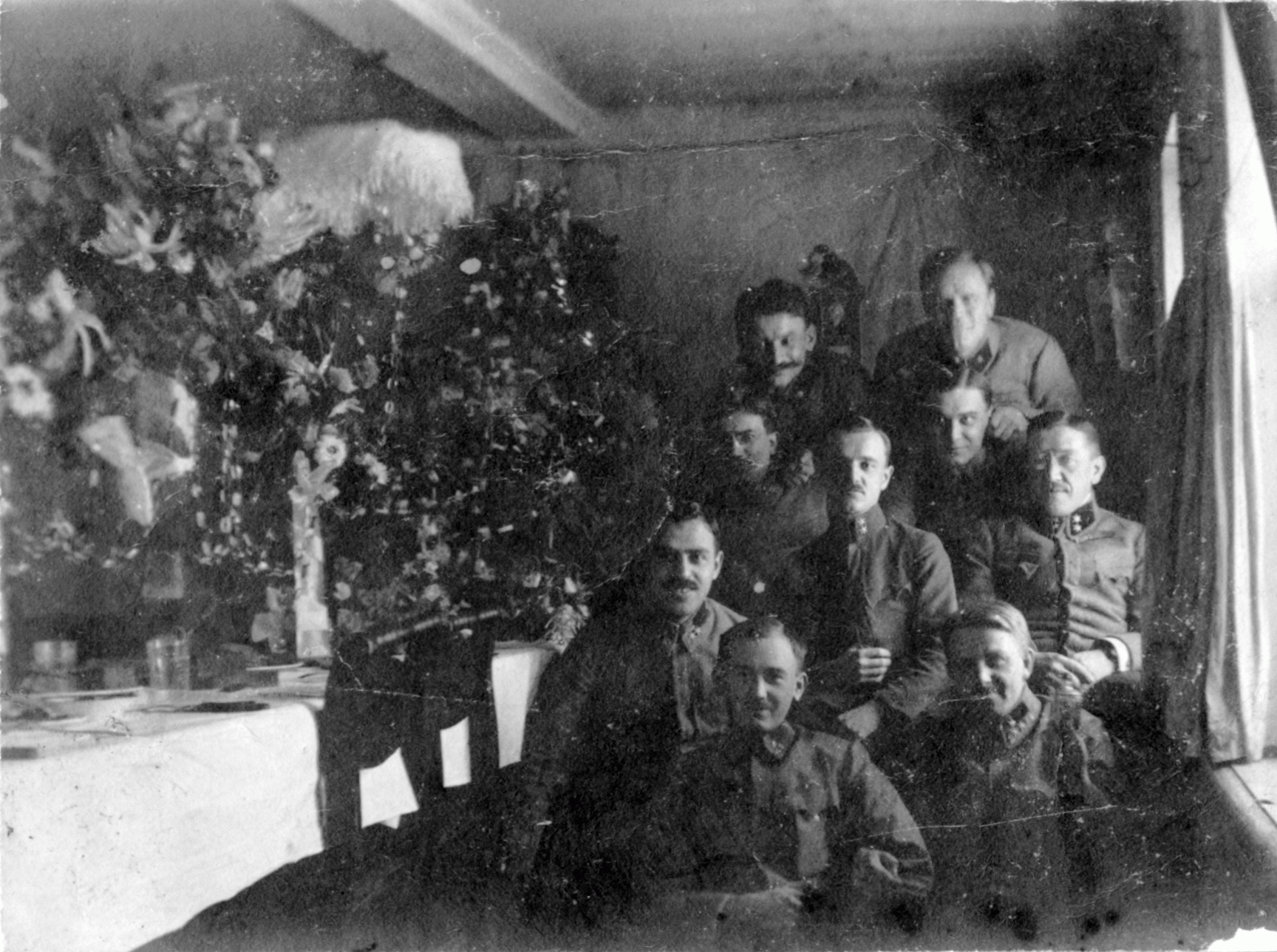
Vánoce 1916, Čistopol
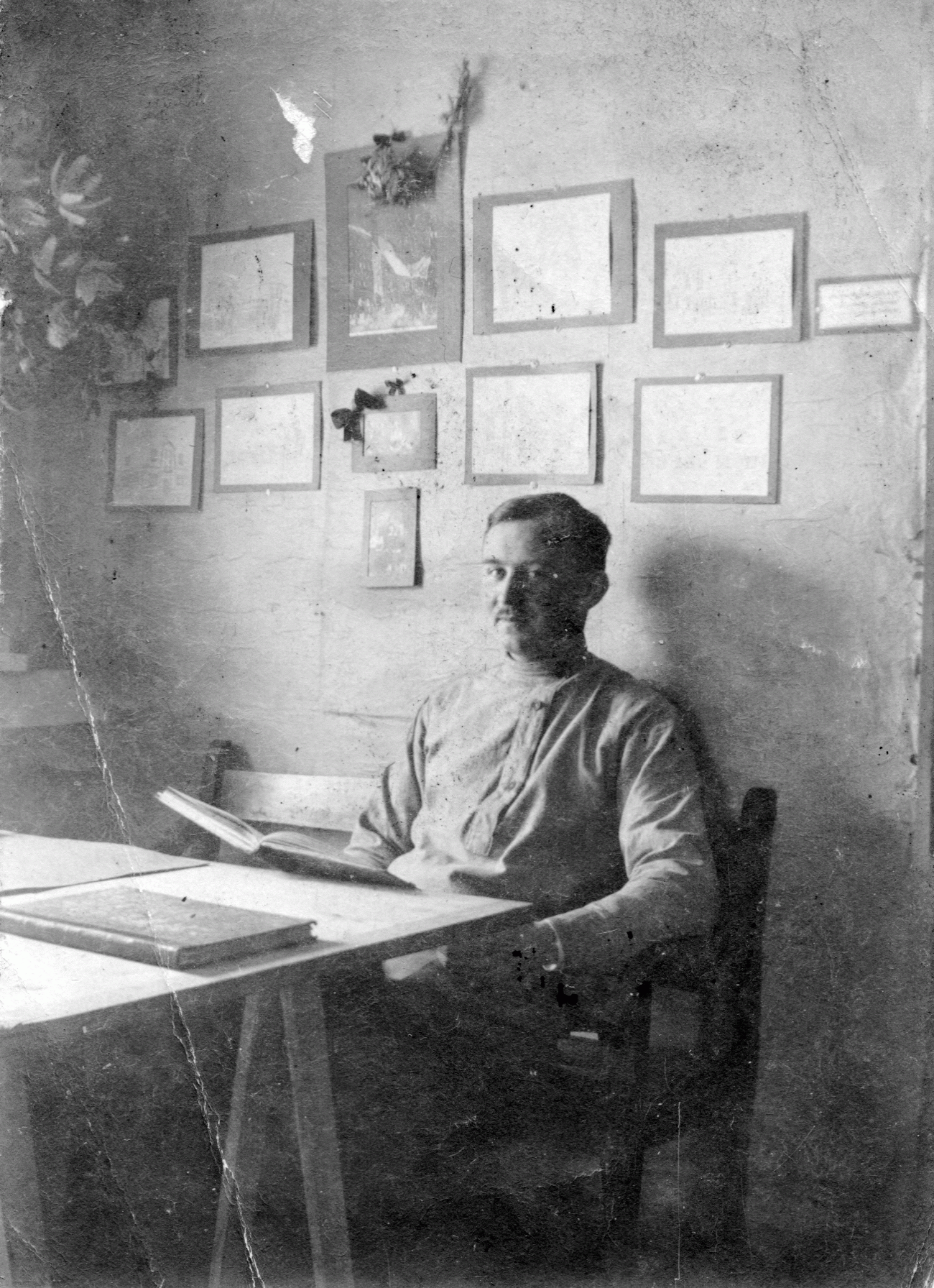
Březen 1917, Čistopol
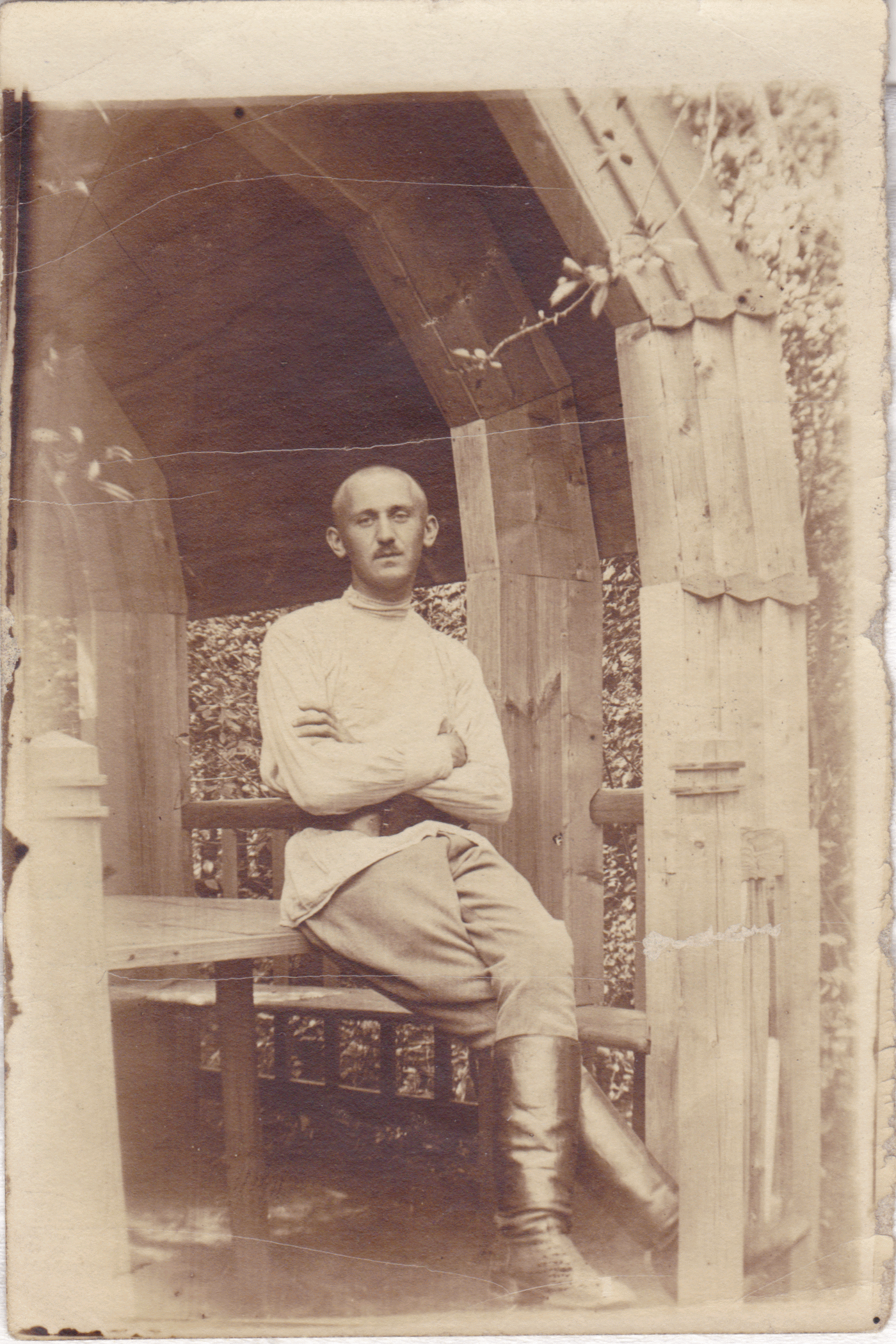
21. srpen 1917, Buinsk
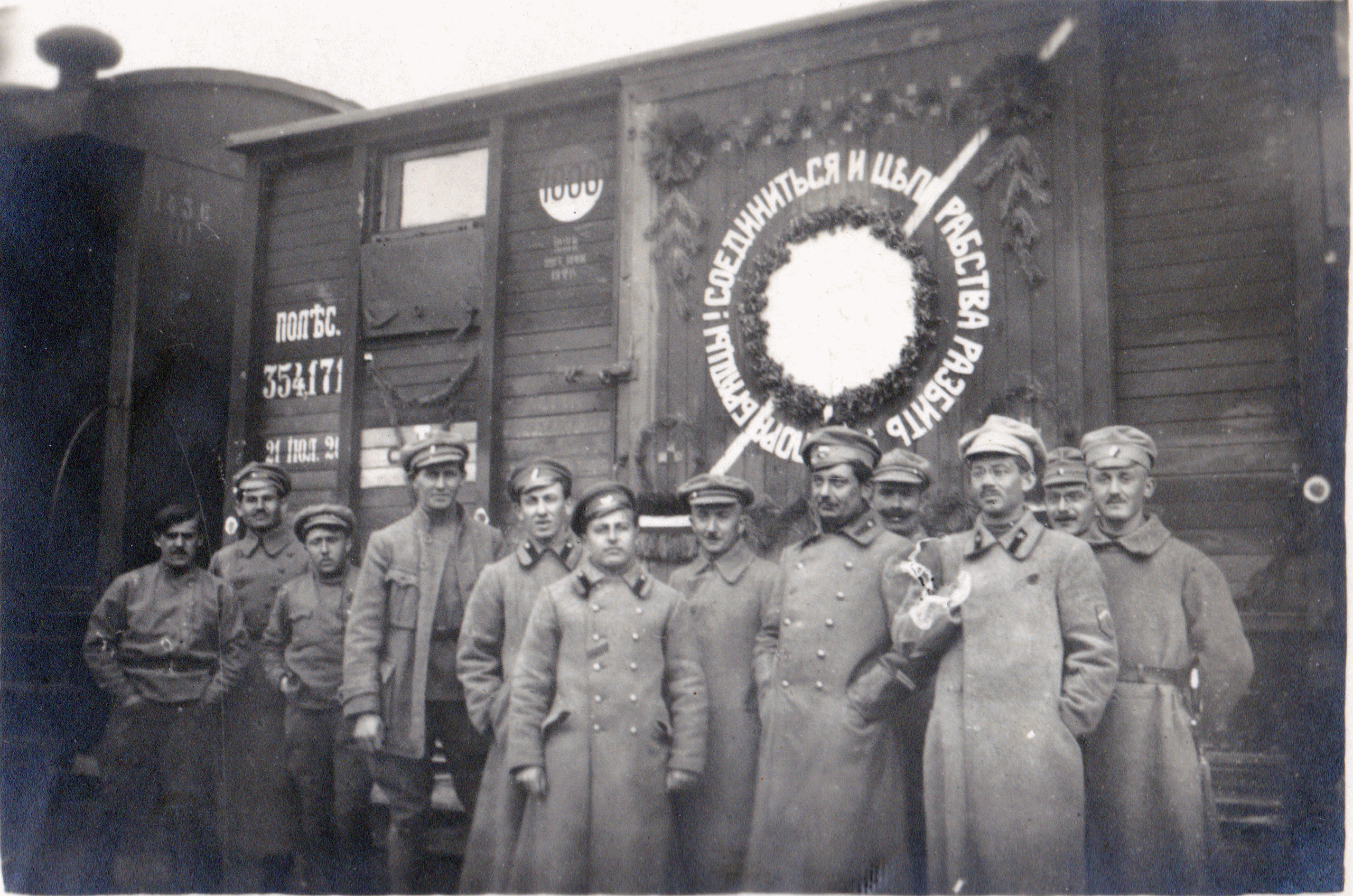
Penza, před vyzdobeným vojenským vagonem
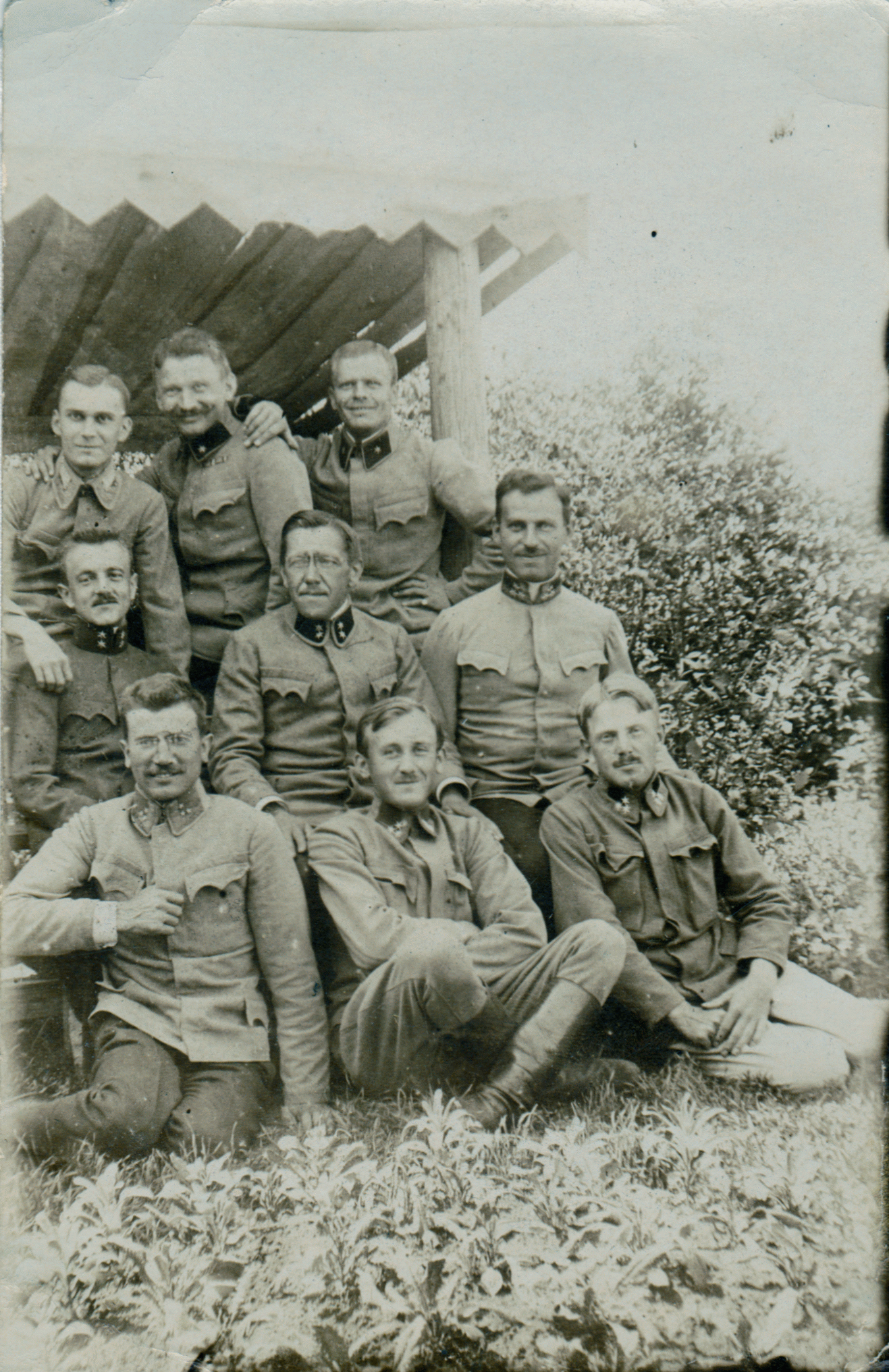
Ve skupince spolubojovníků
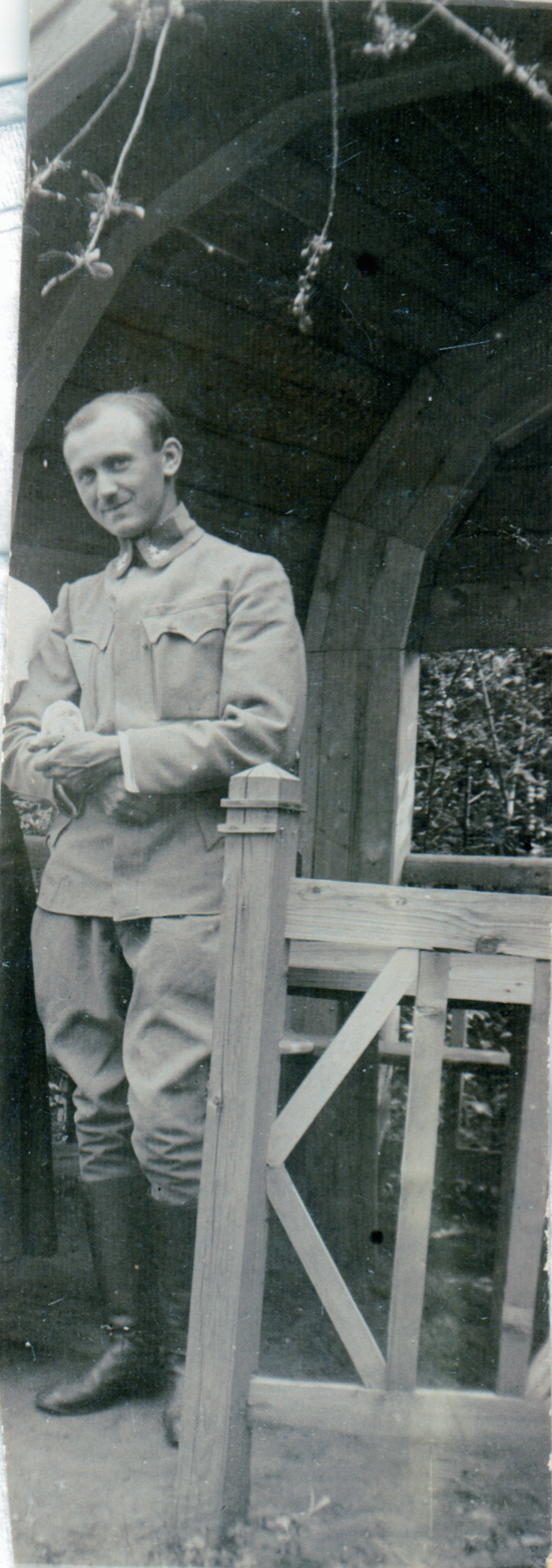
V dřevném altánu – ústřižek fotografie
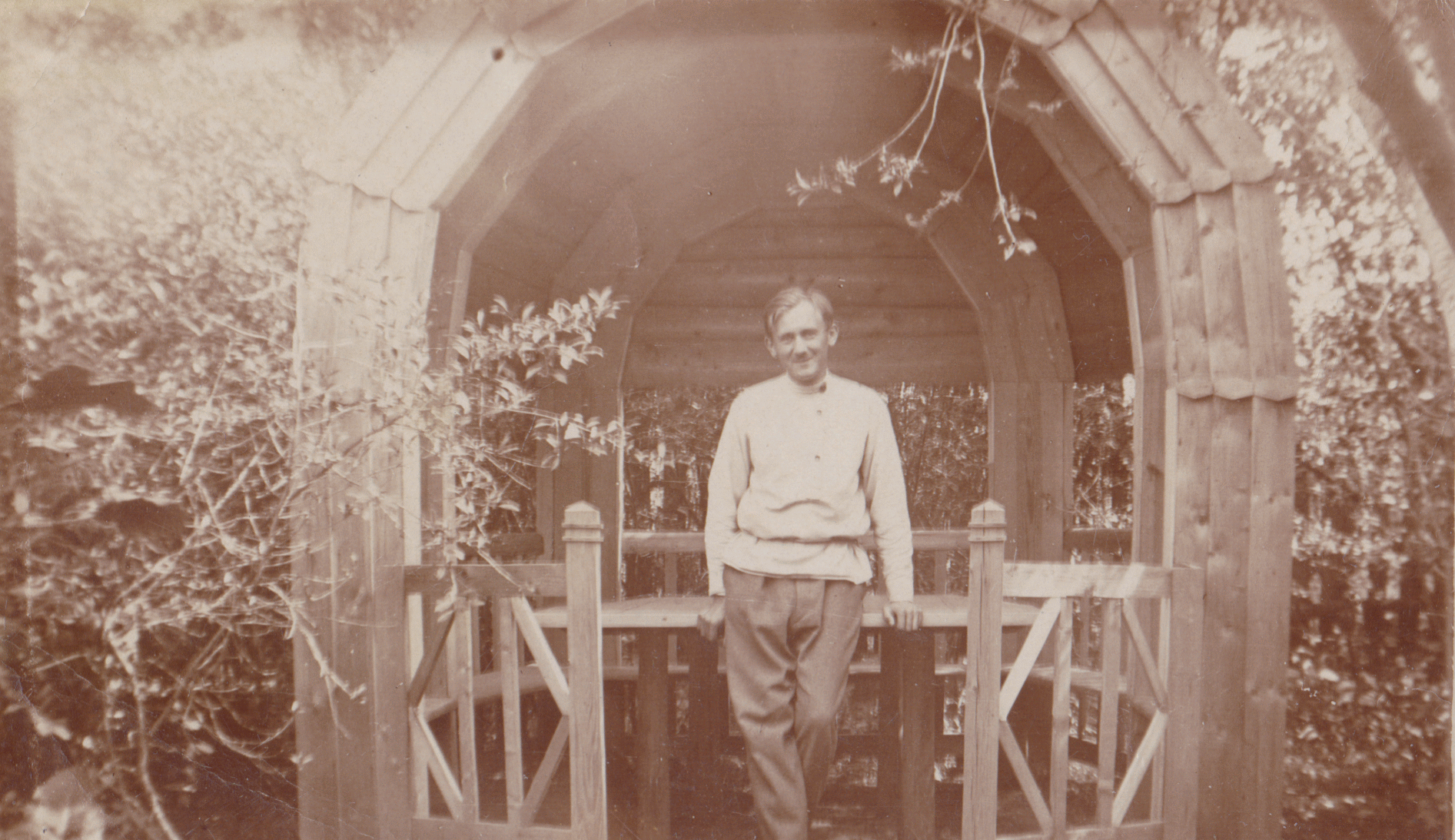
V dřevěném altánu
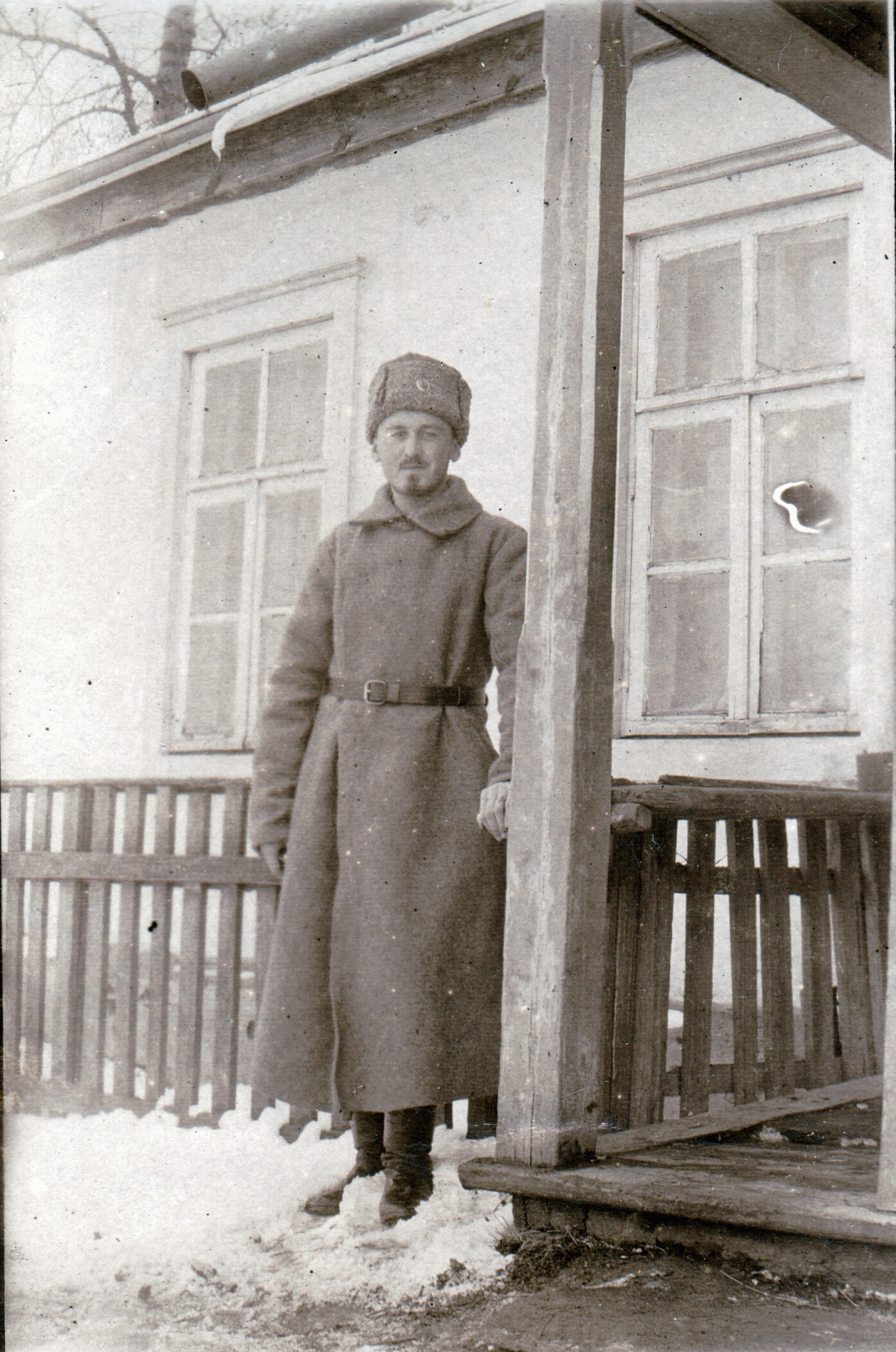
V zimní uniformě
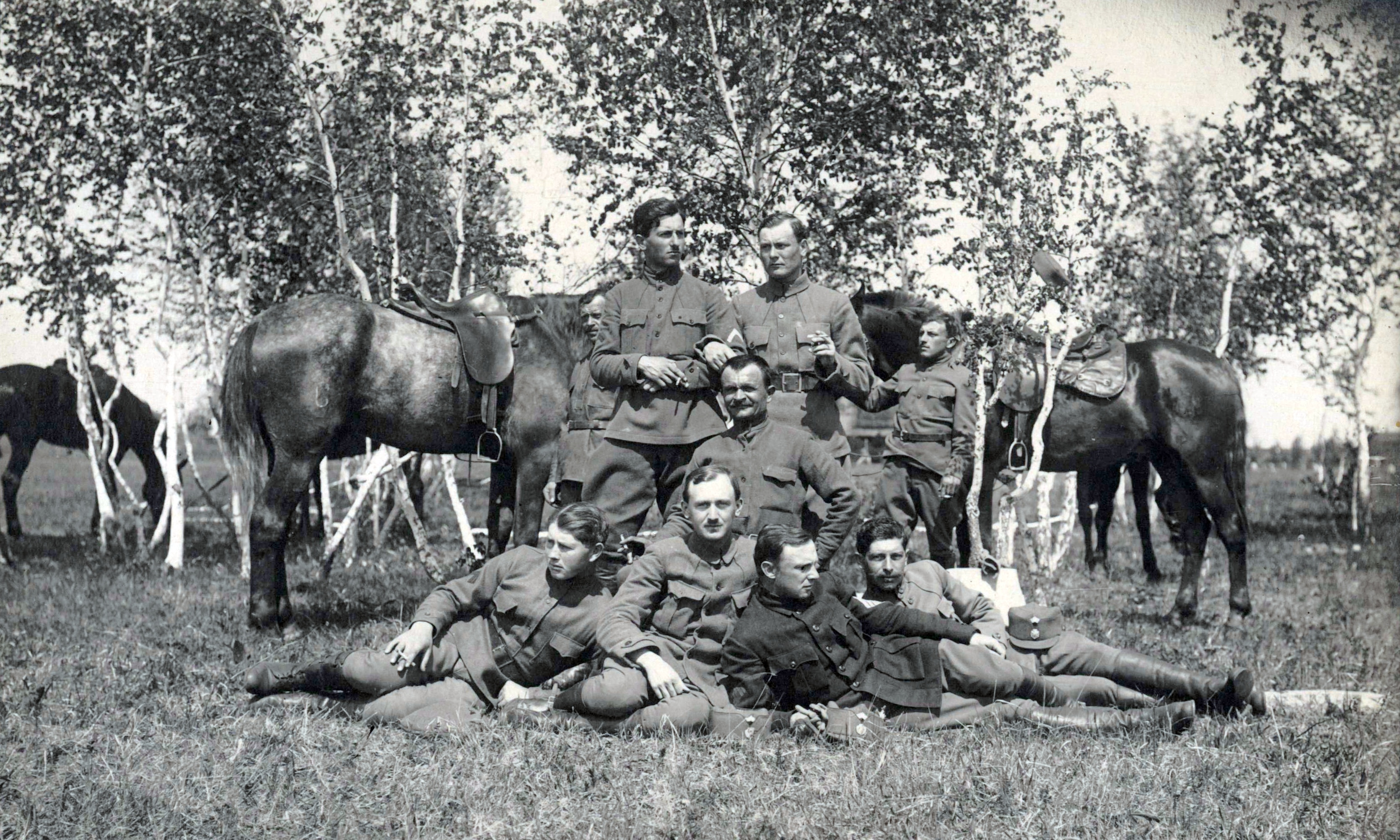
Skupinka na odpočinku
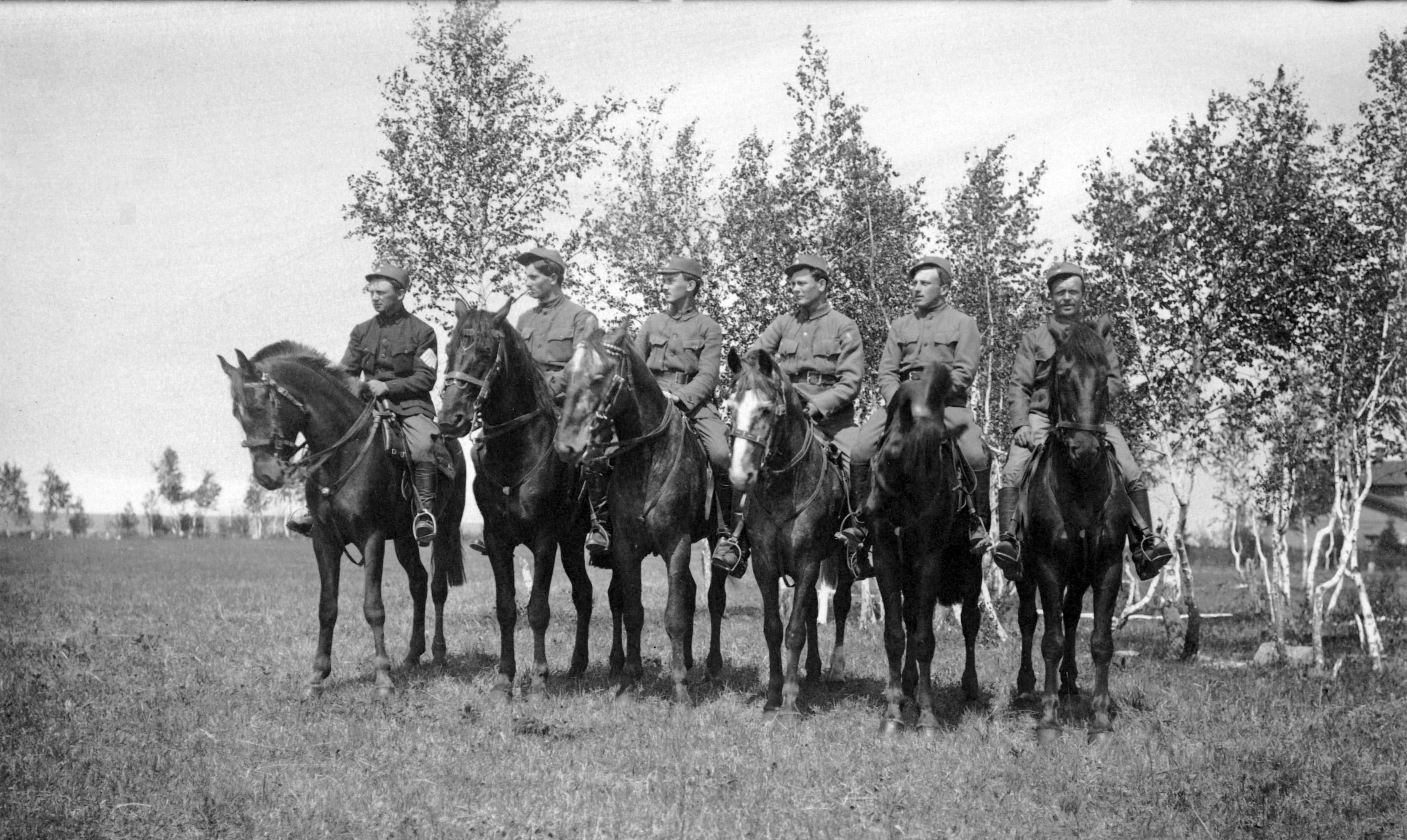
Skupinka na koních
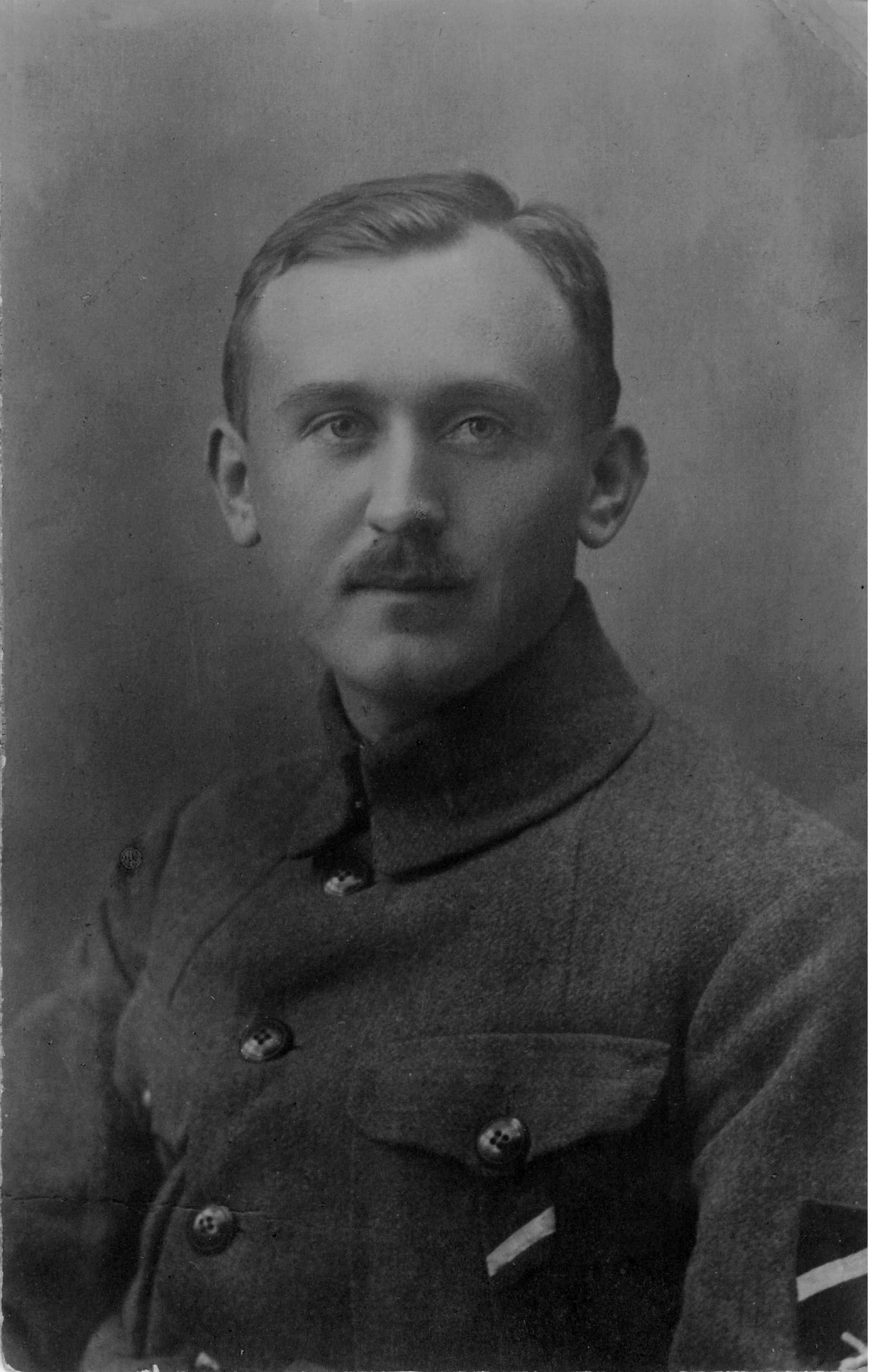
Jako praporčík dělostřelectva (Sibiř, 1919)
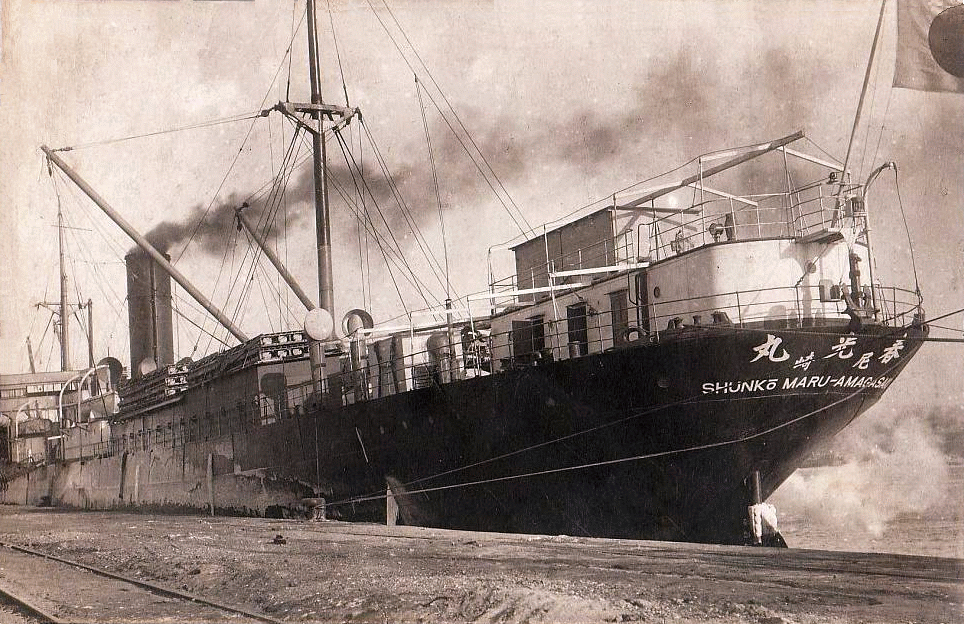
Japonská loď Shunko-Maru

### Zpátky ve vlasti
Po svém návratu do vlasti pokračoval Josef Churavý krátce ve studiu na technice. Nebyl však dostatečně finančně zajištěn, chtěl se oženit a tak vysokoškolská studia nedokončil a volil raději návrat do armády. V červnu 1920 nastoupil službu na ministerstvu obrany. V hodnosti nadporučíka absolvoval kurz pro výchovu důstojníků generálního štábu a po úspěšném absolvování Válečné školy (v letech 1922 až 1923) byl v hodnosti kapitána zařazen do generálního (tehdy hlavního) štábu. Výborné studijní výsledky i předchozí pedagogická praxe z pobytu v Rusku jej předurčili do role profesora na Válečné škole. S přestávkami (v součtu asi čtyři roky) zde vyučoval (mezi léty 1924 až 1934) nejprve předměty „balistiku“ a „zeměpis“ a později (i jako externista) „taktiku dělostřelectva“.

Na tablech absolventů Válečné školy v Praze v hodnostech
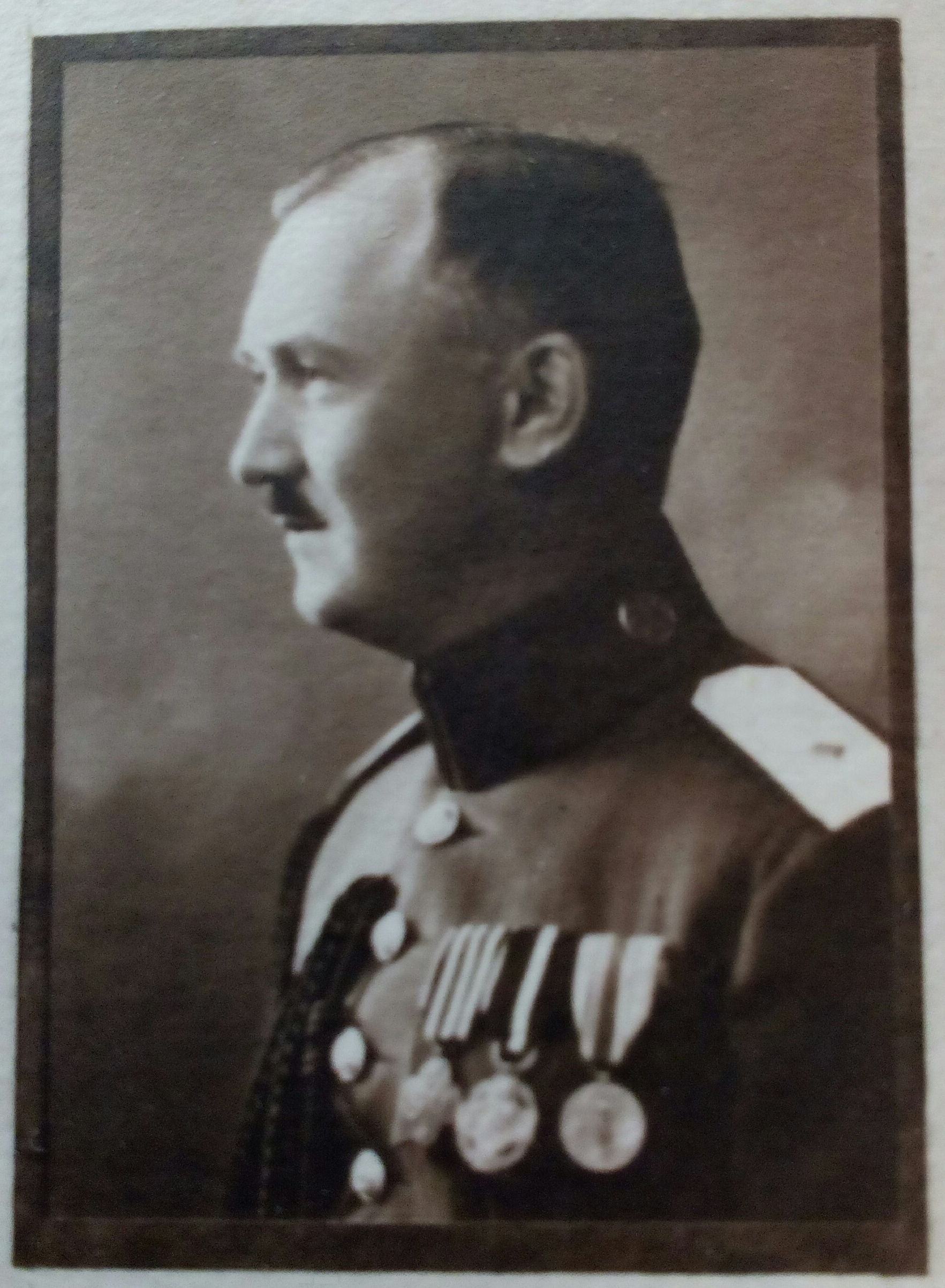
štábního kapitána generálního štábu (1925)
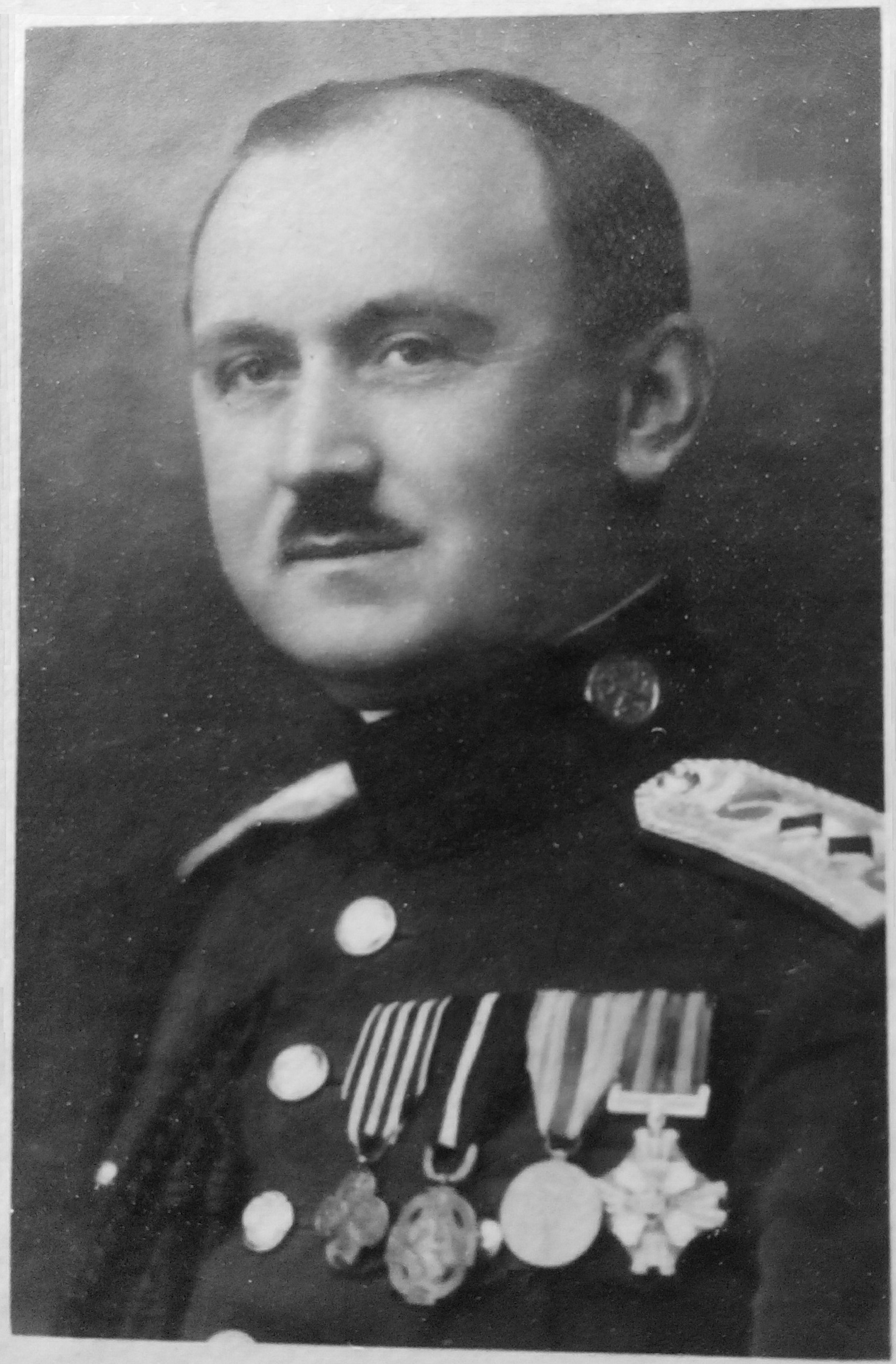
majora generálního štábu (1928)
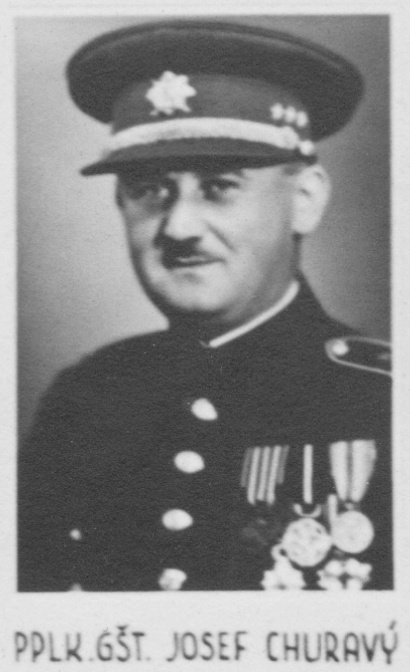
podplukovníka generálního štábu (1934)

Jako důstojník generálního štábu procházel v letech 1926 až 1934 mnoha funkcemi, včetně velitelských u dělostřeleckého pluku v Praze-Ruzyni. Počátkem dubna 1934 byl Josef Churavý trvale funkčně přidělen k pražskému Vojenskému zeměpisnému ústavu (VZÚ). Mezi léty 1937 až 1938 působil na Ředitelství opevňovacích prací (ŘOP) v Praze – instituci, která před druhou světovou válkou koordinovala výstavbu československých pohraničních opevnění. V průběhu 30. let dvacátého století pracoval Josef Churavý i vědecky – redigoval odborné periodikum „Dělostřelecké rozhledy“, do něhož přispíval zejména články z oboru „balistické matematiky“. Od 30. září 1938 byl Josef Churavý jmenován na funkci zástupce velitele v pražském Vojenském zeměpisném ústavu (VZÚ) a zde jej také zastihl i 15. březen 1939.

V prvorepublikové československé armádě
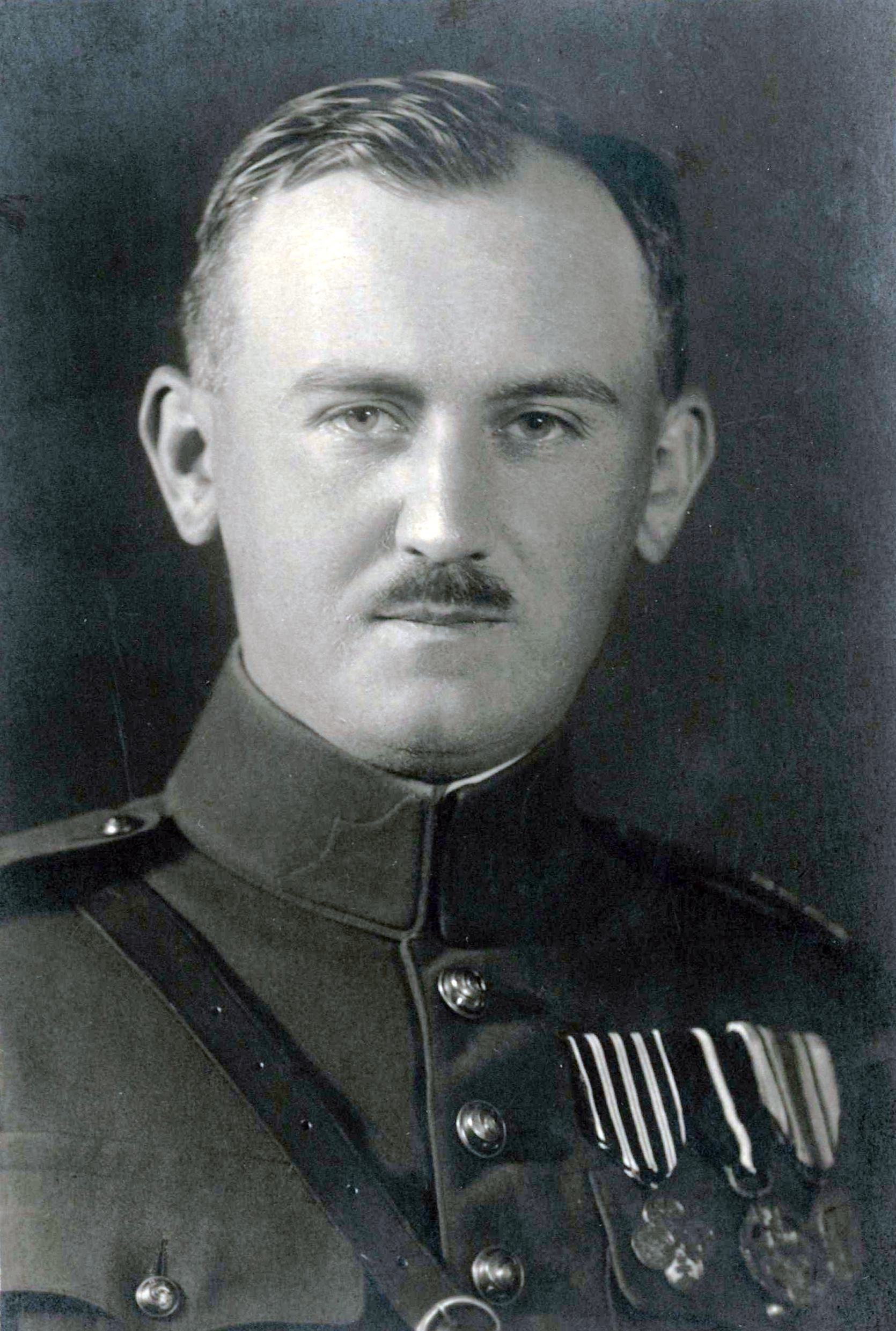
jako kapitán dělostřelectva (1922)
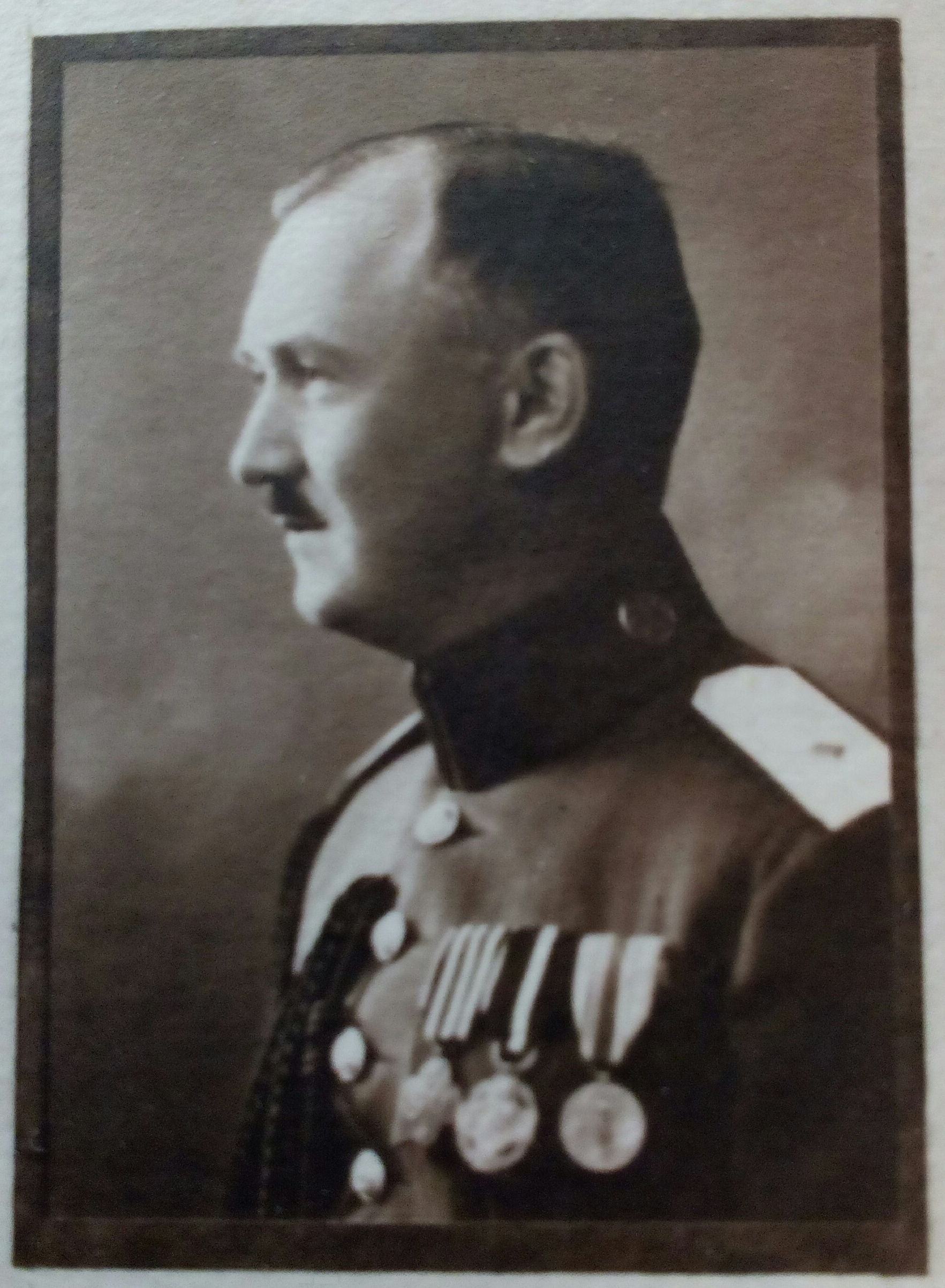
jako štábní kapitán generálního štábu (1925)
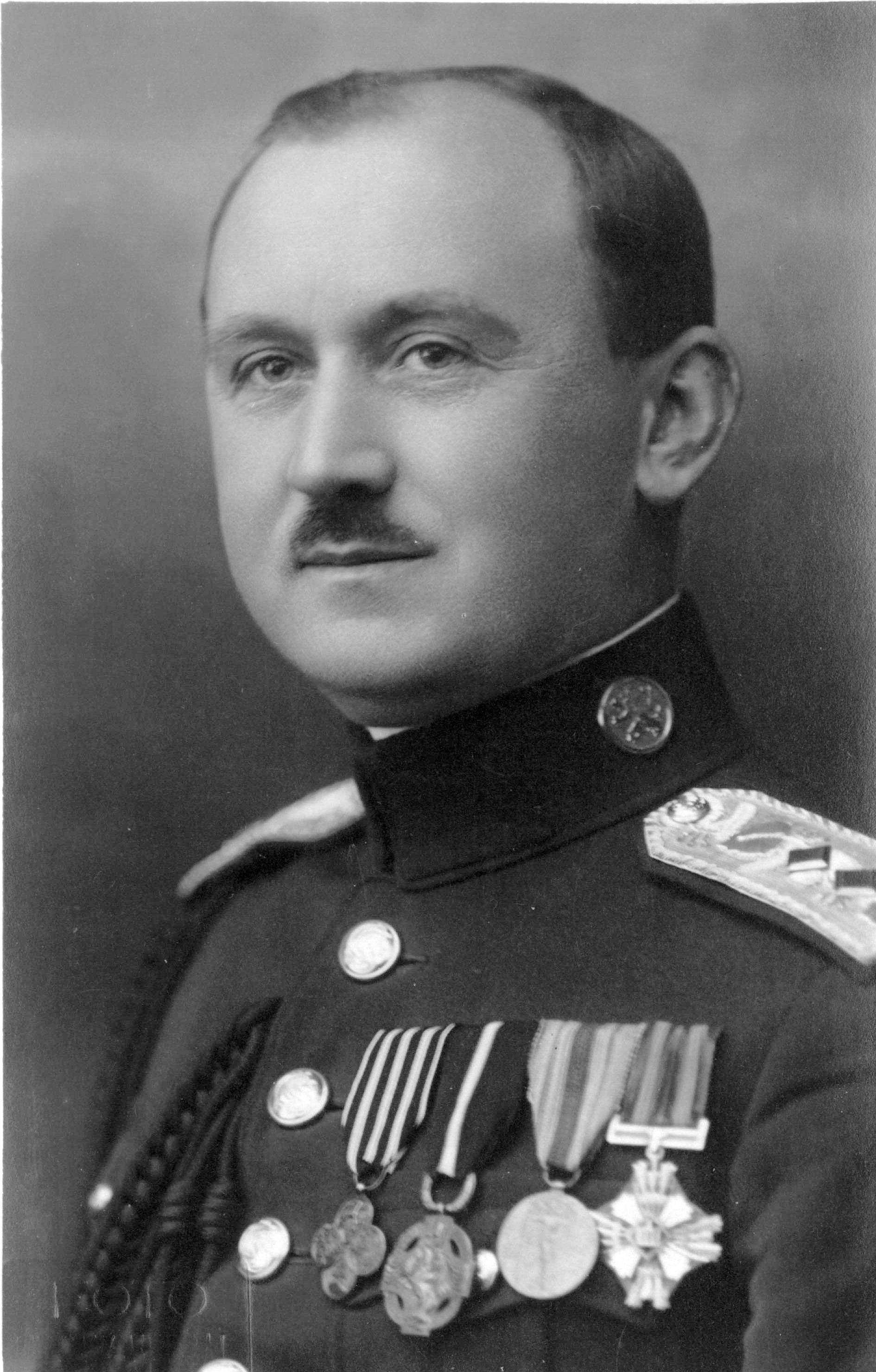
jako major generálního štábu (1929)
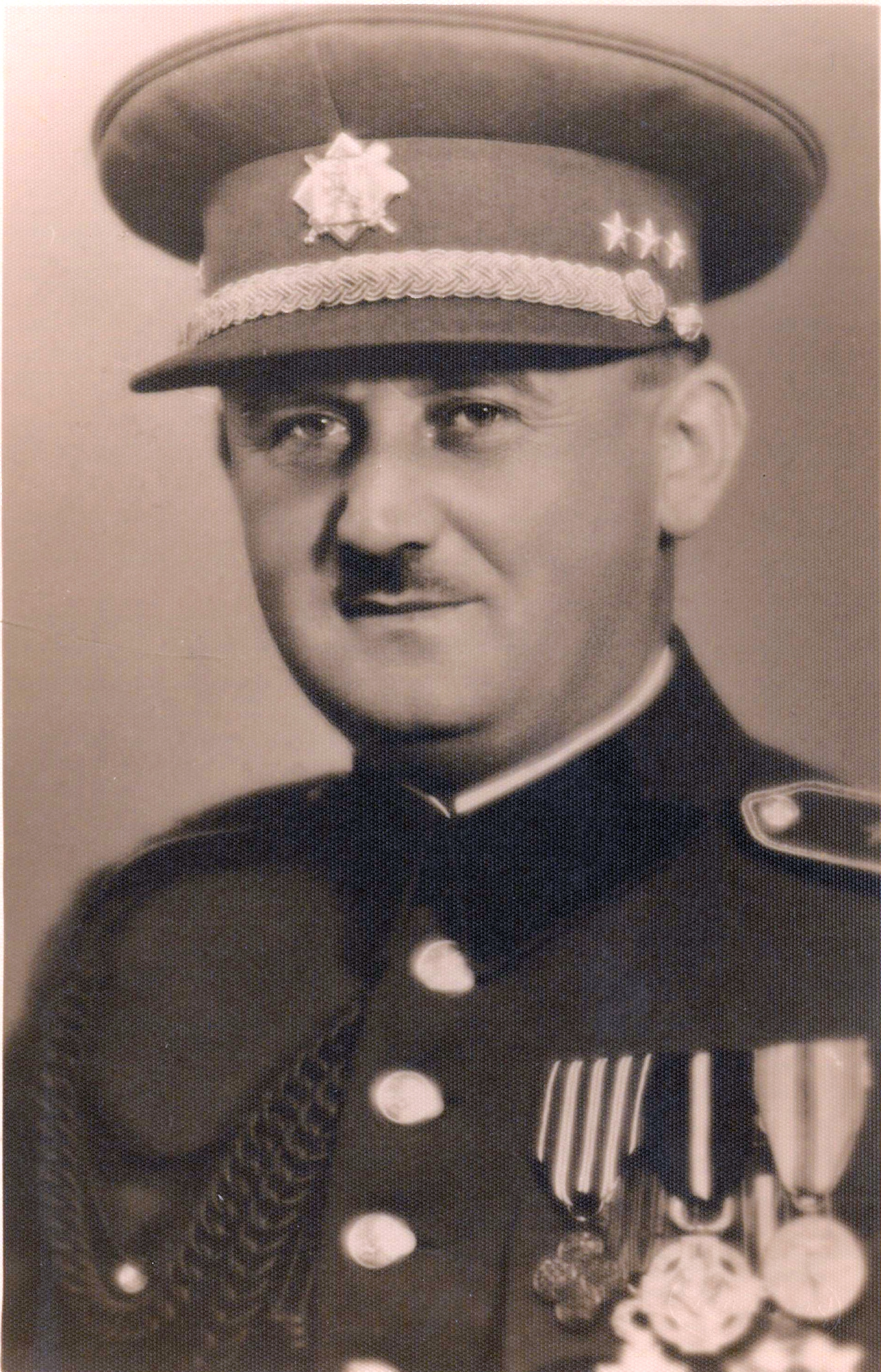
jako podplukovník generálního štábu (1931–1936)
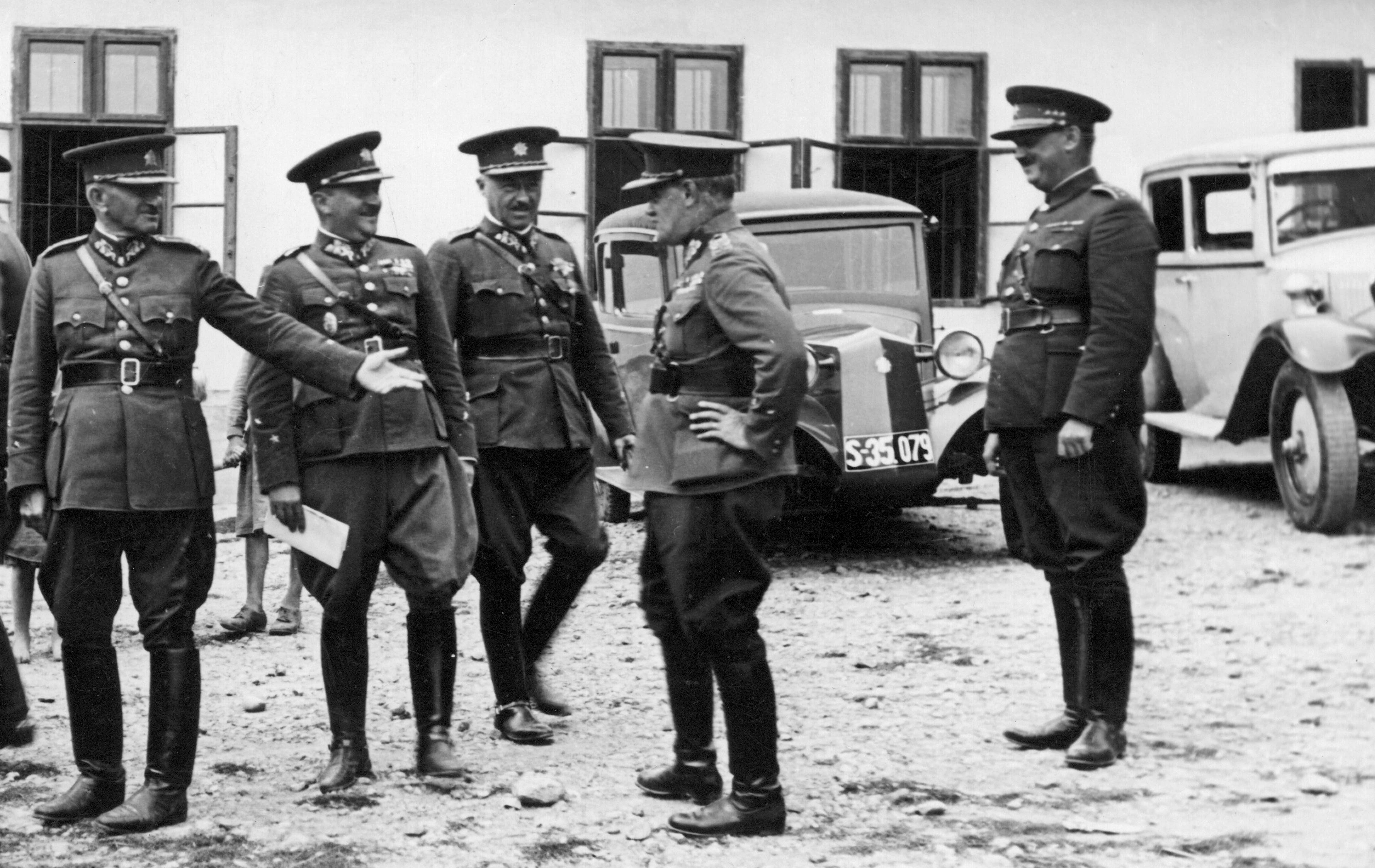
jako podplukovník generálního štábu mezi důstojníky (1931–1936)
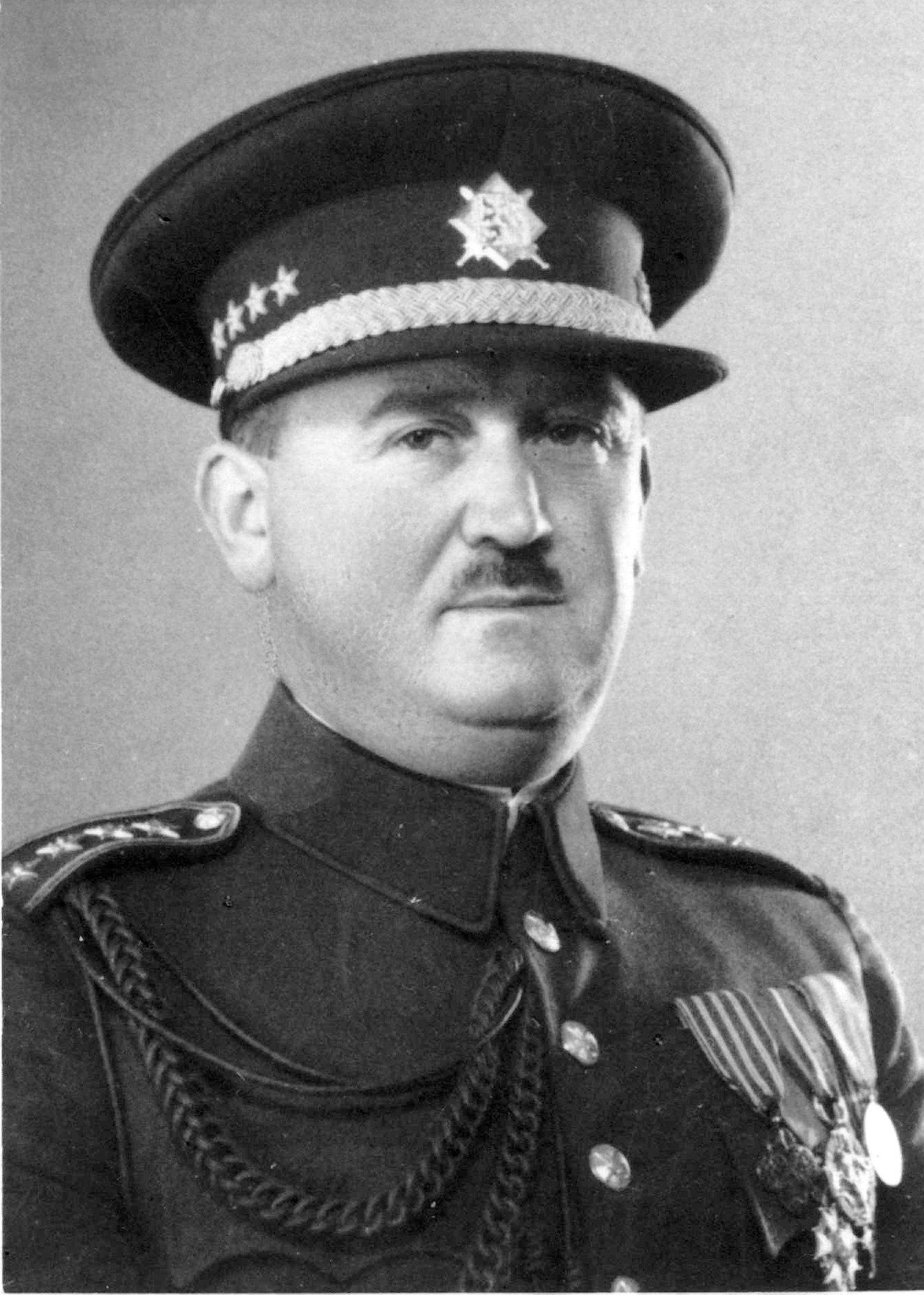
jako plukovník generálního štábu (1938)

V prvorepublikové armádě (pochvalná uznání, pochvaly)
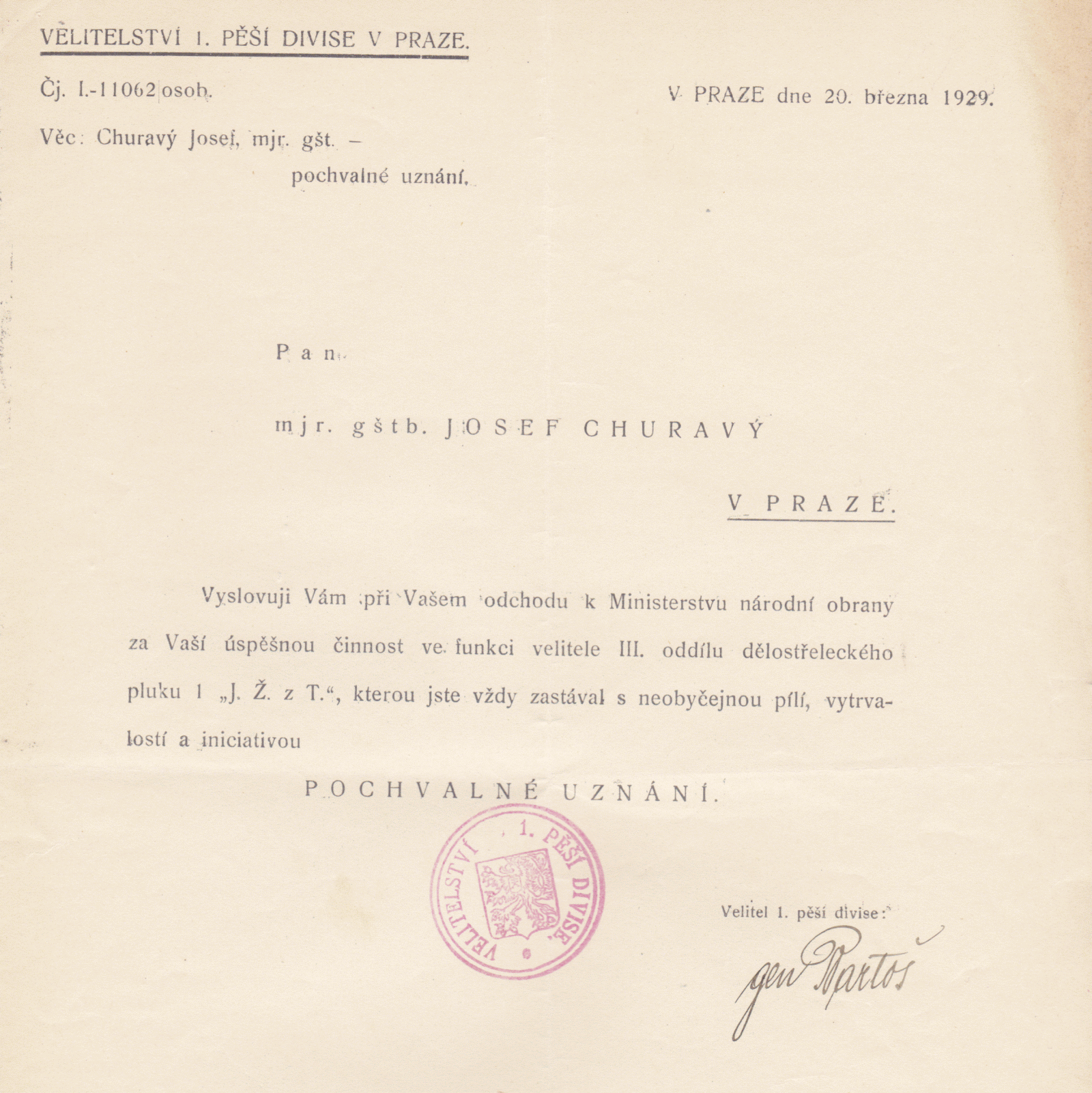
Od velitele 1. pěší divize generála Bartoše (20. března 1929)
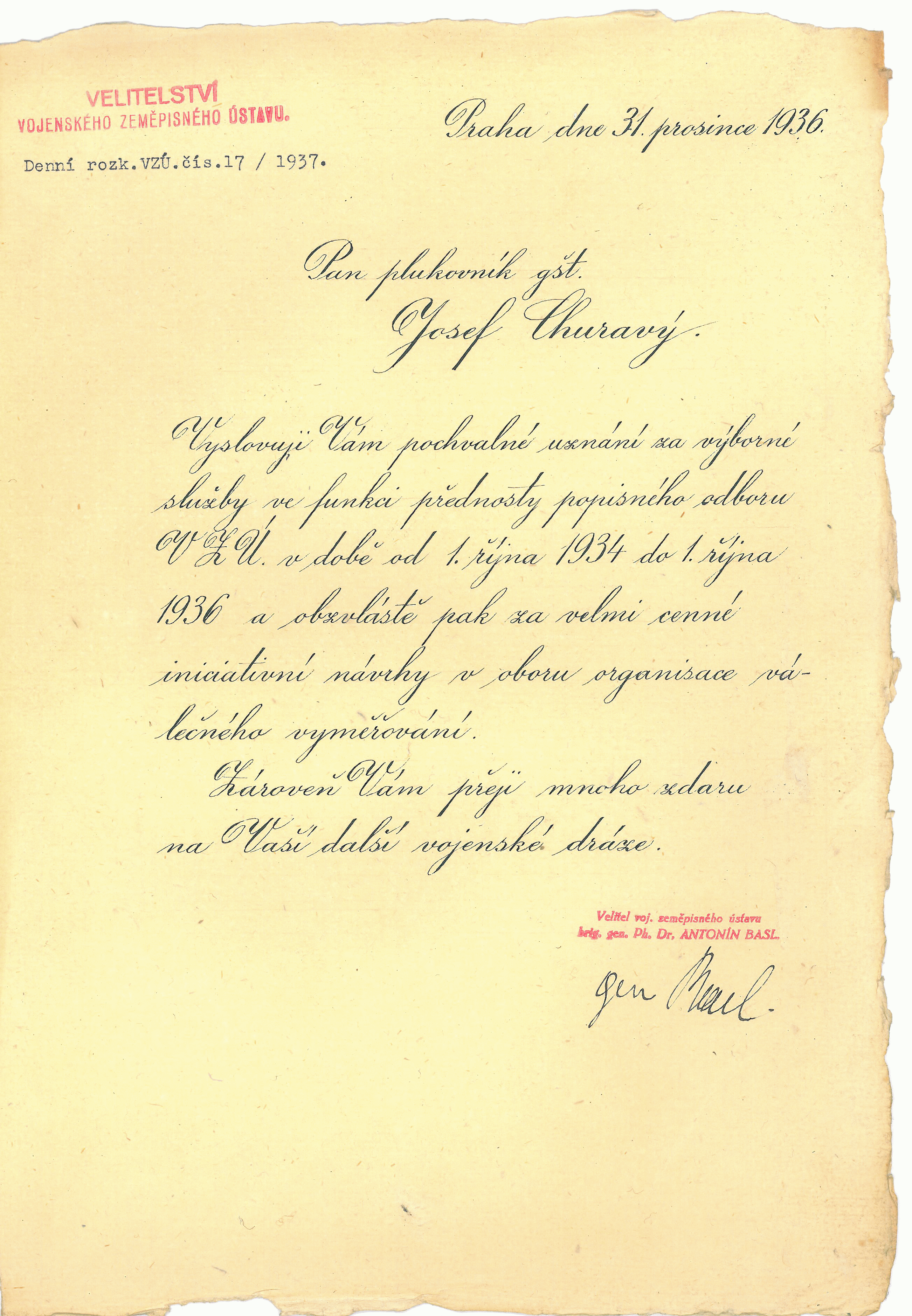
Od velitele VZÚ brigádního generála Ph. Dr. Antonína BASLA (31. prosince 1936)
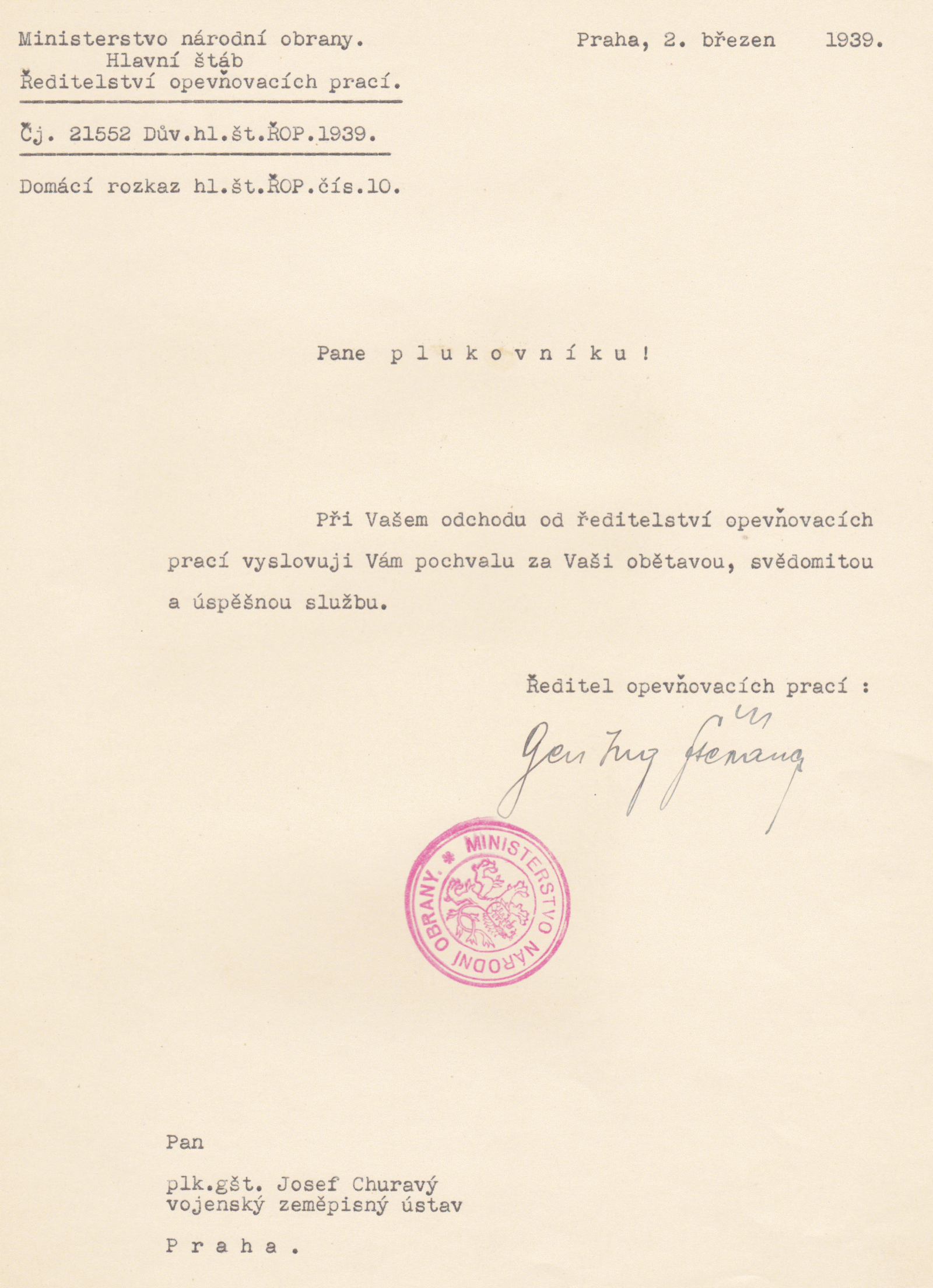
Od ředitele opevňovacích prací (ŘOP) (2. března 1939)

### Vojenský zeměpisný ústav (VZÚ)

#### Dějství prvé
K vojenské zeměpisné službě nastoupil Josef Churavý začátkem dubna 1934 a nejprve se podílel na tvorbě mapového díla. Po půlročním působení ve VZÚ byl ustanoven přednostou odboru pro popis a statistiku válečných jevišť. Po podpisu Mnichovské dohody (30. září 1938) byl Churavý jmenován zástupcem velitele VZÚ, kterým byl plukovník zeměpisné služby PhDr. Jiří Čermák. Od podzimu roku 1938 zhotovovali a ukrývali někteří příslušníci VZÚ kopie a duplikáty geodetických a kartografických podkladů a map s jediným cílem: aby se nacistům nedostal do rukou výsledek dvacetileté práce VZÚ, jehož by mohlo být zneužito. V březnu 1939 vydal Josef Churavý správci materiálu ve VZÚ kapitánu Aloisi Hrdličkovi a dalším zaměstnancům nařízení, aby veškerý materiál z tajného oddělení generálního štábu byl neprodleně připraven k odvozu. Krátce nato byl tento materiál skutečně odvezen v několika krytých nákladních autech. Z Vojenského zeměpisného ústavu tak bylo (do konce roku 1939) vyvezeno asi 25 nákladních aut rozličného materiálu, který německá branná moc mohla potřebovat – zejména cenné přístroje, teodolity, dalekohledy, tisíce filmů a leteckých snímků, litografických ploten, negativů, elaborátů a dalšího materiálu (v celkové hodnotě asi 1 milion říšských marek, tj. tehdejších 10 milionů protektorátních korun). Tento zeměměřičský materiál byl ukryt na různých místech Prahy (např. v objemných sklepech ministerstva vnitra (MV) v Praze III. na Tržišti, ostatek ve smíchovské kapli v Holečkové ulici, proměněné na archiv).

#### Dějství druhé
Dne 15. března 1939 byl Vojenský zeměpisný ústav (VZÚ) obsazen německou armádou. Tehdejší velitel ústavu plukovník zeměpisné služby PhDr. Jiří Čermák zrušil s okamžitou platností popisný odbor a nařídil skartovat jeho veškerou dokumentaci, aby nemohla být zneužita okupanty. Jeho zástupce plukovník Josef Churavý svým rozhodným zásahem u tehdejší protektorátní vlády dosáhl toho, že VZÚ byl dne 18. dubna 1939 převzat ministerstvem vnitra, byl přejmenován na „Zeměpisný ústav ministerstva vnitra“ (ZÚMV) a v této pozměněné formě vlastně přetrval celých šest let nacistické okupace. Po vyhlášení protektorátu byla československá armáda rozpuštěna a bývalý plukovník Josef Churavý byl převeden jako vrchní odborový rada do odboru Ministerstva vnitra (MV). Do konce roku 1939 zůstal ústav zachován jako původní celek v původní budově a s původním vedením. Koncem roku 1939 musel ZÚMV opustit svoji historickou budovu v Bubenči a předat veškeré podklady a techniku německé správě. ZÚMV byl přestěhován do Veletržního paláce, reprodukční odbor a fotogrammetrické oddělení do bývalé tiskárny firmy Šulc v Praze VII – pozdější tiskárny podniku Kartografie.

#### Dějství třetí
Podezření, že se materiál VZÚ odcizuje pojal říšský Němec a vysoký úředník Říšského zeměměřičského úřadu (Reichsamt für Landesaufnahme (RfL)) Dipl. Ing. F. Seidel (pověřený Němci dozorčí správou nad VZÚ) koncem roku 1939. Po jednání (na konci ledna 1940) se Slováky v Bratislavě (o jejich nároku na část výzbroje VZÚ) už bezpečně zjistil, že mnohé přístroje ve VZÚ chybí. Po návratu do Prahy nařídil zatknout plukovníka zeměpisné služby PhDr. Jiřího Čermáka, plukovníka Josefa Churavého, štábního kapitána Aloise Hrdličku a další. Rozsáhlé zatýkání důstojníků VZÚ započalo 6. února 1940. Mnozí z nich byli dlouhodobě vězněni nebo posláni do koncentračních táborů. Některým bývalým příslušníkům VZÚ se podařilo dostat do zahraničního odboje (např. generál Alfréd Ressel, plukovník generálního štábu Bohumír Kobliha), jiní se zapojili do vojenského domácího odboje (např. plukovník Josef Churavý, plukovník generálního štábu profesor Dr. Ing. Vlastimil Blahák), jiní se zúčastnili Slovenského národního povstání (SNP) a partyzánského boje. I když byly části ukrytého materiálu vyvezeného z VZÚ nedůslednou konspirací Němci nakonec objeveny, ukrytí geografických materiálů a jejich duplikátů umožnilo po osvobození v květnu 1945 rychlou obnovu činnosti a produkce vojenské zeměpisné služby.

### V ilegalitě
Dne 5. února 1940 se gestapo vyptávalo domovníka v místě bydliště (Lucemburská 1302/35, Praha 3 – Žižkov) na Josefa Churavého. Churavý tuto klíčovou informaci vyhodnotil správně a v noci z 5. na 6. února 1940 již doma nepřespal. Když následujícího dne (6. února 1940) přišlo gestapo k Churavému do bytu „na ostro“, manželka Marie svého chotě před gestapem úspěšně kryla, předstírala několik hodin, že čeká na jeho návrat a pozdržela tím jejich postup. Další pokus zatknout Josefa Churavého na pracovišti VZÚ se gestapu také nezdařil. Dne 6. února 1940 jej gestapo nezastihlo ani v kanceláři VZÚ, kde nechal vzkaz, že si jde na berní úřad vyřídit nějaké daňově věci. Ještě dopoledne 6. února 1940 se Churavý vrátil opět k budově VZÚ, avšak byl před budovou varován svým vzdáleným příbuzným majorem Jindřichem Vilkou, že gestapo na něho v budově čeká. Uchýlil se tudíž definitivně do podzemí (ilegality), kde setrval celého půldruhého roku, až do svého zatčení.

#### Poprvé ksmrti odsouzen
Za odstranění důležitého vojenského materiálu byl Josef Churavý ze své funkce zástupce velitele VZÚ suspendován. Pro „nevěrnost a sabotáž“ byl 9. července 1940 odsouzen v nepřítomnosti německým vojenským polním soudem branné moci ke ztrátě čestných práv občanských, k zabavení majetku a k trestu smrti.

Josef Churavý: odsouzen a propuštěn ze státní služby
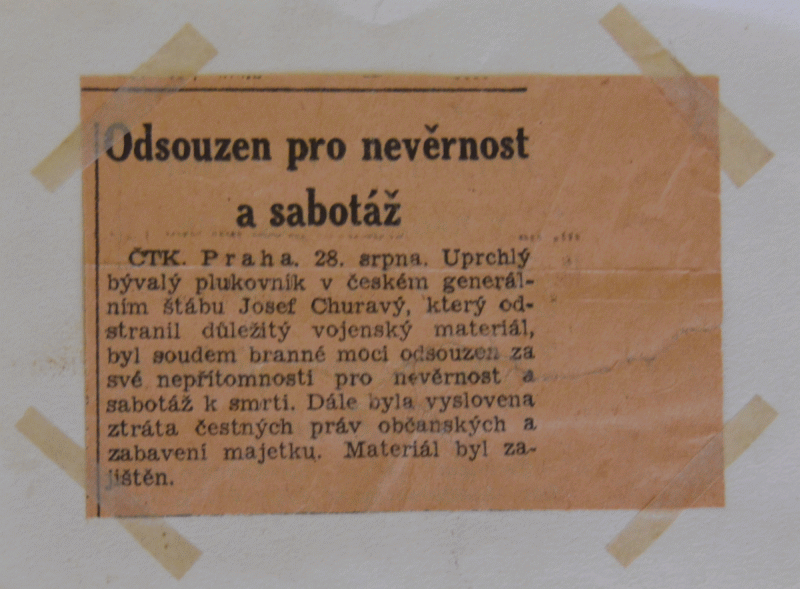
Zpráva ČTK ze dne 28. srpna 1940 o Josefu Churavém
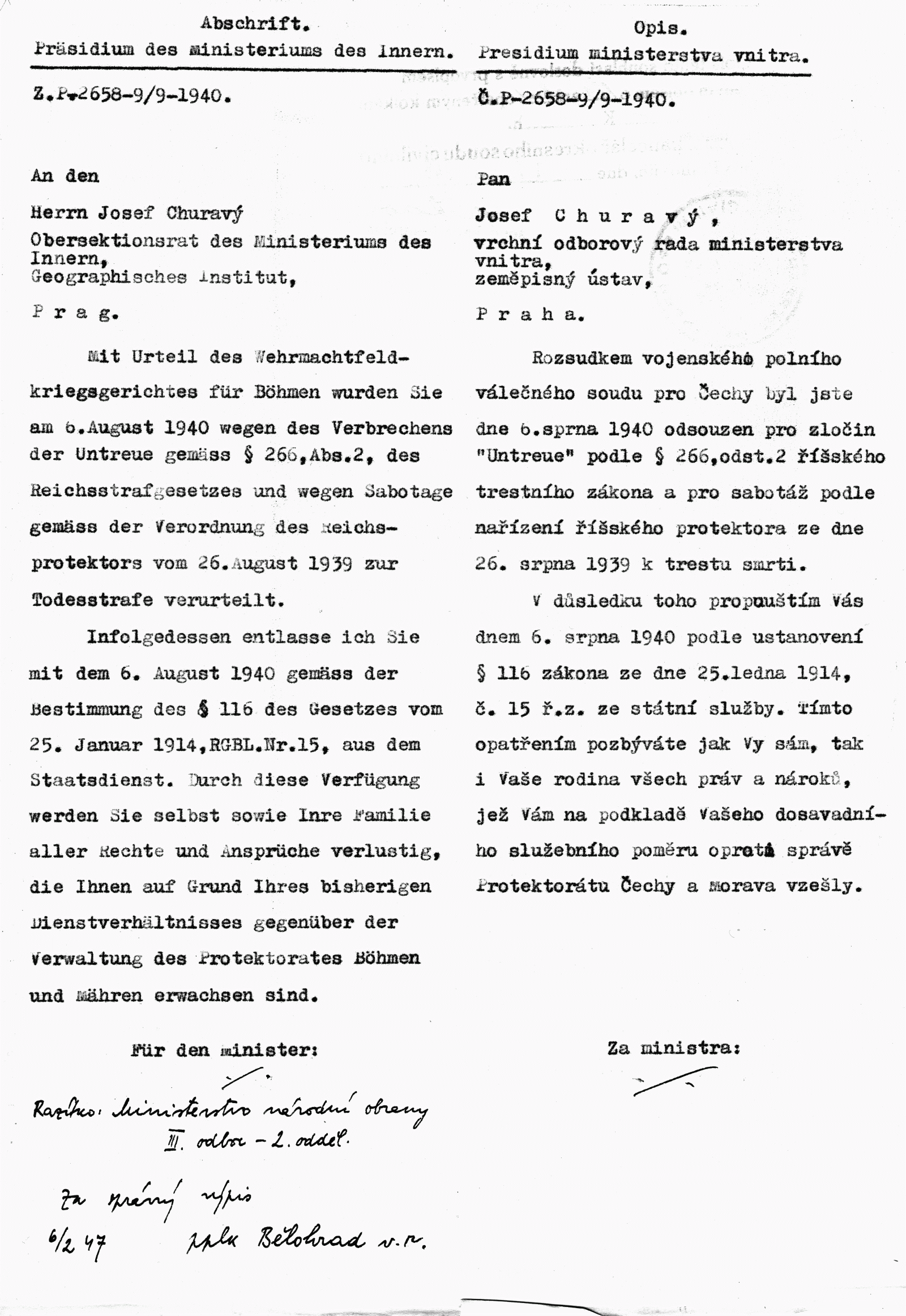
Zpráva presidia ministerstva vnitra adresovaná Josefu Churavému

#### Rodinné poměry a život vilegalitě
Po desetileté známosti s Marií Volfovou se s ní Josef Churavý v únoru roku 1922 oženil. V následujícím roce se jim narodil syn Václav (ročník 1923) a o tři roky později syn Miloslav (ročník 1926). Václav chodil na stejné gymnázium, které před ním navštěvoval jeho otec Josef,  jenž i nadále (až do svého odchodu do ilegality) na žižkovském reálném gymnasiu angažoval jako předseda rodičovského sdružení. Prudký zvrat v rodině nastal po přechodu Josefa Churavého do „podzemí“ a po jeho odsouzení k smrti. Rodina se ocitla rázem bez příjmů, ale v tomto případě pomohly finanční pomocí ilegální odbojové organizace a rovněž Legionářské bytové a stavební družstvo, které rodině umožnilo bydlet na stávající adrese (Lucemburská 1302/35, Praha 3 – Žižkov) bez placení nájemného.

Josef Churavý a členové jeho rodiny (1914–1942)
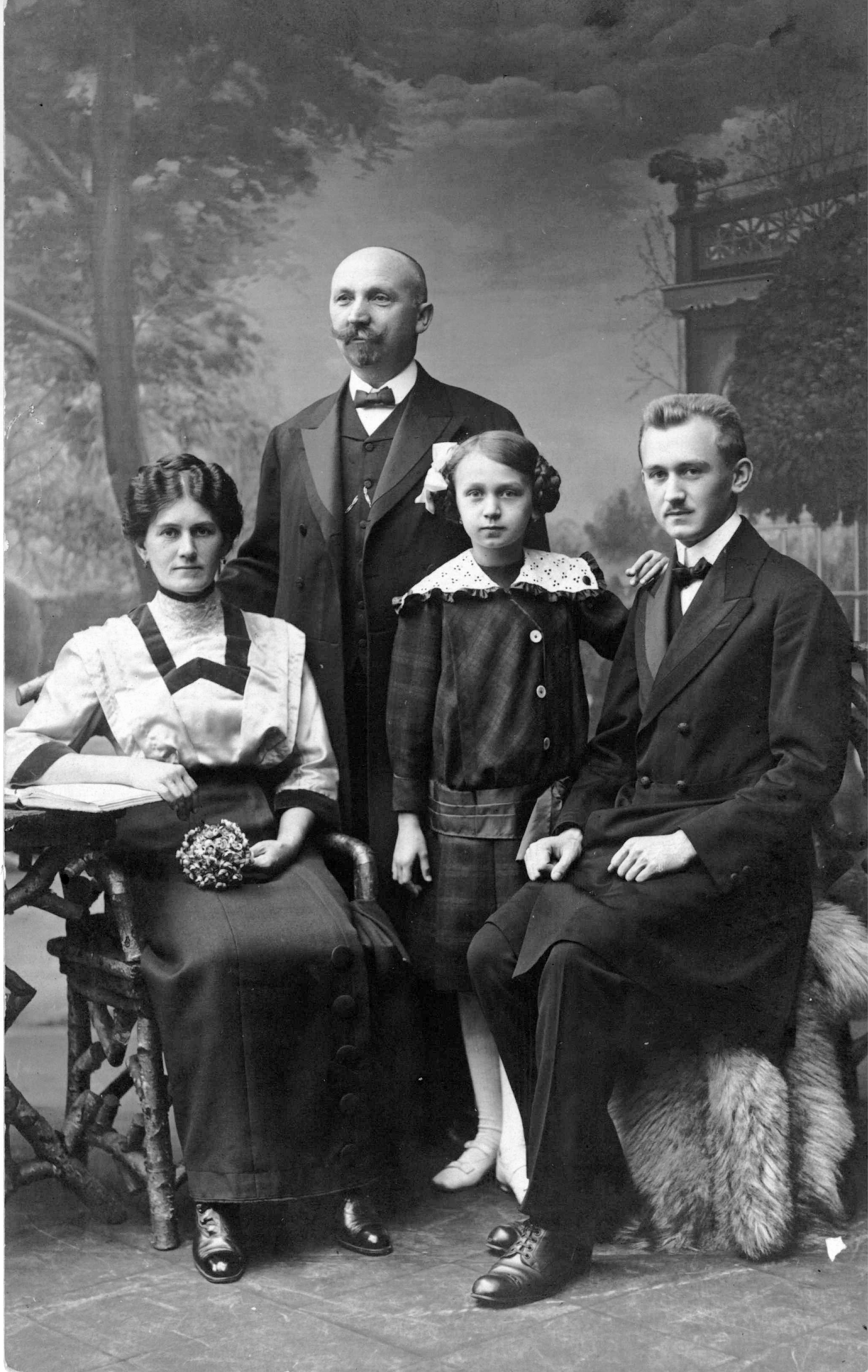
S rodiči a sestrou Marií (1914)
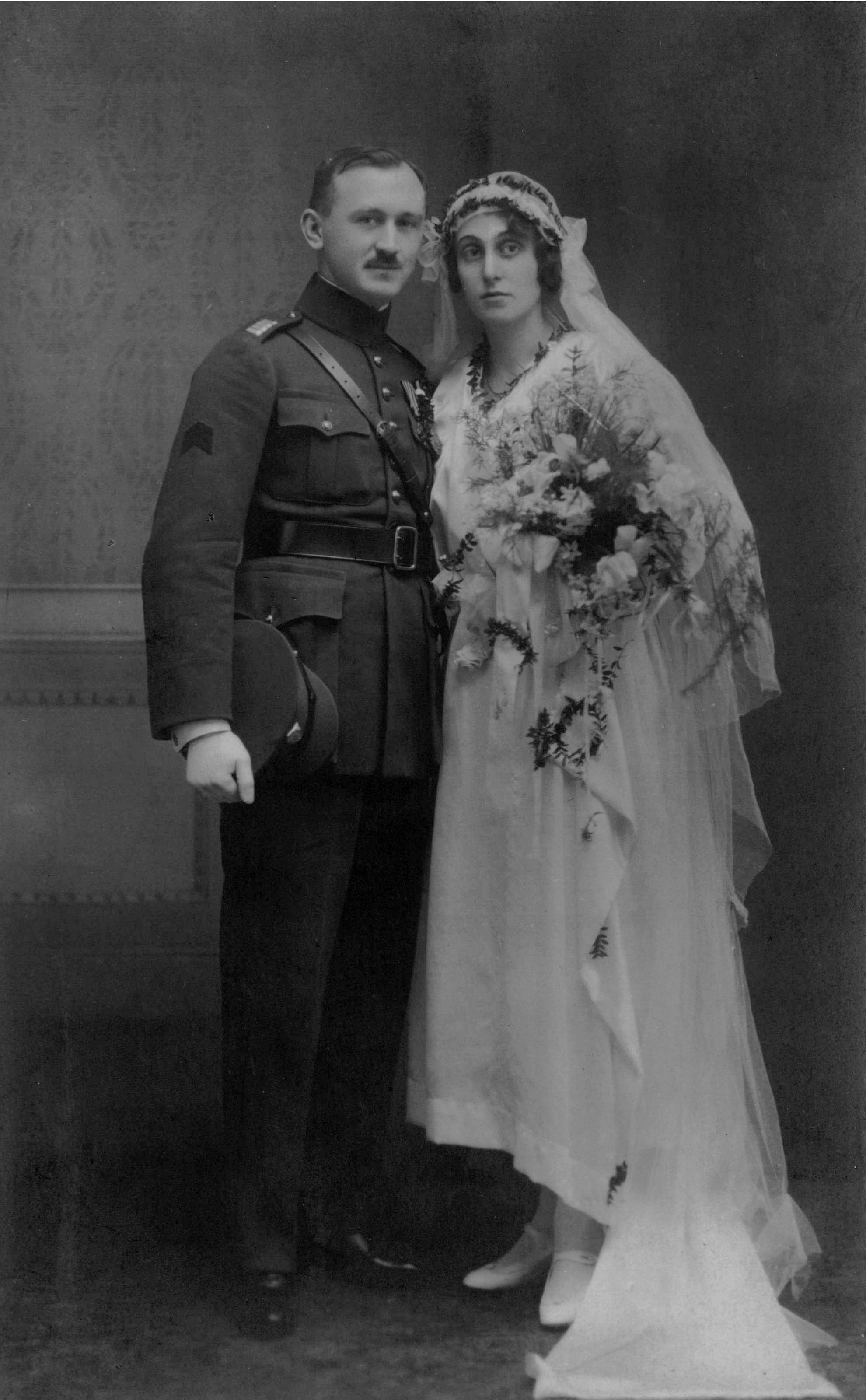
Svatební fotografie s manželkou Marií (únor 1922)
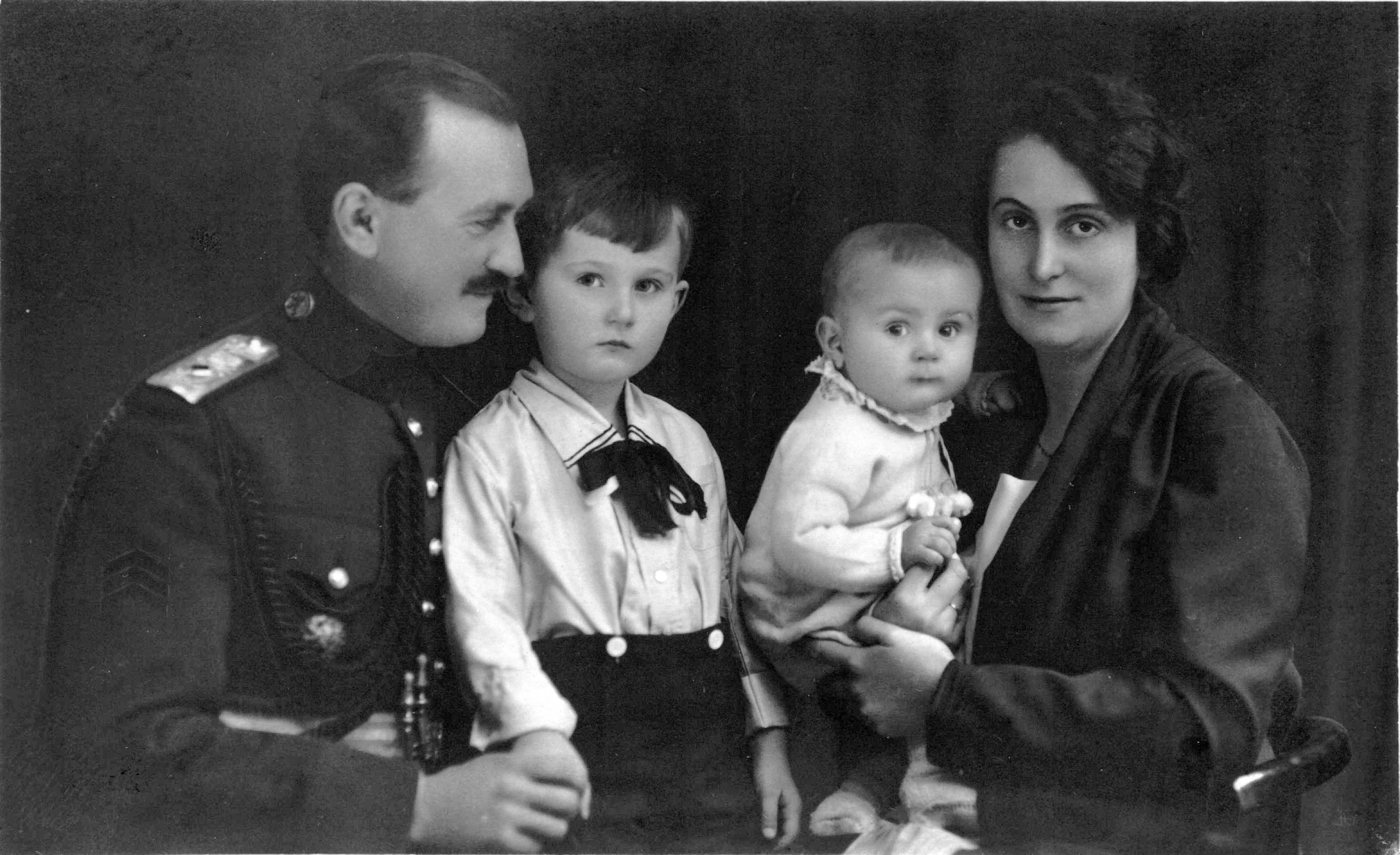
S manželkou Marií a syny Václavem a Miloslavem (prosinec 1926)
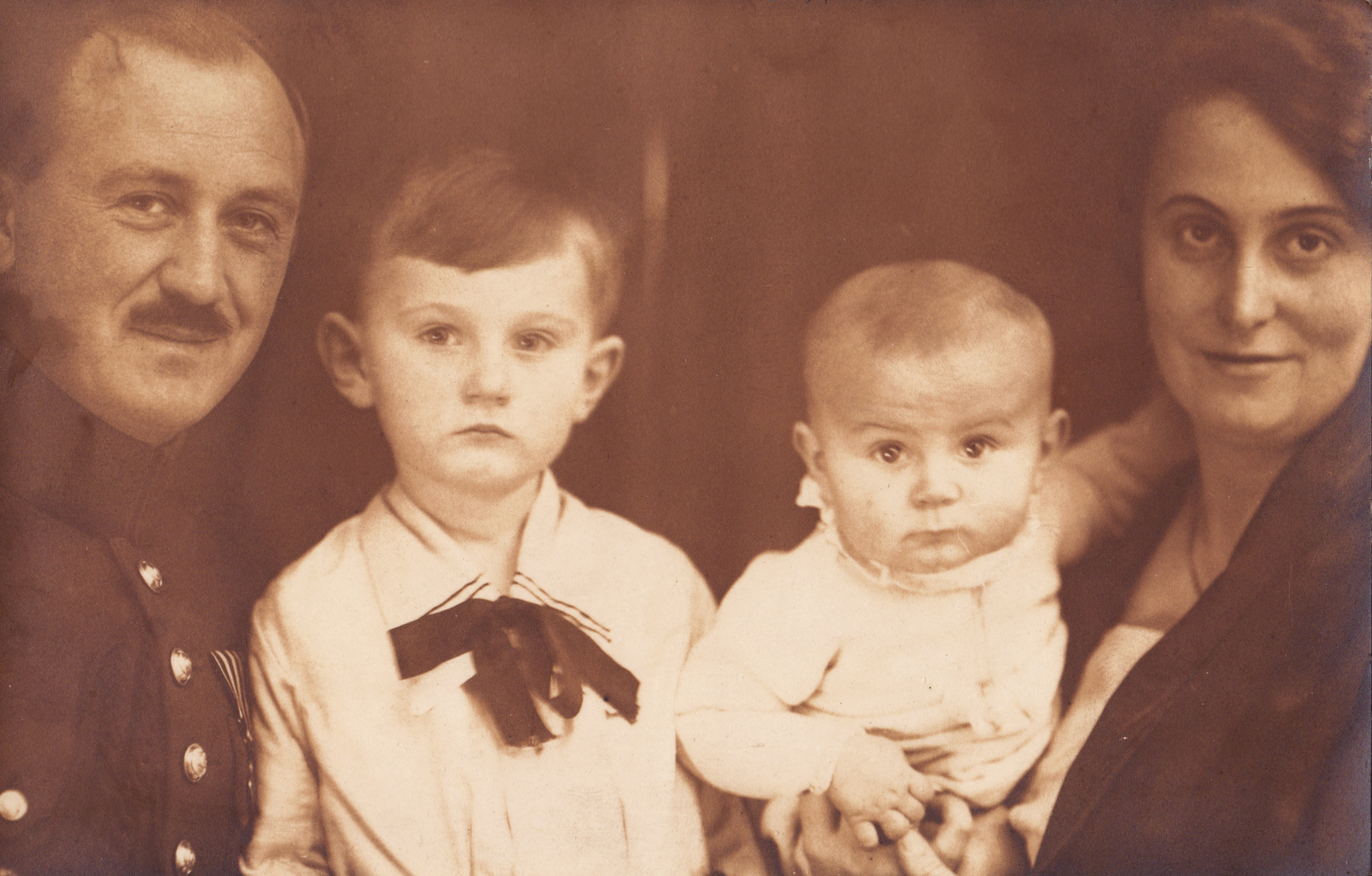
S manželkou Marií a syny Václavem a Miloslavem (prosinec 1926)
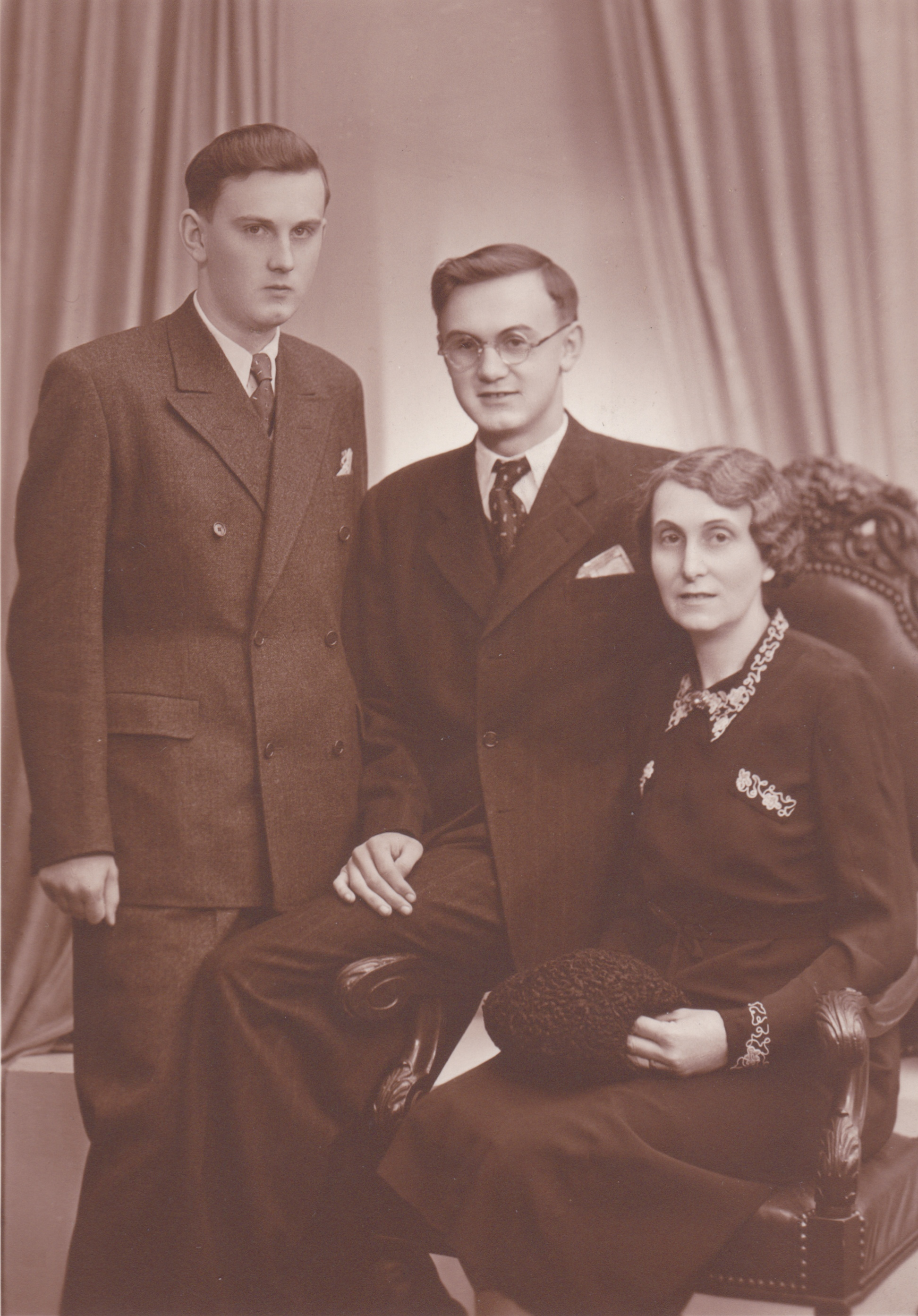
Manželka Marie se syny Miloslavem a Václavem (březen 1942)

První dvě noci v ilegalitě strávil Josef Churavý u svého tchána Antonína Wolfa, ale potom mnohokrát musel místa svého pobytu konspirativně měnit. Pochopitelně se musel vzdát nejen svého předsednictví rodičovského sdruženi na žižkovském reálném gymnasiu, ale též nekompromisně opustit veškeré společenské aktivity i v ostatních organizacích (Sokol) a přestat se stýkat se svými přáteli a vzdálenějšími příbuznými.

Josef Churavý v obci sokolské
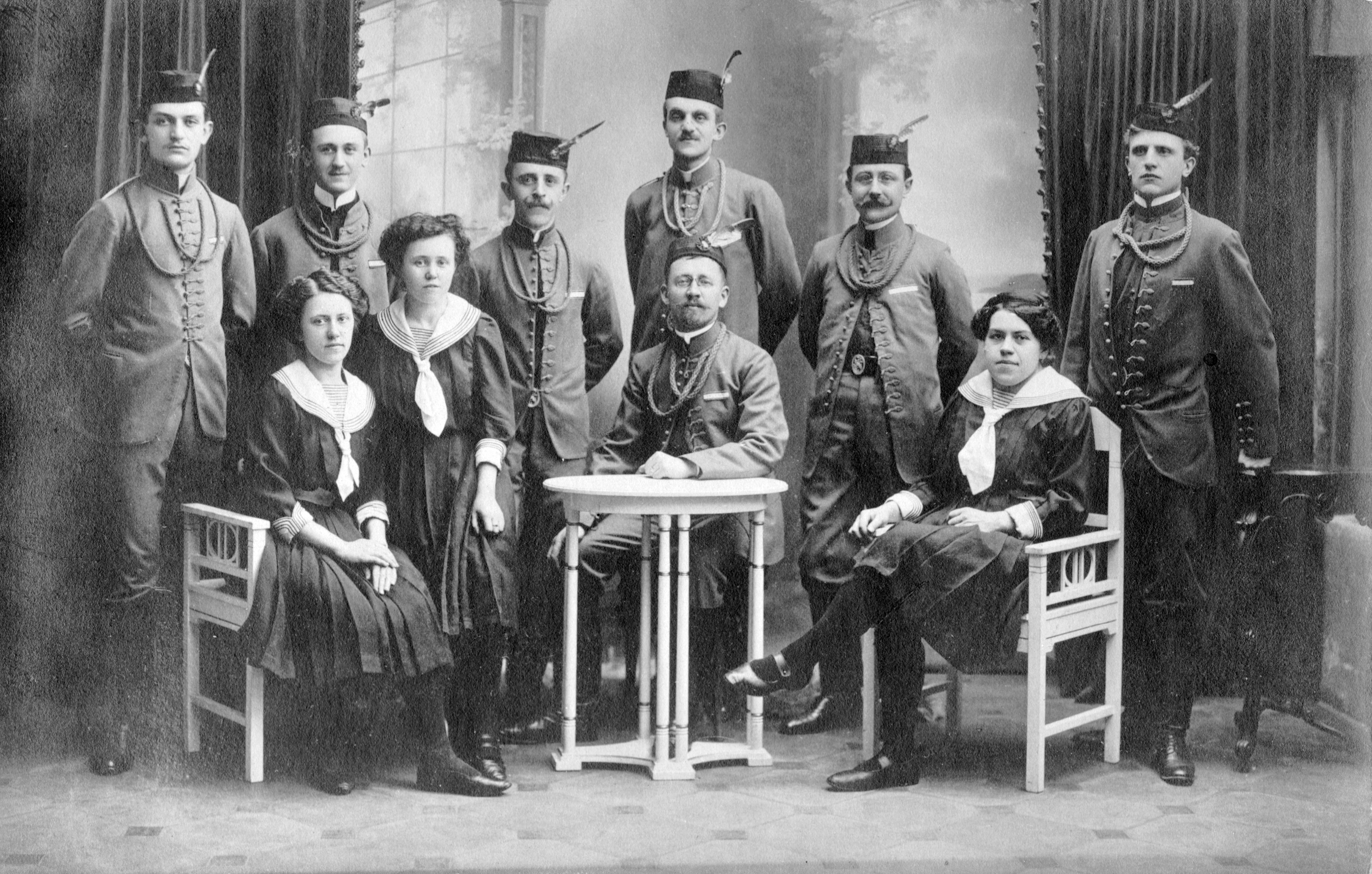
Jako člen Vzdělávacího odboru Sokola Žižkov (1912)
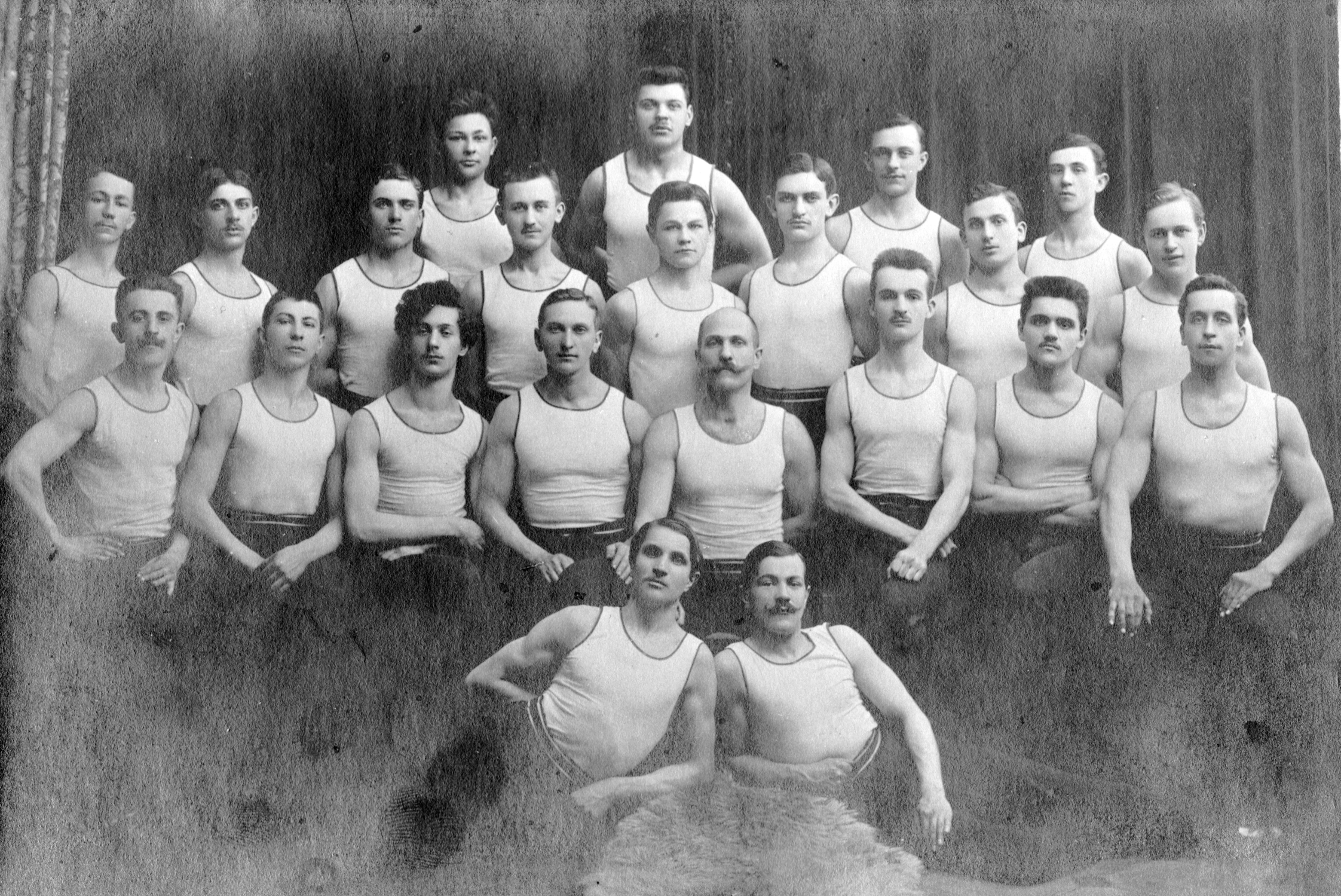
V sokolském cvičebním úboru (před rokem 1914)
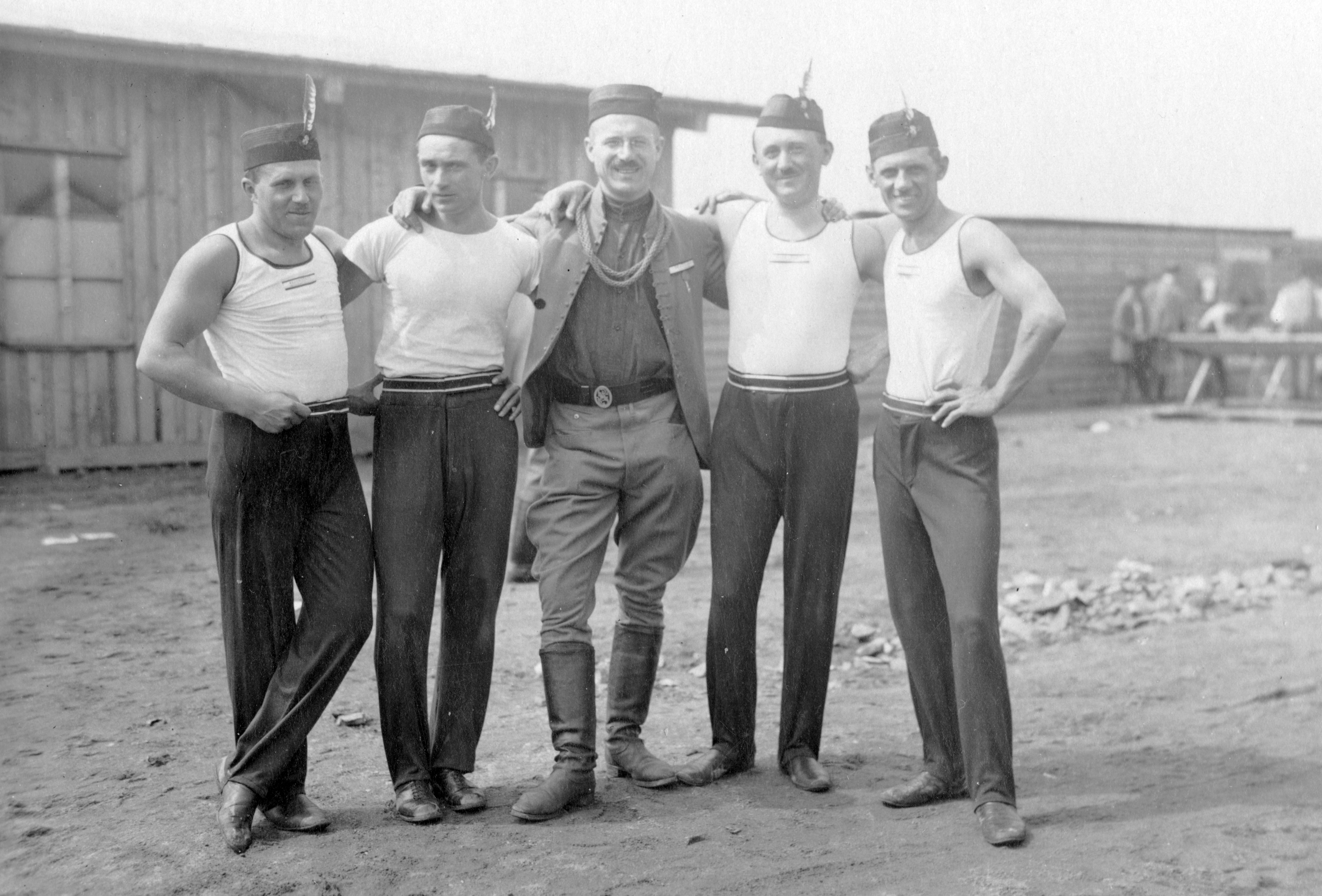
V sokolském cvičebním úboru (před rokem 1940)

Na jeho hlavu byla vypsána velká odměna, a tak mu nezbývalo než se smířit se životem politického psance. Tajně se stýkal s rodinou, která mu i v ilegalitě dle svých možností pomáhala. Se svými syny se setkával na předem domluvených místech. Místa setkávání byla často velice zvláštní (různé byty, veřejná prostranství, modlitebny apod.) Josef Churavý v ilegalitě nevystupoval pod svým pravým jménem. Užíval několika krycích jmen, zejména Vlk, Wolf, Antonín Wolf, Novák, Kroupa, redaktor Válek a jiné. Byl vybaven falešnými průkazy totožnosti, které uměl opatřovat i jiným odbojářům.

Josef Churavý v ilegalitě
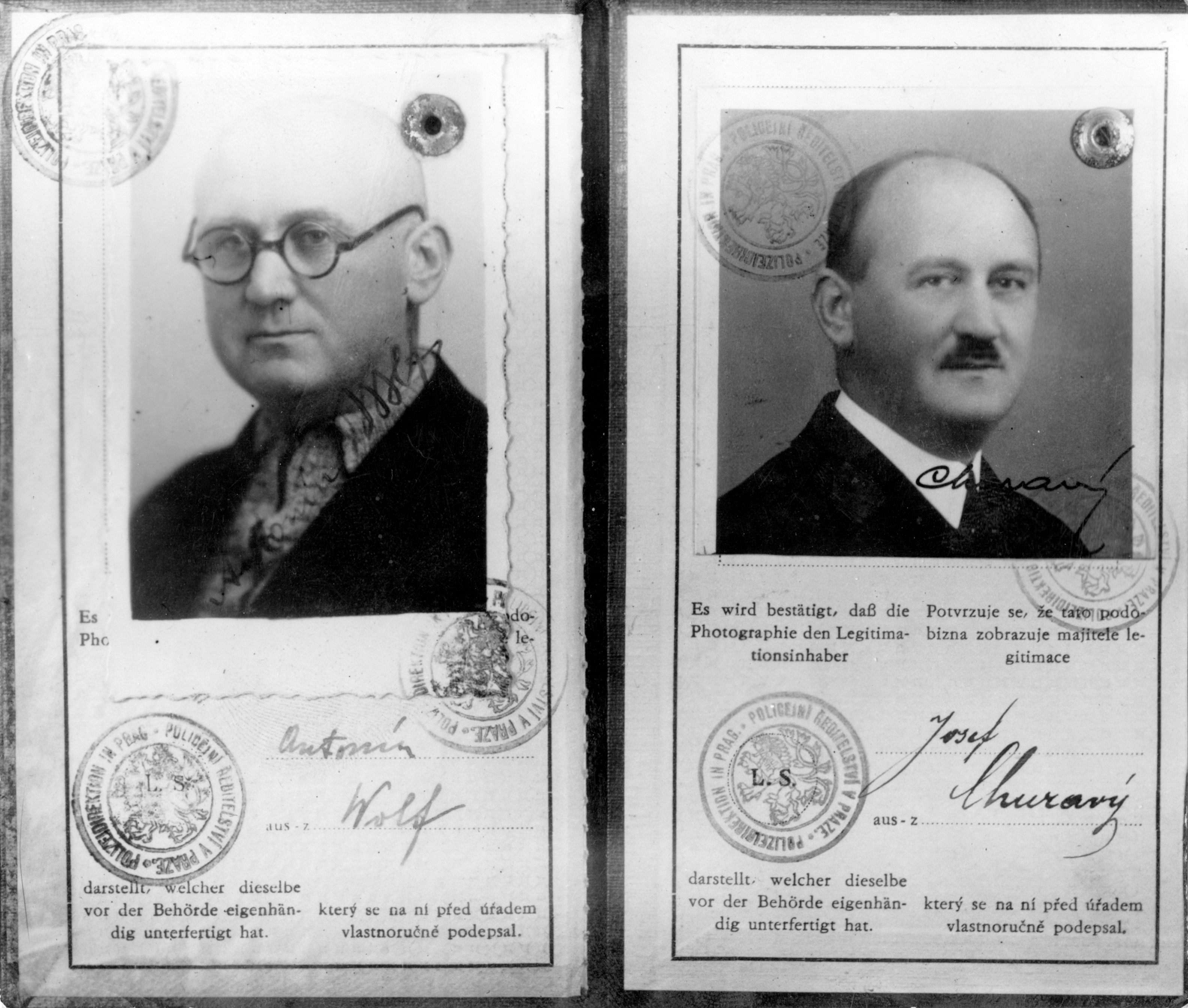
Falešná a skutečná protektorátní legitimace Josefa Churavého
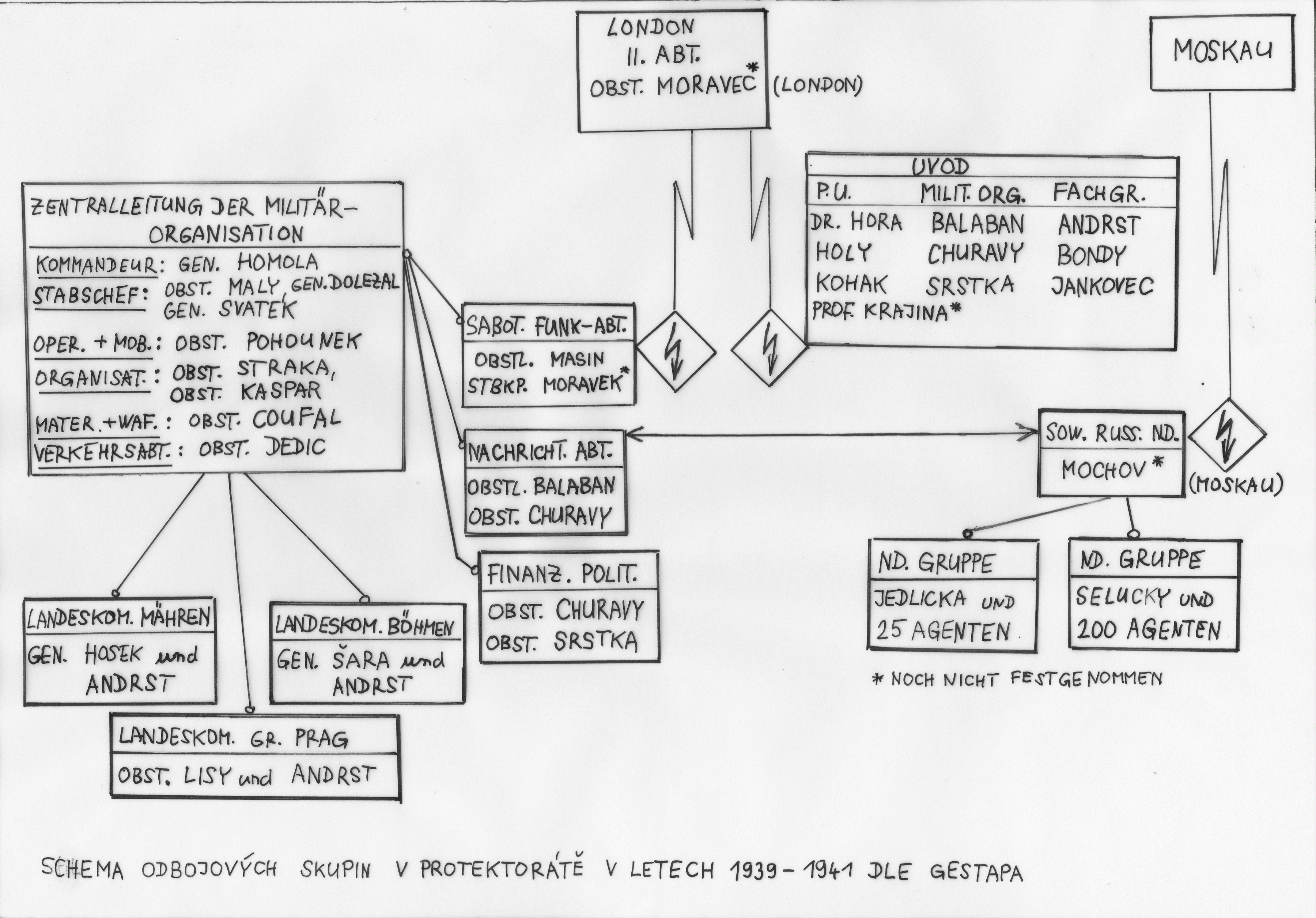
Josef Churavý na „gestapáckém pavouku“ znázorňujícím Schema činnosti a vedení některých odbojových skupin v protektorátu v letech 1939 až 1941
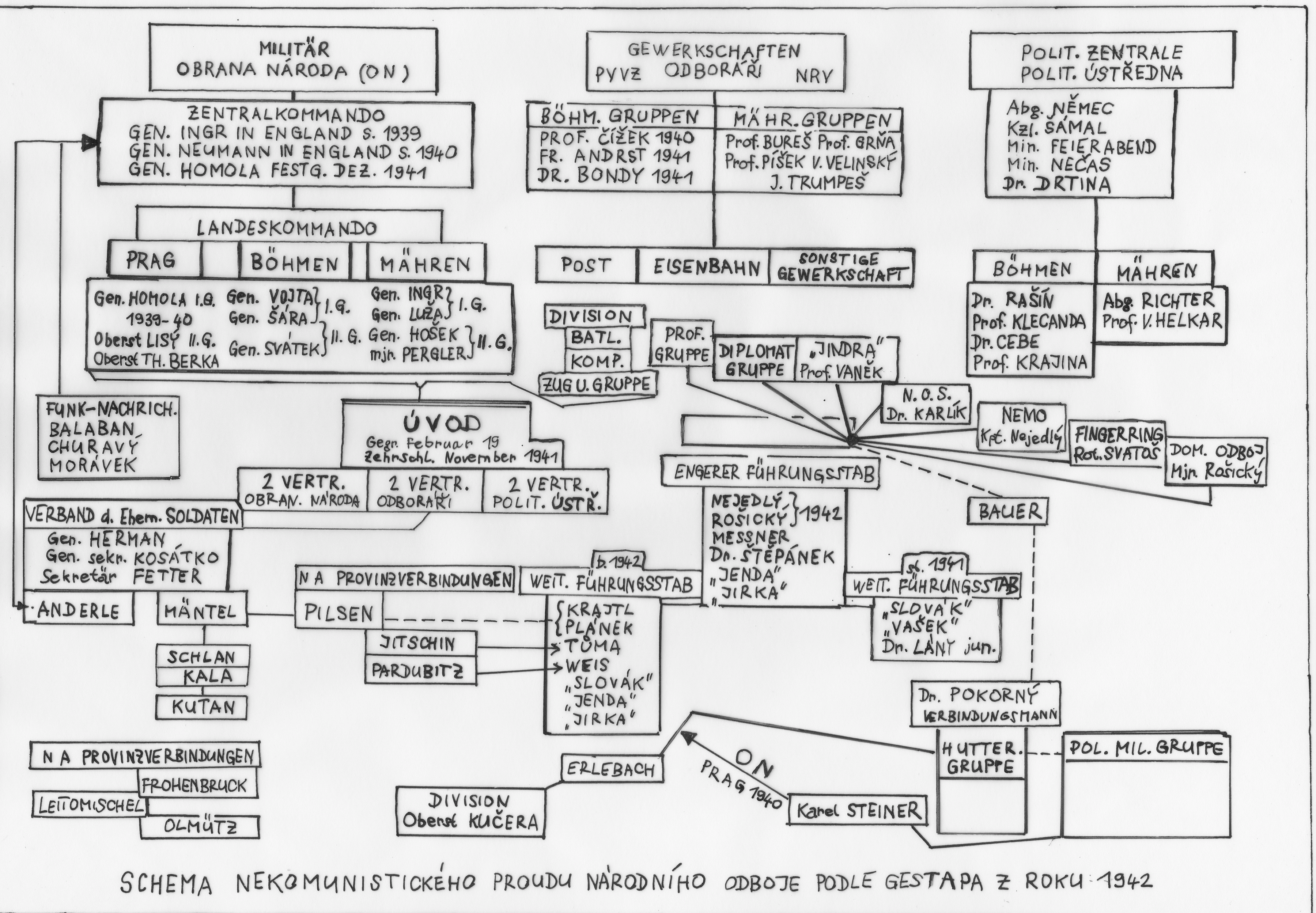
Josef Churavý na „gestapáckém pavouku“ znázorňujícím Schema nekomunistického proudu národního odboje v protektorátu z roku 1942

#### Zapojení do ilegálních odbojových struktur

##### Obrana národa (ON)
Již krátce po 15. březnu 1939 byla založena vojenská protinacisticky orientovaná odbojová organizace Obrana národa (ON), jejíž členskou základnu tvořili převážně důstojníci likvidovaného Ministerstva národní obrany a Hlavního štábu. Na přelomu let 1939 a 1940 byla zásahem gestapa část velitelů první garnitury ON pozatýkána a ve vedoucích strukturách ON došlo k obměně a nástupu tzv. druhé garnitury. Počátkem roku 1940 se ON částečně zregenerovala, opustila cíl vytvořit komplexní „podzemní armádu“ a přešla na strukturální model náhodně poskládaných a dobře zakonspirovaných ilegálních skupin, jejichž hlavními činnostmi byla práce zpravodajská, sabotážní a diverzní. Josef Churavý se do ilegální práce v ON zapojil v únoru 1940 jako profesionál a brzy se stal jedním z čelných představitelů druhé garnitury. Shodou okolností to bylo právě v únoru 1940, kdy se generál Bedřich Homola ujal velení v „resuscituované“ ON a Josef Churavý od počátku spolupracoval s jeho štábem.

##### Petiční výbor Věrni zůstaneme (PVVZ)
Když na úrovni velení druhá garnitura ON navázala užší spolupráci se socialistickou skupinou tzv. „odborářů“ sdružených v Petičním výboru Věrni zůstaneme (PVVZ), stal se Josef Churavý styčným důstojníkem mezi oběma ilegálními organizacemi. Churavý se aktivně podílel na formování jednotného programu domácího odboje a současně i na zpravodajské práci.

##### Ústřední vedení odboje domácího (ÚVOD)
V květnu roku 1940 vzniklo Ústřední vedení odboje domácího (ÚVOD) původně jako centrální zastřešující orgán pro nejvýznamnější odbojové organizace působící na území Protektorátu Čechy a Morava. Tato organizace měla koordinovat činnost tří nejvýznamnějších nekomunistických odbojových organizací: Obrany národa (ON), Petičního výboru Věrni zůstaneme (PVVZ) a Politického ústředí (PÚ). (PÚ vzniklo již v létě 1939, bylo tvořeno příslušníky prvorepublikových politických stran a jeho cílem bylo udržování zpravodajských kontaktů s exilovou vládou v Londýně a se zahraničním odbojem.) Na schůzích pléna ÚVODu byly jednotlivé ilegální organizace paritně zastoupeny a měly zde i své pověřené osoby: Obranu národa (ON) zastupoval plukovník Josef Churavý a podplukovník Josef Balabán; Politické ústředí (PÚ) pak Dr. Václav Holý a štábní kapitán Antonín Pešl a Petiční výbor Věrni zůstaneme (PVVZ) pánové JUDr. Karel Bondy a František Andršt.
Jak postupoval čas „odboráři“ sdružení v Petičním výboru Věrni zůstaneme (PVVZ) postupně přebírali vedoucí organizační roli v Ústředním vedení odboje domácího (ÚVOD) a snažili se prosadit, aby se jejich politická a programová koncepce stala koncepcí celého zastřešujícího ÚVODu. V této jejich snaze našli oporu i v řadách důstojníků ON, zejména pak u plukovníka Josefa Churavého. Churavý nejprve v PVVZ zastupoval ON v roli styčného důstojníka, ale později přecházel z práce pro Obranu národa ku práci pro PVVZ. To vyvrcholilo tím, že se Churavý stal také členem ilegální organizace PVVZ a podílel se na formování jednotného programu domácího odboje.

#### Konkrétní oblasti práce vodboji

##### Vojenské zpravodajství
Činnost Josefa Churavého v odboji byla velice různorodá ale těžiště jeho odborného působení bylo v oblasti vojenského zpravodajství. Zpravodajské informace shromážděné z různých zdrojů domácího odboje vyhodnocoval, prověřoval a sumarizoval ještě před jejich dalším odesláním do zahraničí (nejen exilové vládě do Londýna). Tyto informace se dostávaly za hranice protektorátu pomocí kurýrů nebo lidí, kteří byli na útěku z Němci obsazeného území. Josef Churavý pomáhal takového kurýry vysílat a také organizoval nelegální přechody lidí – uprchlíků přes hranice protektorátu. Další cestou pro zpravodajské informace byly tajné (ilegální) vysílačky Obrany národa (ON) a Ústředního vedení odboje domácího (ÚVODu). Churavý zajišťoval nejen bezpečná místa pro tato „stacionární“ zařízení, ale také tolik potřebné speciální elektrotechnické součástky (např. krystaly), podpůrná radiotelegrafická zařízení a školené operátory (radiotelegrafisty).

##### Sociální péče a finance
Součástí organizátorské práce Churavého v odboji bylo i zajišťování ilegálních bytů pro ostatní odbojáře. S tím byla spojena i oblast sociální péče o rodiny emigrovaných vojáků, oběti nacistického teroru či podpora rodin těch, kteří uprchli za hranice nebo byli dlouhodobě vězněni. Ilegální práce byla finančně nákladná a peněžní prostředky se soustřeďovaly obtížné. Domácí odboj byl zčásti financován i ze zahraničí. Josef Churavý sháněl finanční prostředky pro potřeby běžného „provozu“ odboje. Z domácích pramenů mu pomáhala získávat prostředky paní Růžena Pelantová, ředitel Charity Eduard Oliva, Anna Pollertová a mnozí jiní.

##### Tři králové
Plukovník Josef Churavý úzce spolupracoval též s podplukovníkem Josefem Balabánem, podplukovníkem Josefem Mašínem a štábním kapitánem Václavem Morávkem, kteří jsou dodnes známi pod označením odbojová skupina Tři králové. Méně známou skutečností už je, že je ve své době takto označovali výhradně příslušníci gestapa. Oni sami sebe nazývali Tři mušketýři. A stejně jako tři mušketýři Alexandra Dumase, i oni byli ve skutečnosti čtyři: Jejich d'Artagnanem byl právě plukovník Josef Churavý. Ke spolehlivým odbojovým spolupracovníkům Josefa Churavého dlužno počítat i Magdu Rezkovou, která již od jara 1940 poskytovala obětavě a neohroženě svoji pomoc jak Churavému, tak i Václavu Morávkovi a radiotelegrafistovi Františku Peltánovi. Po zatčení podplukovníka Josefa Balabána (22. dubna 1941) jej Churavý zastupoval především v oblasti vojenského zpravodajství. Po zatčení podplukovníka Josefa Mašína (13. května 1941) organizoval Churavý částečně odbojovou činnost místo něho. I když se německý dvojitý agent A-54 (alias „René“ – Paul Thümmel) kontaktoval se Třemi králi hlavně prostřednictvím štábního kapitána Václava Morávka, setkal se alespoň jednou i s plukovníkem Josefem Churavým.

#### Josef Churavý a co o něm vědělo gestapo do roku 1941

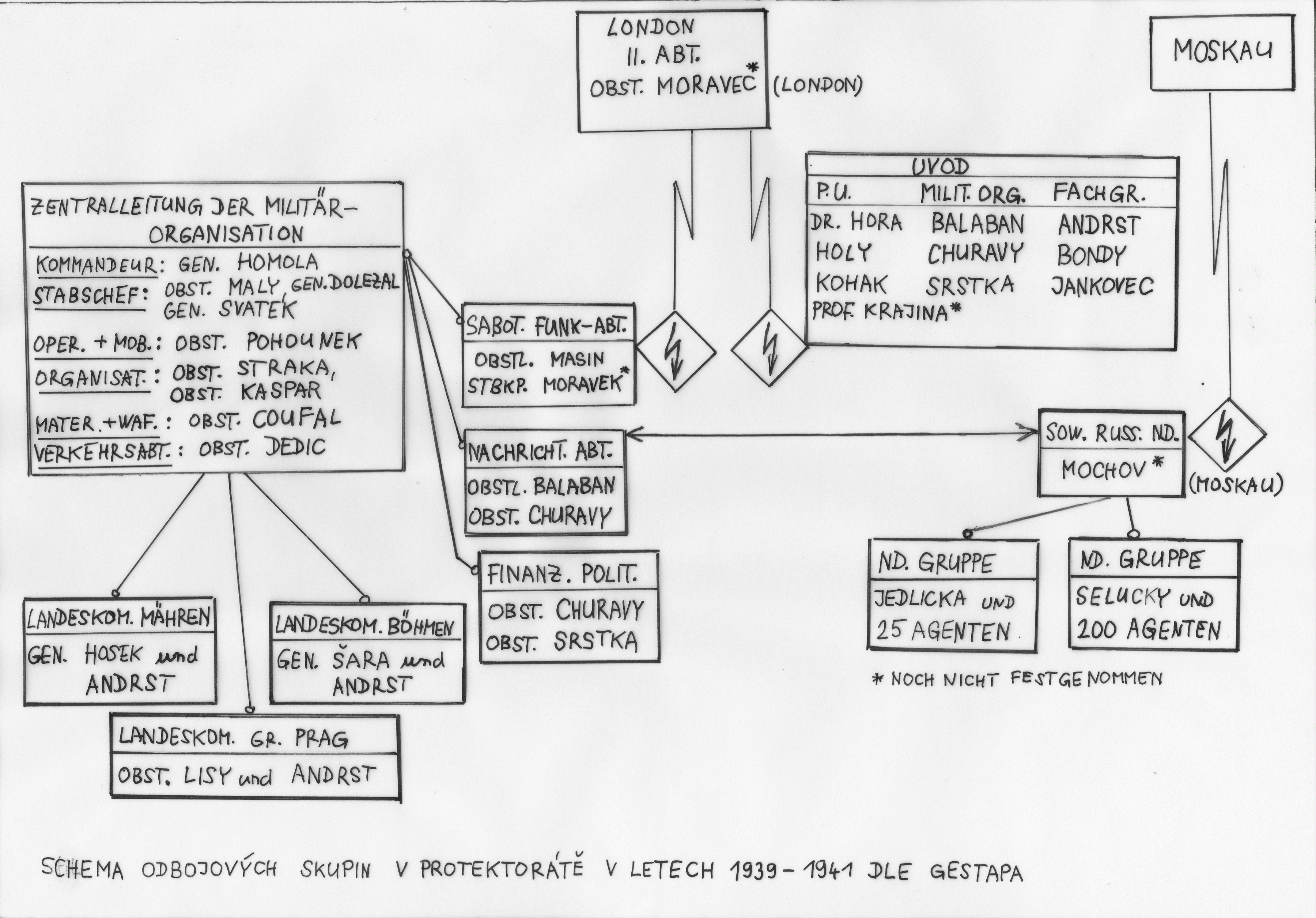
„Gestapácký pavouk“ znázorňující Schéma činnosti a vedení některých odbojových skupin v protektorátu v letech 1939 až 1941

Zajímavý obrázek o tom, co všechno vědělo gestapo o odboji poskytuje „Schéma činnosti a vedení některých odbojových skupin v protektorátu v letech 1939 až 1941“. Na schématu je uvedeno několik údajů, které se vztahují k problematice probírané v tomto hesle:
- Naznačen radiotelegrafický kontakt „SOW. RUSS. ND.“ = Sowjet russische Nachrichtendienst = „Sovětská ruská zpravodajská služba“ s „MOSKAU“ = „Moskvou“. V obdélníčku „SOW. RUSS. ND.“ je uveden „MOCHOV“ = Leonid Andrejevič Mochov (generál GRU, vlastním jménem Leonid Andrejevič Michejev). Je u něj poznámka „noch nicht festgenommen“ = dosud nebyl zatčen (opustil spěšně rezidenturu v Praze počátkem března 1941).
- Na políčko „SOW. RUSS. ND.“ je navázáno políčko „NACHRICHT. ABT.“ = Nachrichten Abteilung (Zpravodajské oddělení). V rámci tohoto políčka jsou pak uvedena jména: „OBSTL. BALABAN“ = podplukovník Josef Balabán a „OBST. CHURAVY“ = plukovník Josef Churavý
- Políčko „NACHRICHT. ABT.“ = Nachrichten Abteilung (Zpravodajské oddělení) je navázáno na velký obdélník „ZENTRALLEITUNG DER MILITÄRORGANISATION“ = Vrchní velení vojenské organizace (tím je míněna ilegální odbojová organizace Obrana národa – ON)
- K velkému obdélníku „ZENTRALLEITUNG DER MILITÄRORGANISATION“ = Vrchní velení vojenské organizace (ON) je navázán malý „FINANZ. POLIT.“ = Finanzpolitik (Finanční politika). Zde jsou rovněž uvedena dvě jména: „OBST. CHURAVY“ = plukovník Josef Churavý a „OBST. SRSTKA“ = plukovník Josef Srstka (pokladník Obrany národa)
- U jména Josefa Churavého není poznámka „noch nicht festgenommen“ = dosud nebyl zatčen. To může signalizovat, že „Schéma činnosti a vedení některých odbojových skupin v protektorátu v letech 1939 až 1941“ bylo pořízeno (nebo doplněno) až po Churavého zatčení tedy po 9. říjnu 1941.

#### Události předcházející zatčení
Na naléhání paní Kvapilové a Linhartové odešel 8. května 1941 plukovník Josef Churavý na schůzku s bývalým rotmistrem československé armády Antonínem Neradem z Braníka, který sice vystupoval jako bojovník za svobodu a člen odbojové skupiny „Všeobecné národní hnutí“ (častěji známé jako „prstýnkáři“), ale byl ve skutečnosti agent (konfident) gestapa. Od té doby Churavého gestapo stále sledovalo až do 9. září 1941, kdy se mu podařilo z hledáčku gestapa opět zmizet.
Zatýkací akce pražského gestapa, provedená v noci z 8. října 1941 na 9. října 1941 (přesněji: v sobotu 9. října 1941 kolem 02:30 nad ránem) cílila na docenta Vladimíra Krajinu. Zátah se odehrál na Letné, v konspiračním bytě  klempíře Josefa Rozuma, kde se měl Krajina údajně tou dobou vyskytovat.  Místo Vladimíra Krajina však gestapo v bytě překvapilo neznámou a podezřelou osobu. Ta byla zasahujícími příslušníky gestapa ihned zatčena. Jednalo se o sovětského zpravodajského rezidenta (vedoucí agent cizí rozvědky v protektorátu) – doktora přírodních věd (RNDr.) majora letectva Josefa Jedličku. Při zatčení se chtěl Josef Jedlička zastřelit, ale v tom mu pohotově zabránil jeden z příslušníků zatýkacího komanda – kriminální tajemník Klaus Petereit. V tomto bytě se měl Josef Jedlička setkat s přiděleným šifrantem od Politického ústředí (tj. mineralogem RNDr. Radimem Nováčkem), kterému měl předat k zakódování další zpravodajské informace určené jako radiové depeše pro centrálu sovětské vojenské rozvědky GRU.
Při brutálním výslechu  major Josef Jedlička prozradil, že působí v protektorátu jako sovětský zpravodajský rezident a že se večer (tj. 9. října 1941) má na vltavském nábřeží setkat s důležitou osobou v domácím odboji – s „Kaprem“ (plukovníkem Josefem Churavým). Tato informace spolu s dalšími výpověďmi Jedličky doplněnými informacemi (podvodnou lstí vylákanými) od Jedličkovy manželky Magdy a následné zatčení dalších osob, měly tragický dopad na členy ilegální odbojové organizace „Julek“, „Radiotelegrafické skupiny Obrany národa (ON) – východ“ a rovněž na další odbojové spolupracovníky.
Josef Churavý se dozvěděl o Jedličkově zatčení těsně před schůzkou, ale přesto se osudově na místo setkání vypravil. Později zjistil, že by jej stejně za několik dní gestapo zatklo, neboť sledovali JUDr. Karla Bondyho (z PVVZ), s nímž se v té době stýkal. Tak by dostali jak jeho, tak i dokumenty, které měl v ilegálním bytě u sebe.

### Zatčení gestapem
Místo majora Josefa Jedličky čekal na Churavého (alias „Kapra“) dne 9. října 1941 ve 21 hodin na nábřeží Na Františku komisař Willi Abendschön oblečený do Jedličkových šatů. (oba měli zezadu obdobnou postavu). A nebyl sám. Celé nábřeží bylo obklíčeno dvěma kordony české i německé policie, v záloze byla připravena i říční policie s motorkami. Gestapo mělo od Jedličky „Kaprův“ popis a tak nebylo složité přepadnout Churavého zezadu a ihned mu nasadit pouta, aby nemohl použít zbraň. Zatčený byl odvezen do Petschkova paláce (od roku 1757 do 1946 to byla Bredovská ulice, nyní 2016 je to ulice Politických vězňů 929/20), kde celou noc proseděl na židli.

#### První výslechy
Ráno jej začali gestapáci Oskar Fleischer, Dittmar Bingel a Karl Herschelmann (Karel Herschelmann) vyslýchat. Churavý odpovídal na všechno, co se týkalo jeho samého, ale prozradit kde bydlel, s kým a kde se měl setkat nechtěl. Nakonec pod tlakem brutálních výslechových metod musel prozradit adresy některých svých ilegálních bytů, především adresu nejčerstvější. Gestapo tyto adresy většinou znalo i z výslechů, konaných v jiných odděleních. Na adresu posledního ilegálního bytu gestapo neprodleně odjelo a vrátilo se zpět s kufříkem prádla a bytnou paní Kratochvílovou, která jim řekla, že v bytě plukovník Churavý nic jiného neměl. Gestapo hledalo především psací stroj a aktovku s dokumenty. Na žádost Churavého nakonec paní Kratochvílová řekla, že jeho věci odpoledne (10. října 1941) odnesla nějaká „paní Věra“. Tu později také zatkli, ale ta vše popřela. Věci doličné tak zmizely ze světa. „Paní Věra“, kterou ani Churavý a ani paní Kratochvílová neprozradili, byla ve skutečnosti odbojářka Anna Pollertová – tajemnice PVVZ. Ta odnesla z inkriminovaného bytu (těsně před prohlídkou gestapa) nejen psací stroj a kufr s písemnostmi, ale i větší částku „odbojářských“ peněz.

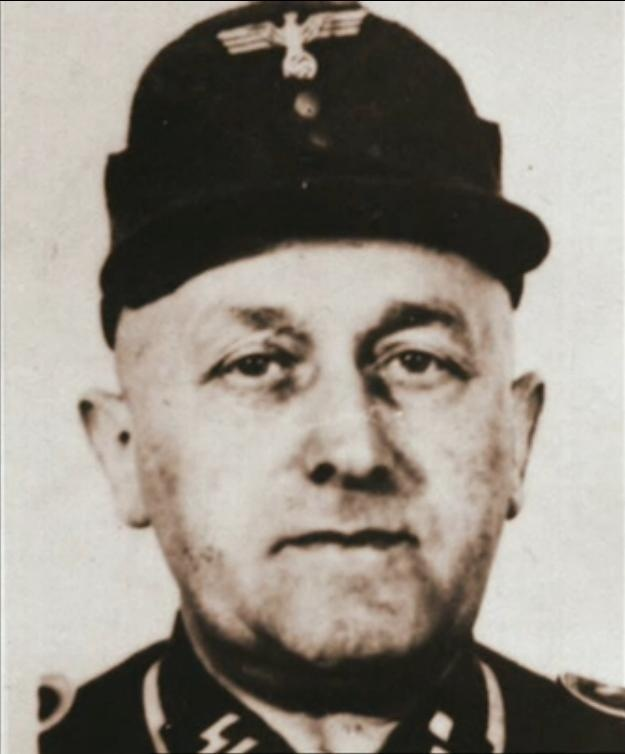
Oskar Fleischer
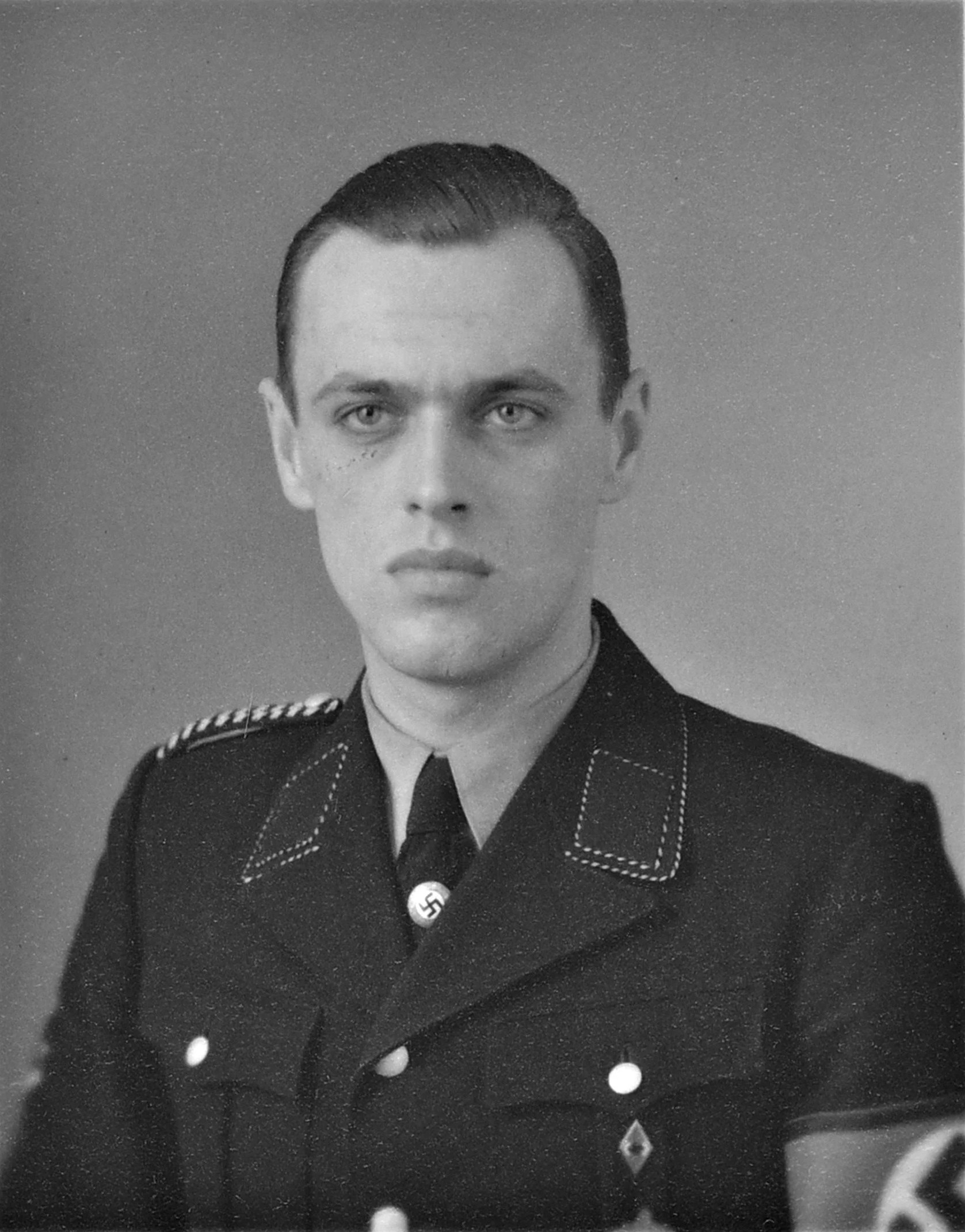
Dittmar Bingel
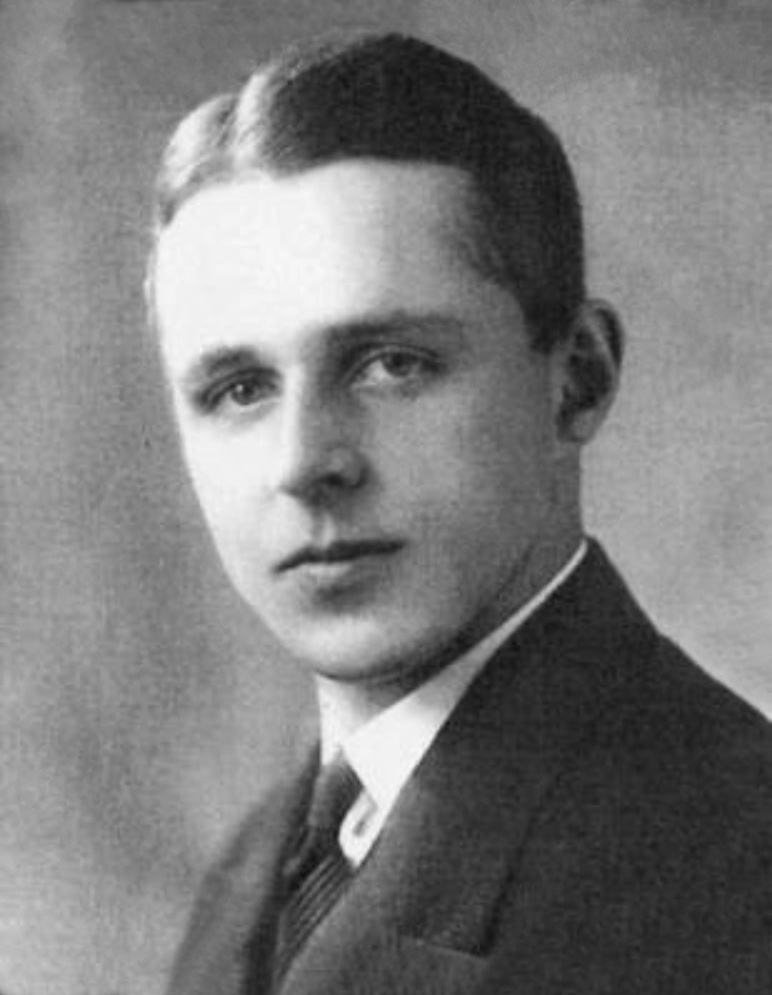
Wilhelm Schultze
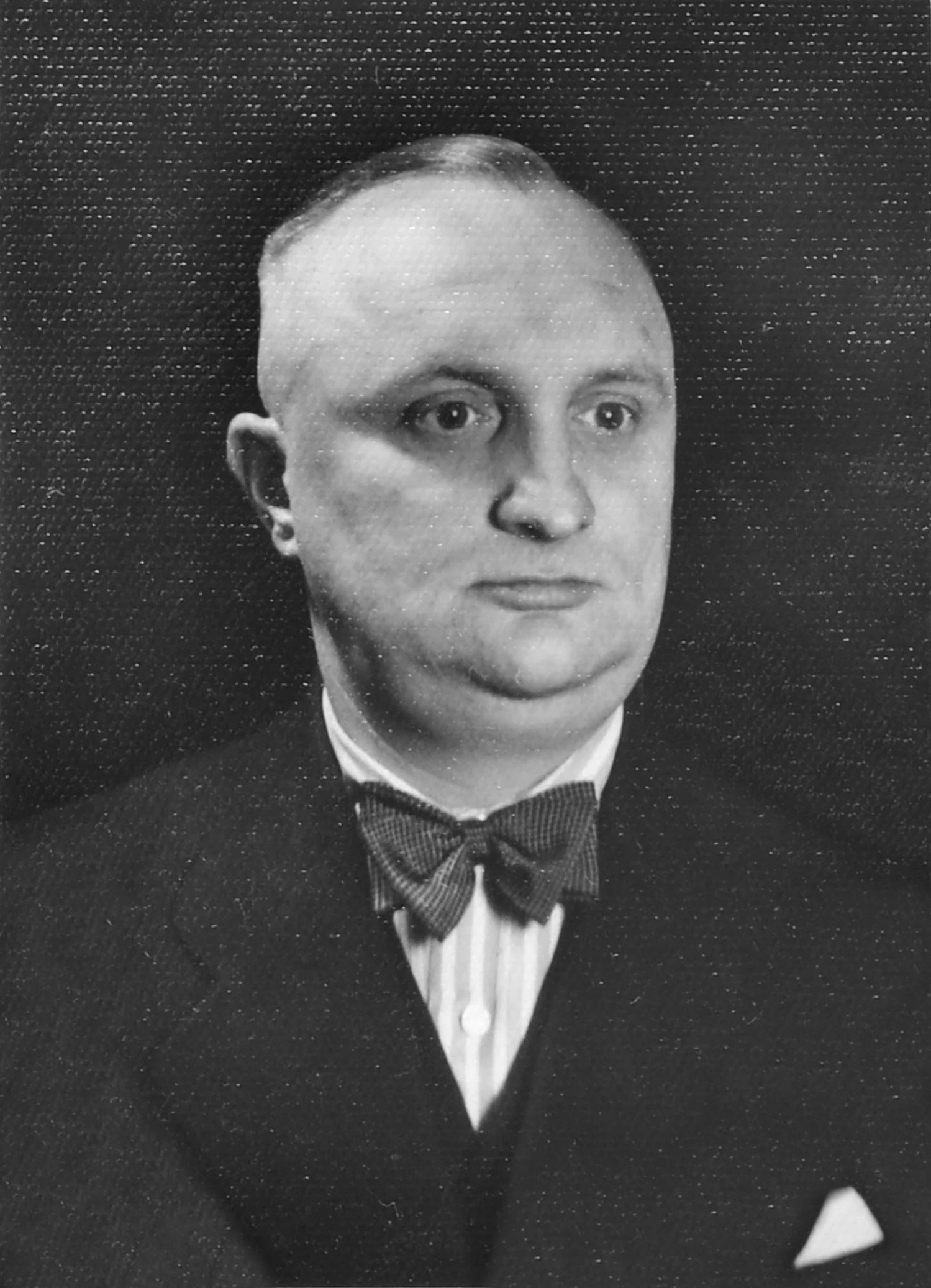
Fritz Petereit

#### Stvrzenka od „Reného“
V okamžiku zatčení našlo gestapo u Churavého peněžní stvrzenku – výdajový doklad na několik tisíc korun podepsaný příjemcem jménem „René“. Stejné krycí jméno bylo objeveno v dešifrovaných radiových zprávách (určených exilové vládě do Londýna) zabavených gestapem při zátahu na ilegální vysílačku Sparta v jinonickém akcízu v noci ze 3. na 4. října 1941. Kontrašpionážní oddělení gestapa v té době usilovně pátralo po neznámém německém zrádci „X“. Ten působil jako zasvěcený informátor předávající domácímu odboji důležité informace odesílané do Londýna. Ale Churavý k osobě Reného nemohl nic konkrétního uvést. Viděl jej pouze v přítmí osobního auta při předávání peněz a při podpisu stvrzenky. (Spojení s „Reném“ udržoval za ÚVOD výhradně štábní kapitán Václav Morávek.)

#### Dr. Rudolf Mareš
Po neúspěšném zátahu na odbojáře Dr. Rudolfa Mareše v rodinné vilce na okraji Prahy ve Lhotce – Zálesí a jeho „ponoru“ do ilegality načas gestapo ztratilo jeho stopu a domnívalo se, že Mareš emigroval. Po zatčení plukovníka Josefa Churavého získalo gestapo jeho zápisky, ze kterých bylo patrno, že Rudolf Mareš neopustil protektorát, ale že pracuje dále pro odboj, skrytý v ilegalitě. Ve snaze zvýšit šanci na jeho dopadení pokusili se neúspěšně zatknout i jeho manželku Ludmilu Marešovou. Té se podařilo uniknout, ale byla nucena se dále skrývat. První noc strávila Ludmila Marešová u paní Blažkové – dcery biskupa Vančury. Pak se jí ujala Anna Pollertová, která už v té době pobývala rovněž v ilegalitě a pracovala jako tajemnice odbojové organizace PVVZ. Ludmila Marešová se skrývala téměř až do konce války (mimo jiné i na evangelické faře v Prosetíně), i když po zatčení jejího manžela (12. července 1942) po ní gestapo přestalo pátrat.

#### Komisař Wilhelm Schultze
Jistý obrat v přístupu gestapa k Josefu Churavému nastal po 17. prosinci 1941, kdy se výslechů Churavého ujal osobně vrchní odborový rada komisař Wilhelm Schultze. Slušnější jednání ze strany gestapa bylo motivováno záměrem, že by je Churavý mohl přivést na stopu německého zrádce – dvojitého agenta vystupujícího pod krycím označením „René“. Komisař Wilhelm Schultze proto ještě před Vánocemi 1941 vezl Josefa Churavého do Berlína a pak do Liberce, ale tato akce neměla žádný výsledek. Ani další dva pokusy Churavého vybrat z předložených fotografií pravděpodobnou osobu „Reného“ nevedly k cíli. Jedním z vybraných byl funkcionář NSDAP pracující na Liberecku a druhým byl důstojník abwehru v Berlíně. Oba byli v poutech dopraveni do Prahy, leč výslechy nikam nevedly. Vysoce postaveným Němcem s krycím jménem „René“ byl ve skutečnosti Paul Thümmel. Ten pro československou výzvědnou službu Františka Moravce pracoval již od roku 1936 pod krycím označením A-54. V době předávání zpráv československé rozvědce pracoval v kontrašpionážním úseku abwehru v Praze. Gestapo tohoto dvojitého agenta nakonec odhalilo a 20. března 1942 zatklo a uvěznilo.

### Věznění

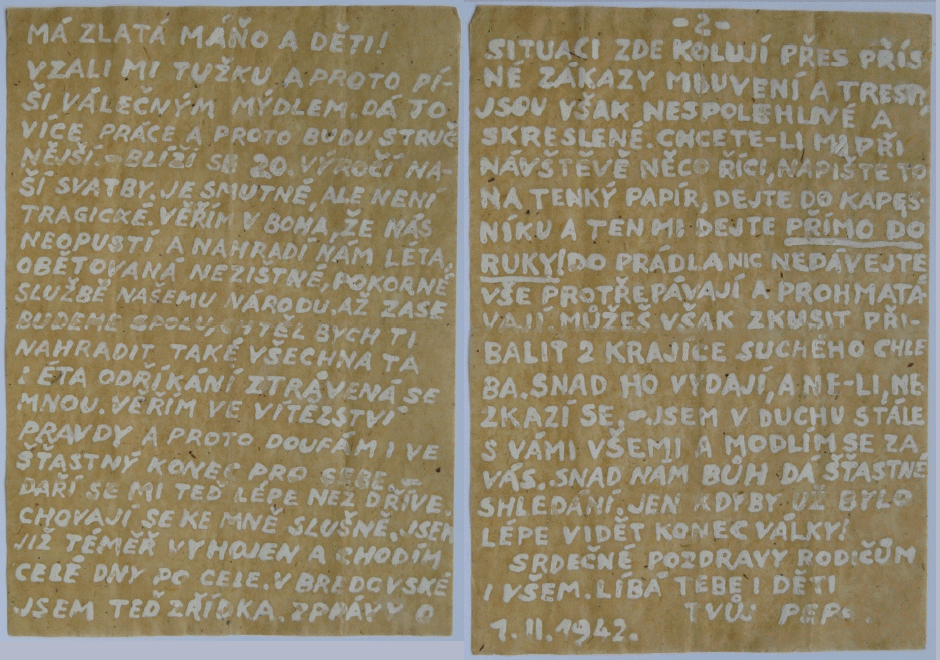
Ukázka zprávy (motáku) psaného mýdlem na tenký papír (ze dne 1. února 1942)

Nejprve byl Josef Churavý vězněn v pankrácké věznici v cele číslo 7 v přízemí německého oddělení. Zde byl zpočátku sám, ale pak s ním sdíleli celu postupně i další odbojáři. Nejprve to byl člen jinonické odbojové skupiny Antonín Springer z Hlubočep, jenž byl (po 15. listopadu 1941) vystřídán elektrotechnikem Jiřím Řandou z Holešovic. V únoru 1942 byl Churavý přemístěn na celu číslo 58 v I. poschodí a bylo mu dovoleno číst Hitlerův „Mein Kampf“. Na výslechy (s použitím tvrdých metod) byl odvážen do Petschkova paláce. Zprávy rodině o průběhu vyšetřování, podmínkách věznění a svých nadějích a přáních pašoval za zdi věznice pomocí motáků ukrytých ve špinavých kapesnících. Ani po zabavení všech psacích potřeb Churavý v této činnosti neustal. Musel si však vystačit s psaním na toaletní papír ostrým hrotem z kousku válečného mýdla. Poslední moták předal tajně Churavý své rodině v polovině dubna 1942 při setkání v Petschkově paláci. Stejně jako ty předchozí byl psán mýdlem na toaletním papíře a ukryt ve špinavém kapesníku. Od té doby už nebyly Churavému povoleny žádné návštěvy a ani se mu nepodařilo poslat další moták.

### Podruhé k smrti odsouzen
Krátce před popravou bylo plukovníku Josefu Churavému ještě naposledy umožněno navštívit rodinu. Rozloučit se však stačil pouze se svými syny. I v této situaci pamatoval především na bezpečí svých nejbližších, které nenápadně instruoval o tom, že gestapo netuší o jejich dřívějších tajných schůzkách.
Přibližně měsíc po atentátu na Reinharda Heydricha (27. května 1942) během tzv. druhé heydrichiády byl dne 30. června 1942 Josef Churavý podruhé odsouzen stanným soudem k trestu smrti. Ještě téhož posledního červnového dne roku 1942 v 19:30 večer byl společně s podplukovníkem Josefem Mašínem, jeho spolupracovníky a některými dalšími členy vojenské ilegální organizace Obrana národa popraven na Kobyliské střelnici. Jeho tělo bylo s ostatními zastřelenými převezeno do Strašnic, spáleno ve Strašnickém krematoriu a popel rozptýlen na zelenou plochu umístěnou poblíž objektu.

Josef Churavý mezi posledními popravenými dne 30. června 1942 v Praze na Kobyliské střelnici
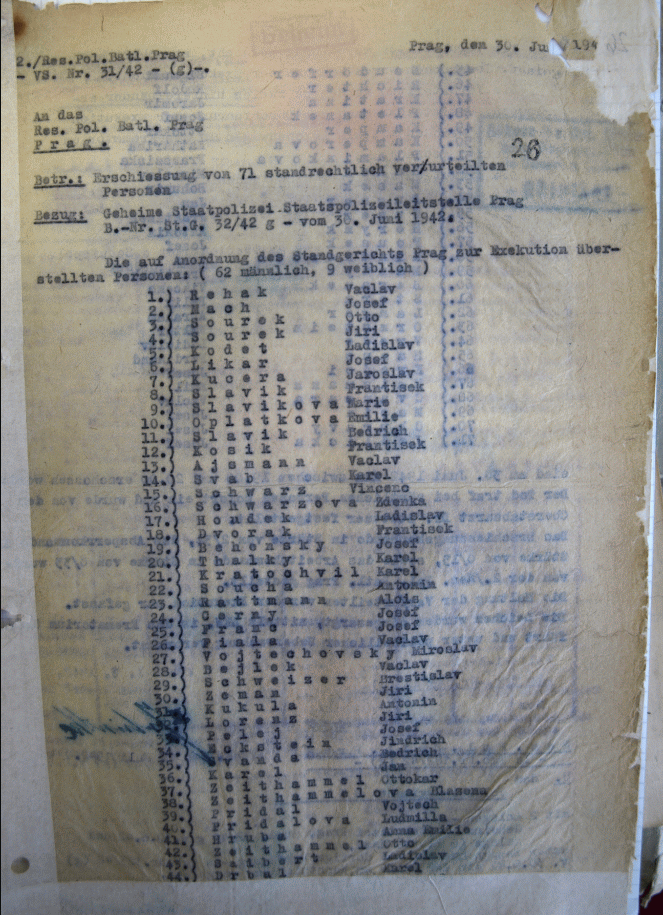
Popravní protokol z 30. června 1942 (1. strana, německý originál)
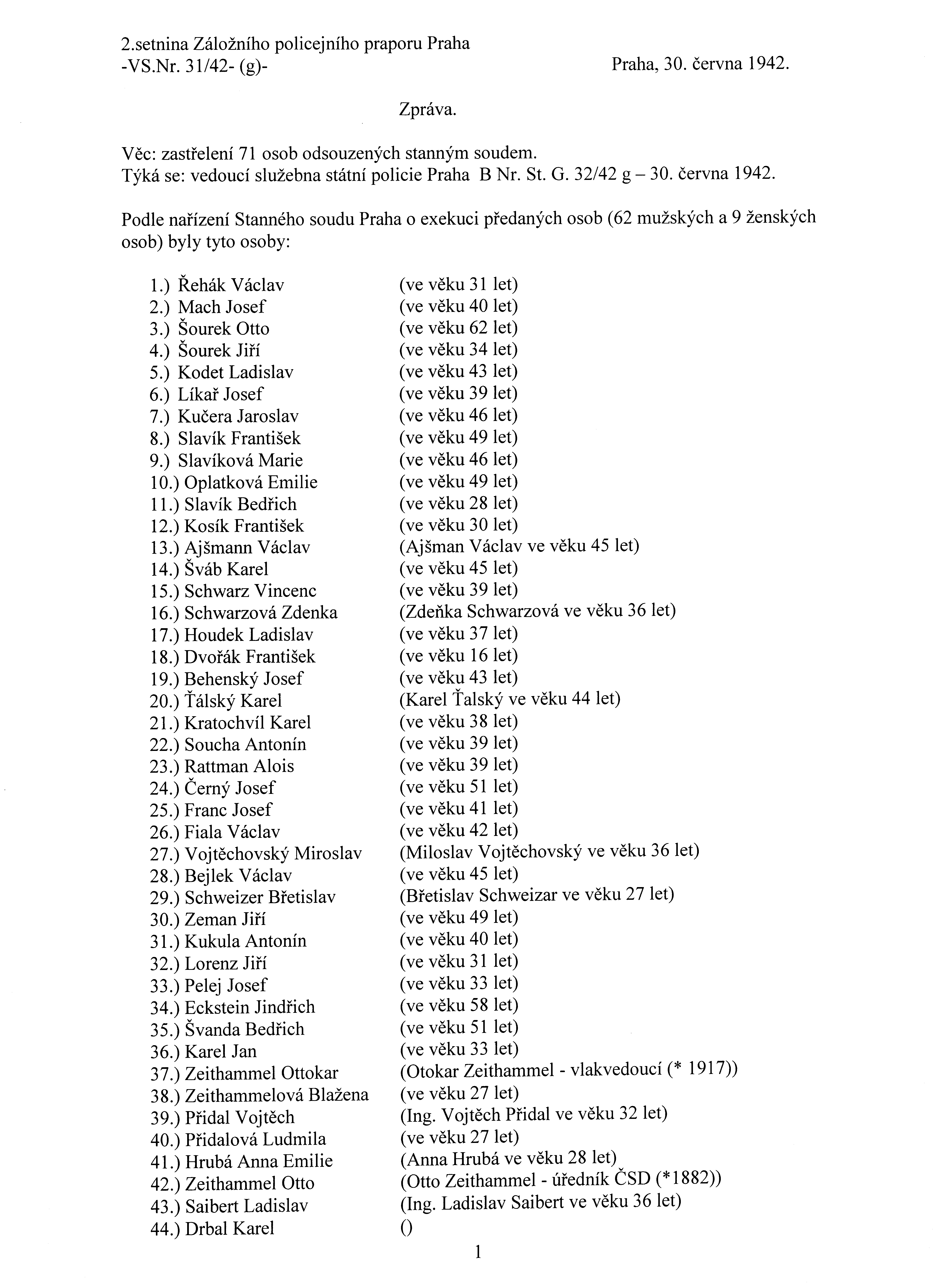
Popravní protokol z 30. června 1942 (1. strana, překlad do češtiny)
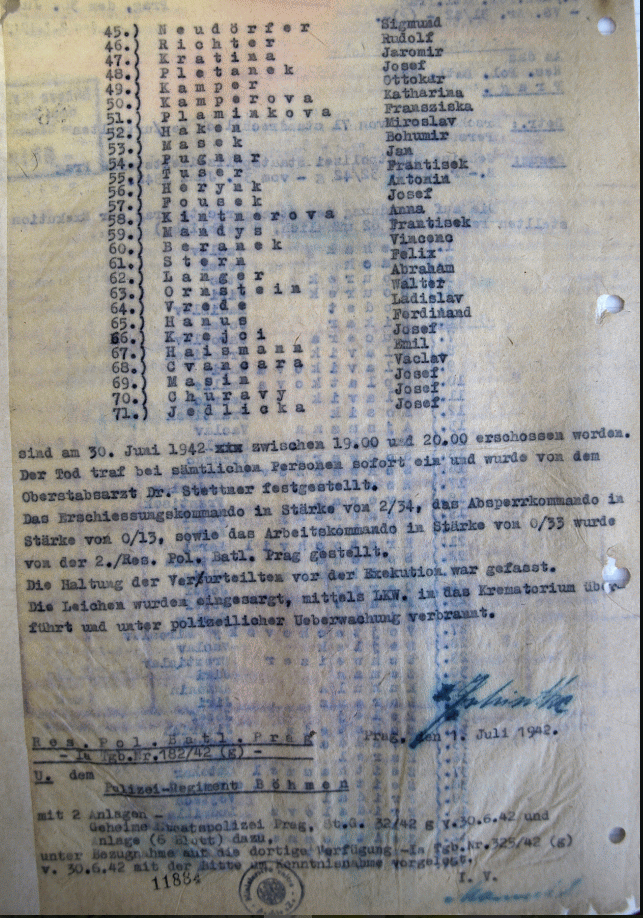
Popravní protokol z 30. června 1942 (2. strana, německý originál)
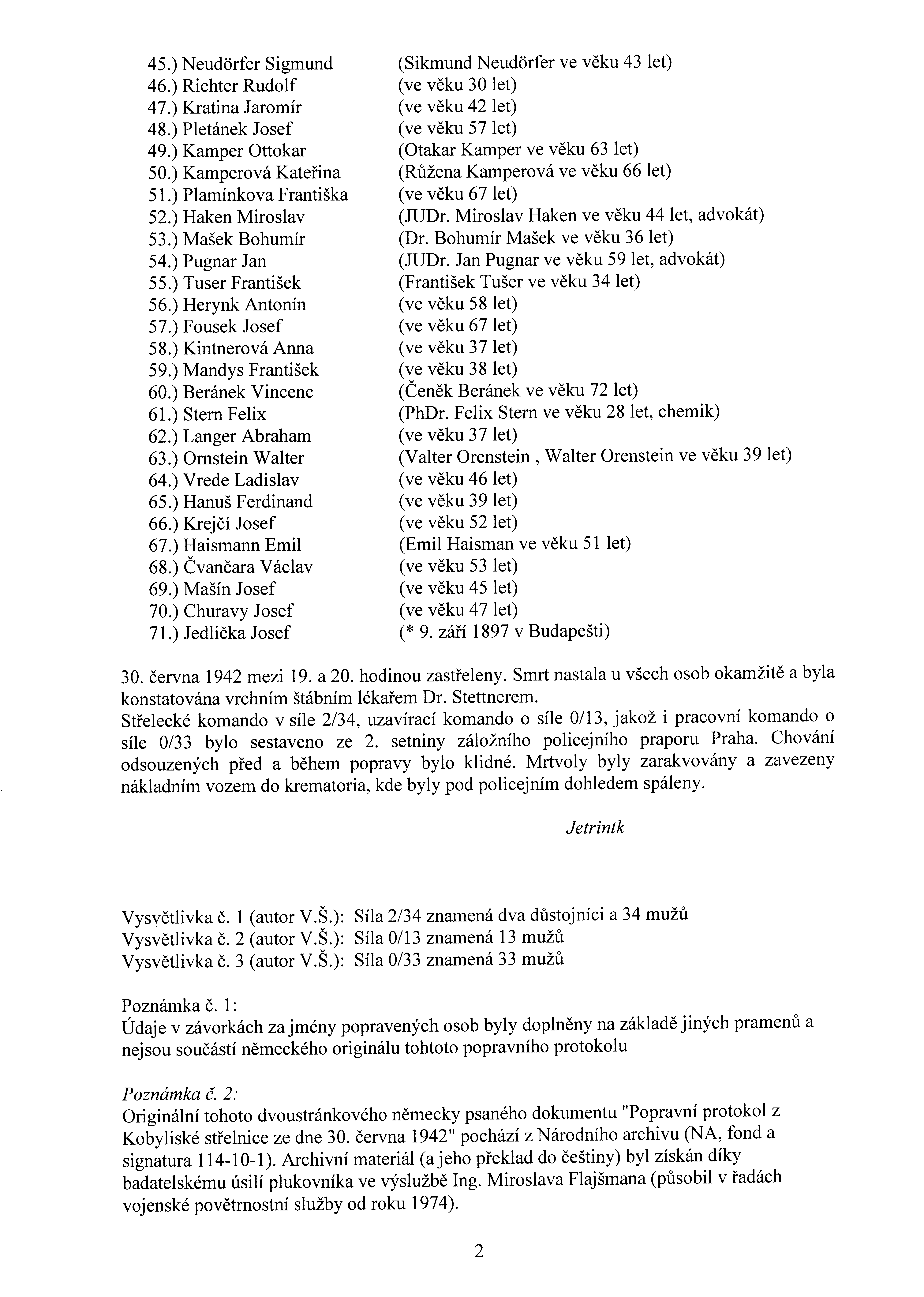
Popravní protokol z 30. června 1942 (2. strana, překlad do češtiny)
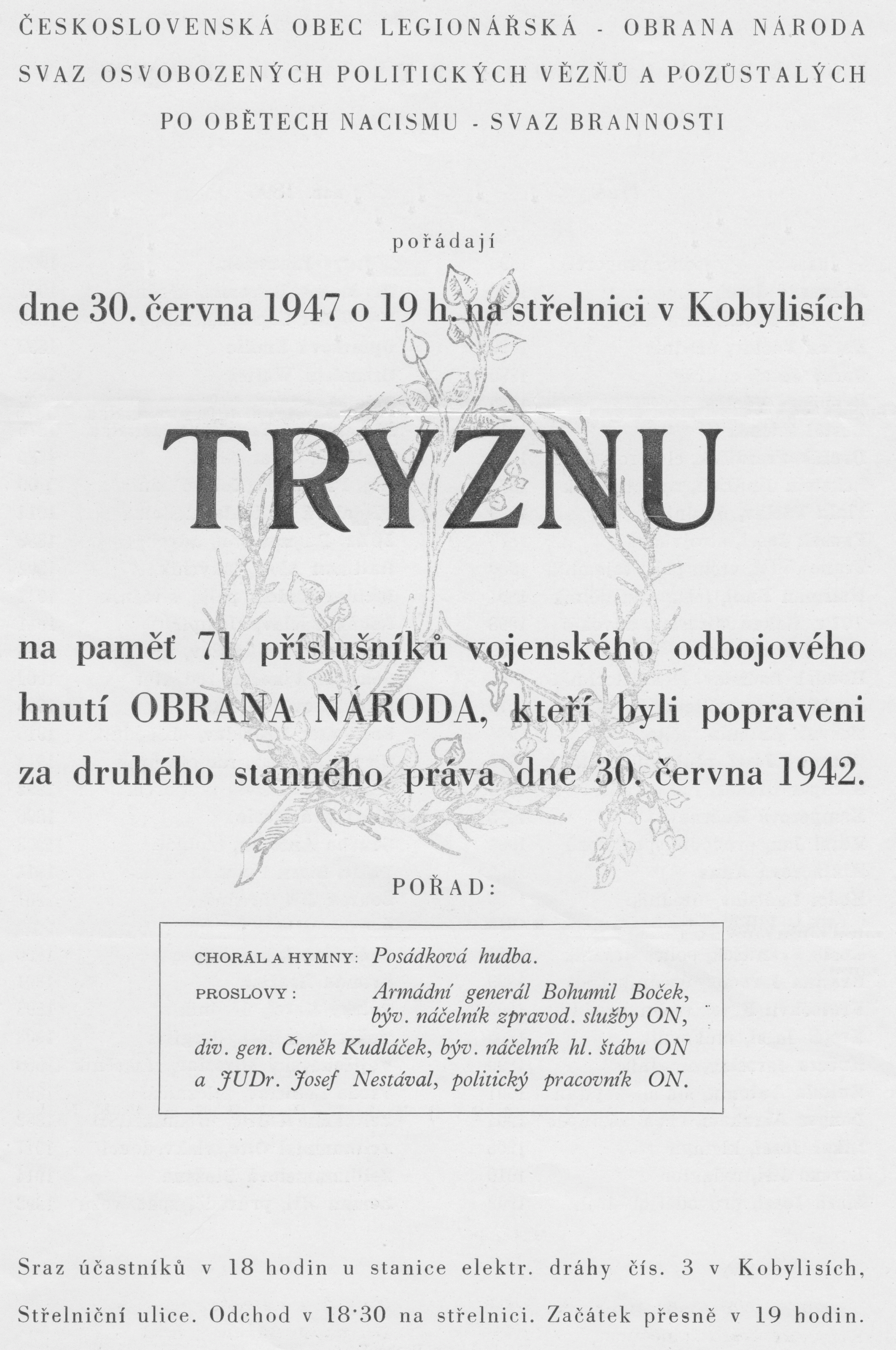
Tryzna (30. června 1947), titulní strana dokumentu
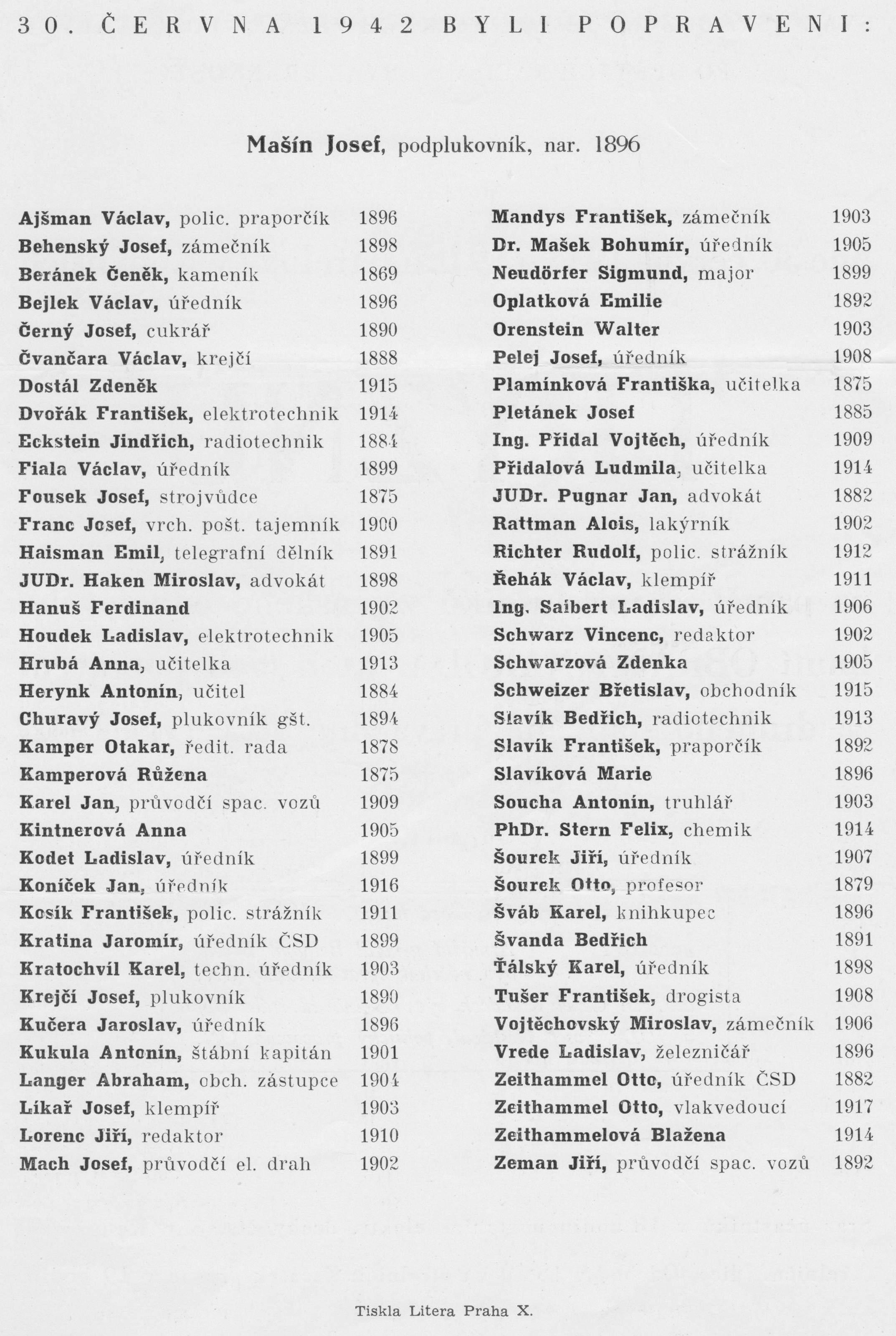
Tryzna (30. června 1947), Seznam popravených

Josef Churavý v dokumentech (od kolébky po hrob)
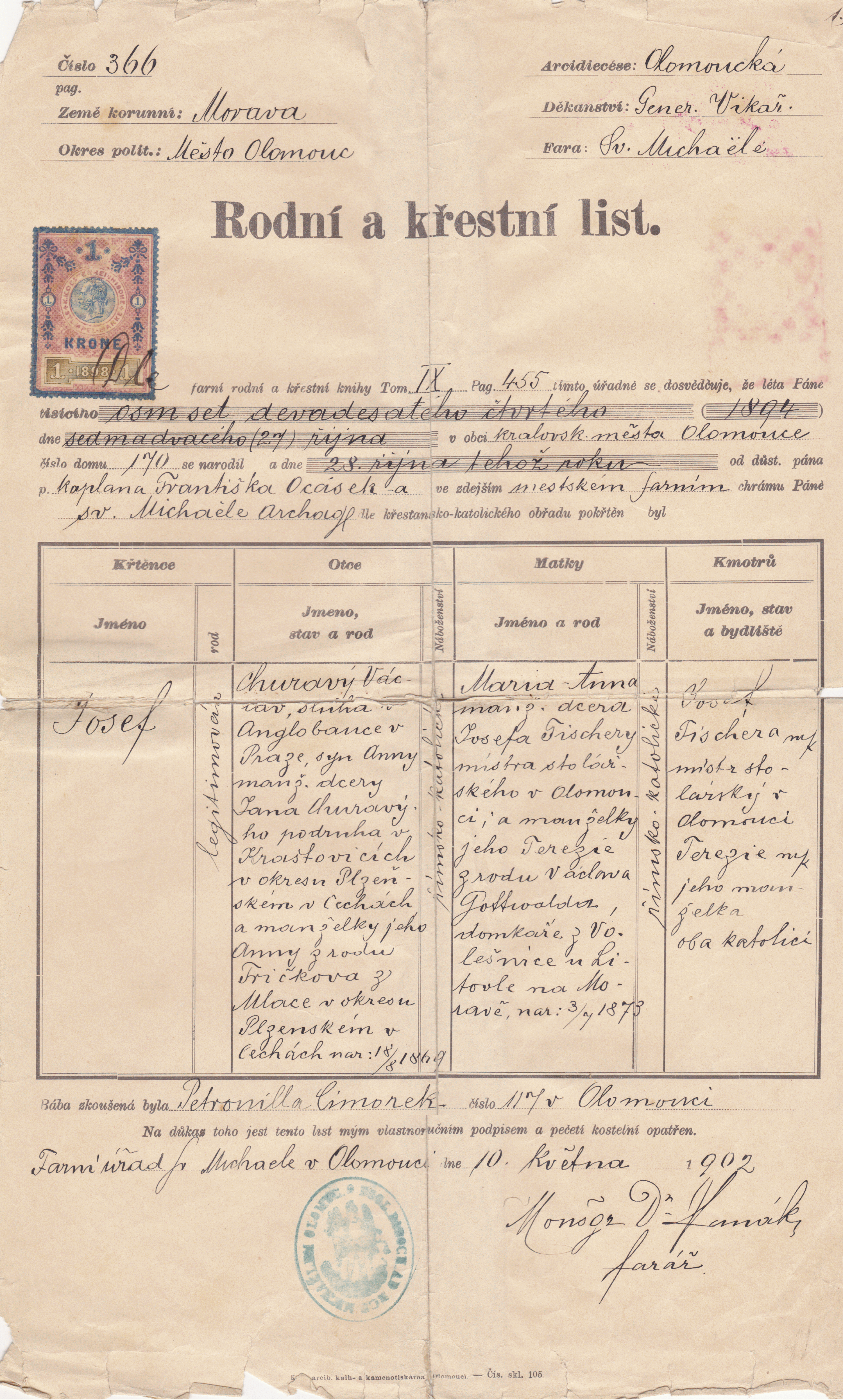
Rodní a křestní list (10. května 1902)
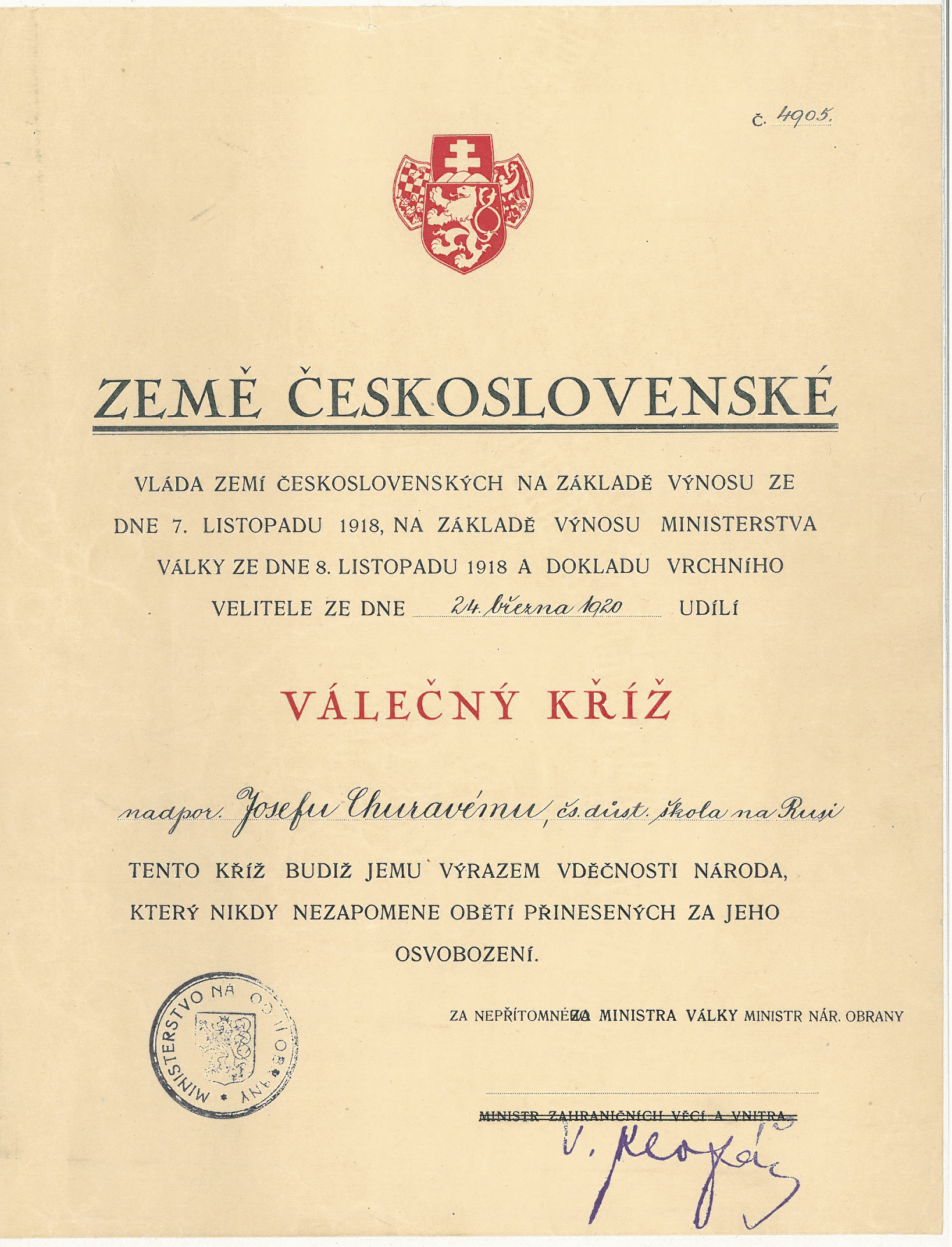
Udělení Československého válečného kříže 1914–1918 (24. březen 1920)
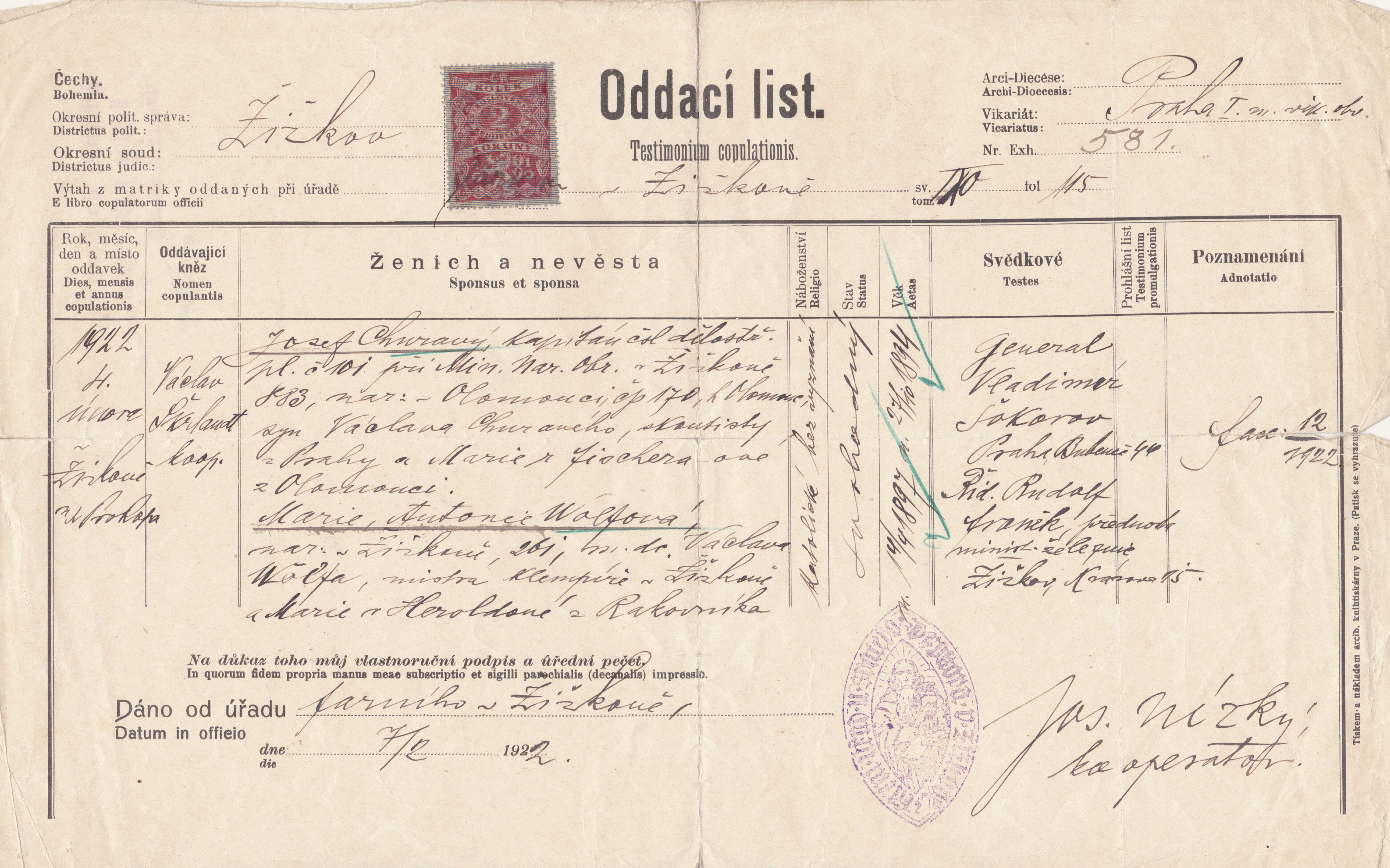
Oddací list Josefa Churavého a Marie Wolfové (7. února 1922)
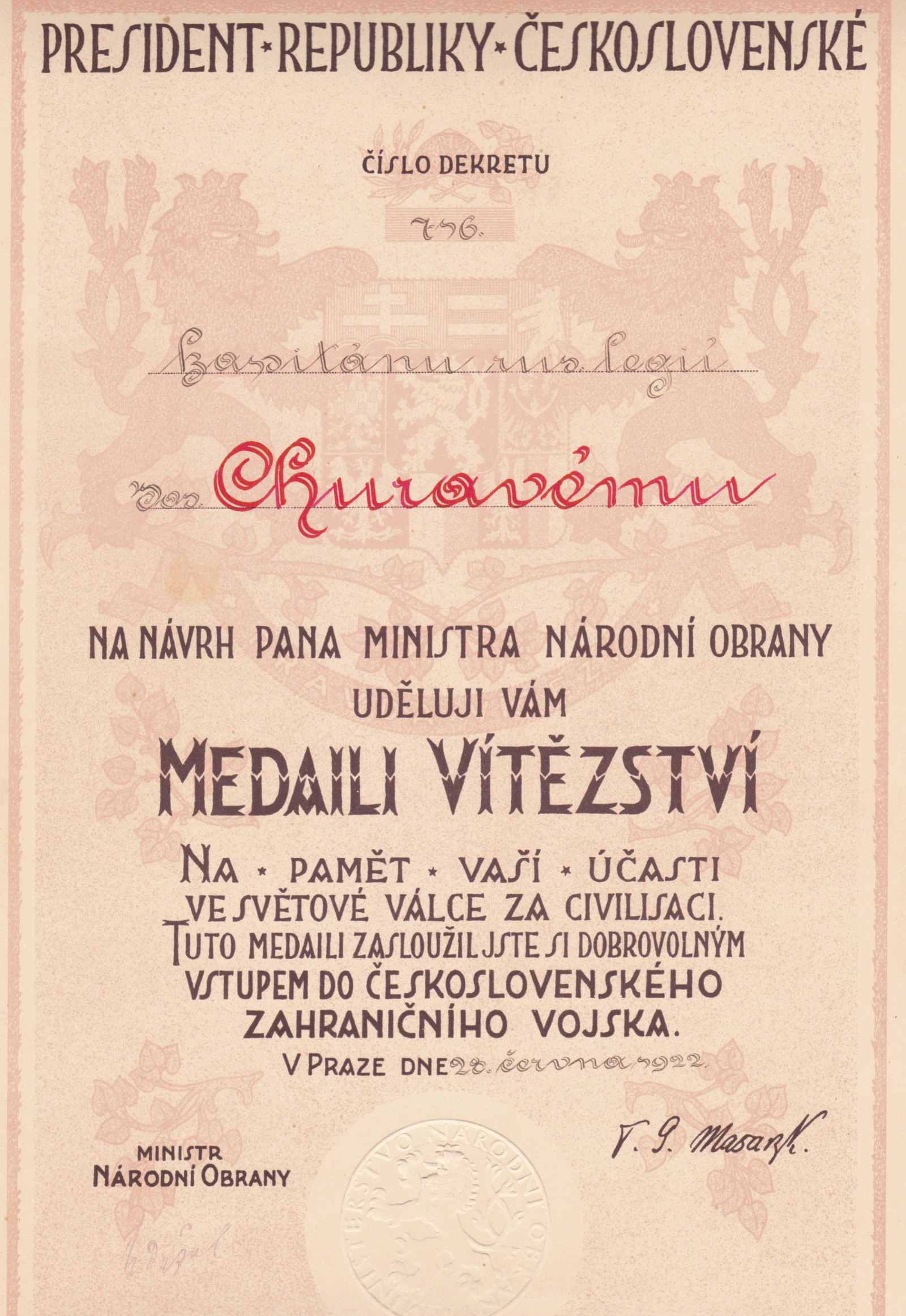
Udělení Medaile Vítězství kapitánu ruských legií Josefu Churavému (28. června 1922)
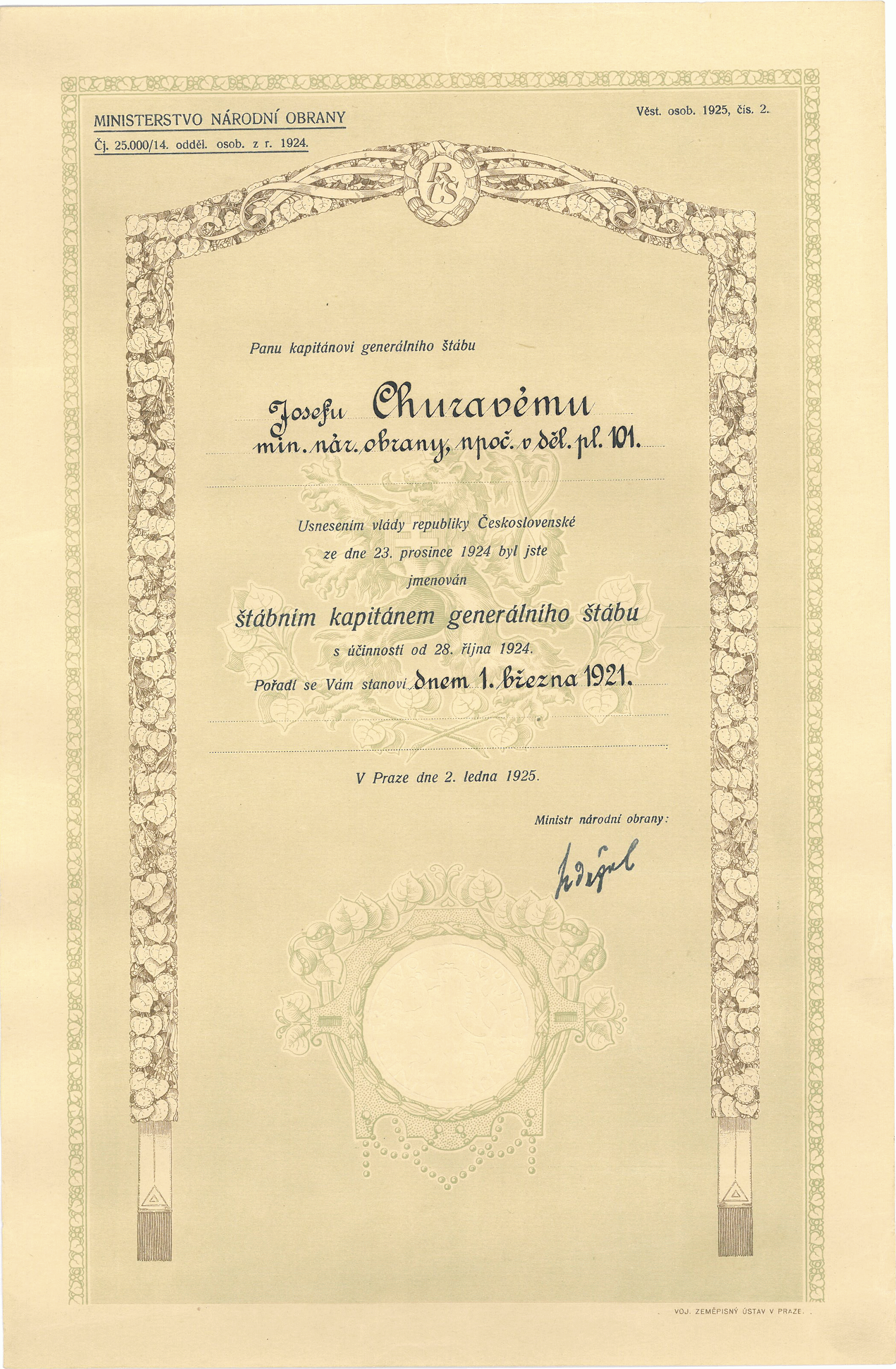
Jmenování do hodnosti štábního kapitána generálního štábu (2. ledna 1925)
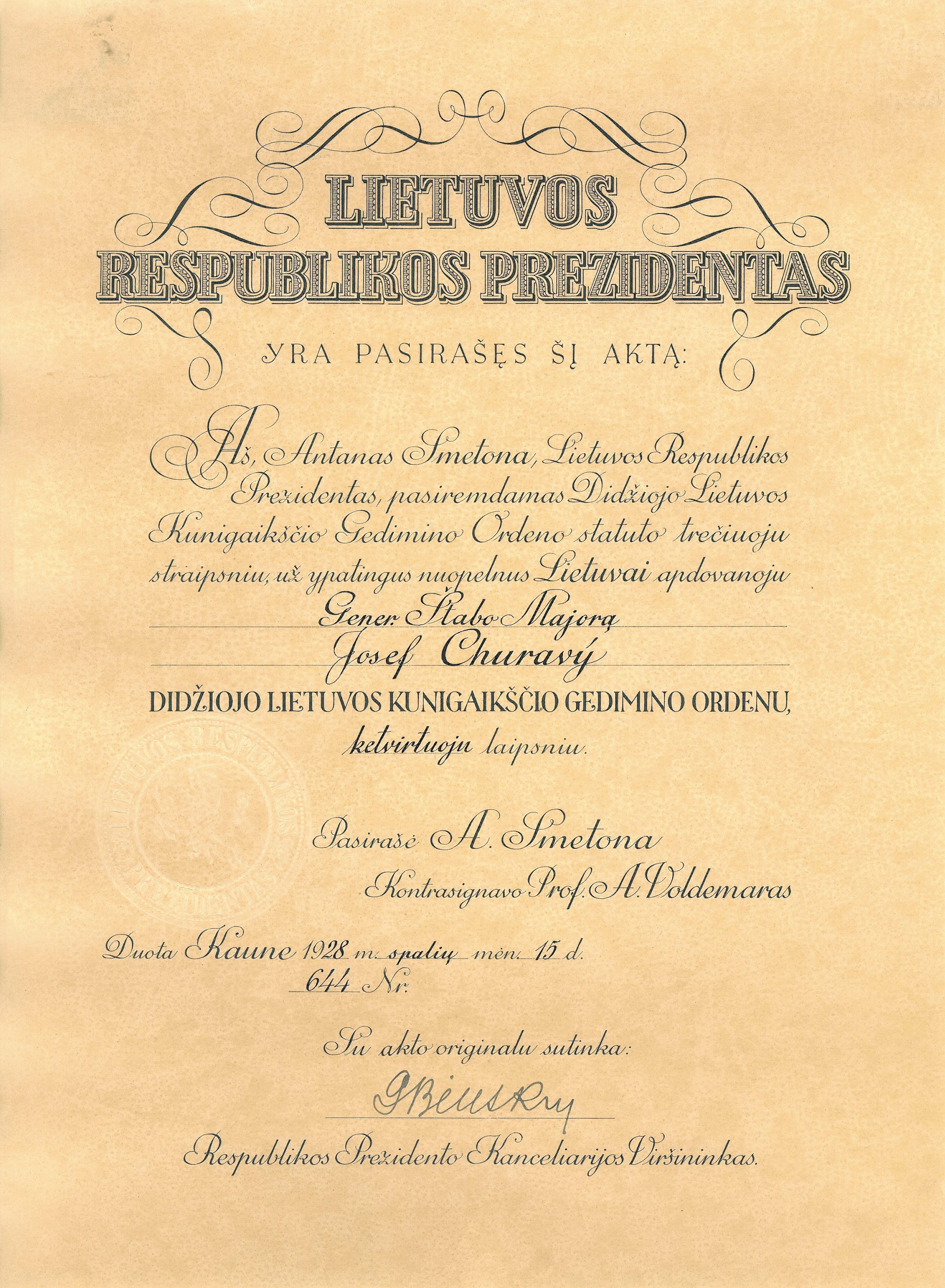
Udělení Řádu Litevského Velkokněze Gediminase čtvrtého stupně (15. října 1928)
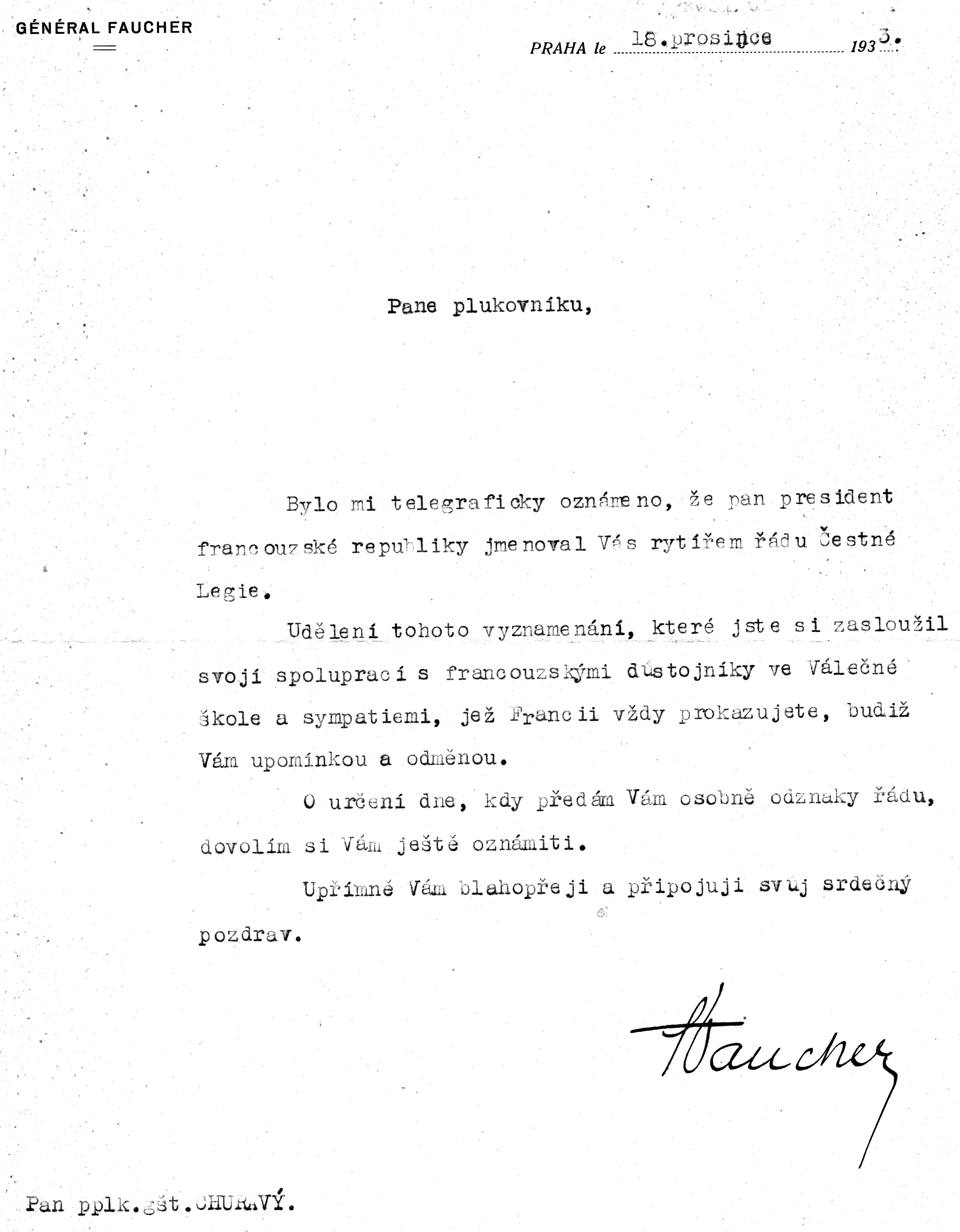
Oznámení o jmenování rytířem řádu Čestné legie (18. prosince 1933)
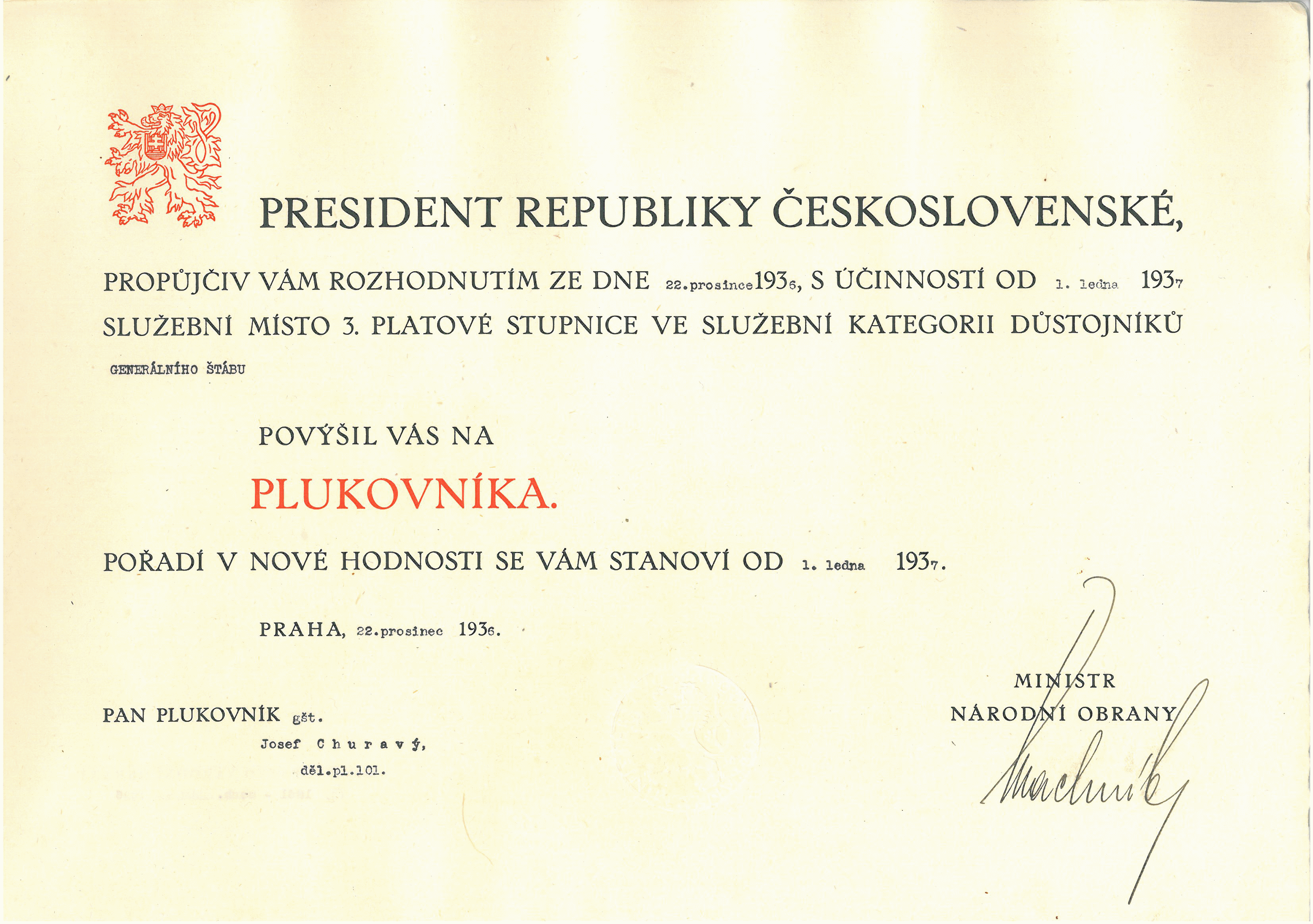
Povýšení do hodnosti plukovníka generálního štábu (22. prosince 1936)
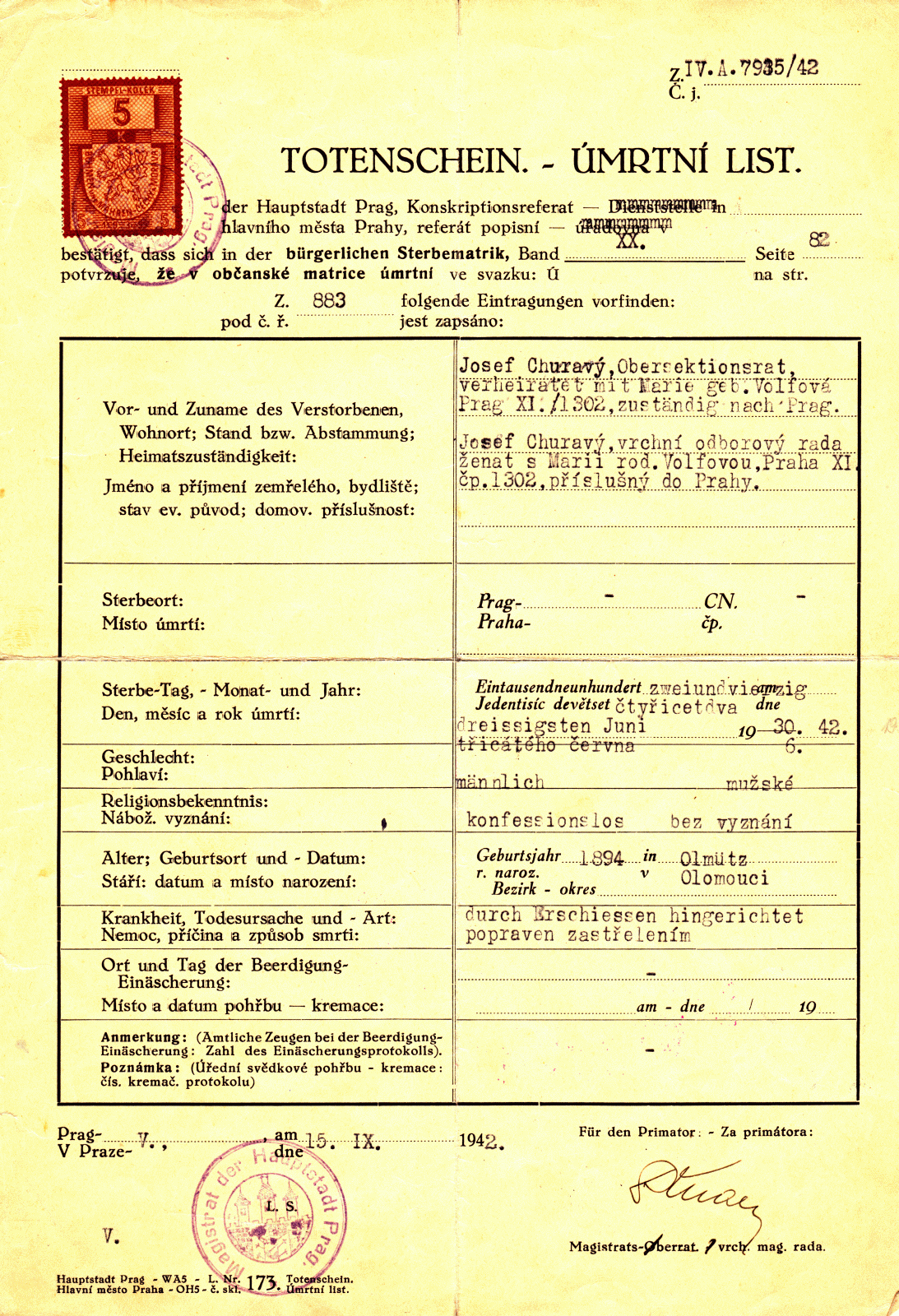
Oficiální úmrtní list (15. září 1942)

### Perzekuce rodinných příslušníků
Rodina byla o exekuci Churavého zpravena se zpožděním několika týdnů. Jeho manželka Marie Churavá byla v září 1943 společně se svým bratrem Antonínem Wolfem zatčena. Oba byli vězněni asi 7 měsíců na Pankráci, poté byli deportováni do koncentračního tábora. Oba druhou světovou válku přežili a domů se vrátili po jejím skončení. Součástí potrestání rodiny Churavých za odboj proti nacizmu bylo i zabavení veškerého cennějšího majetku (včetně nemovitosti) a odnětí všech státních podpor a výhod. Po dobu matčiny nepřítomnosti se o oba syny starali jejich prarodiče. Zatímco starší syn Václav byl totálně nasazen a pracoval v ČKD, mladší syn Miloslav studoval na gymnáziu. Po osvobození byl rodině veškerý zabavený majetek (včetně nemovitosti) vrácen.

Nemovitost (vila) Josefa Churavého v Chrástu nad Sázavou
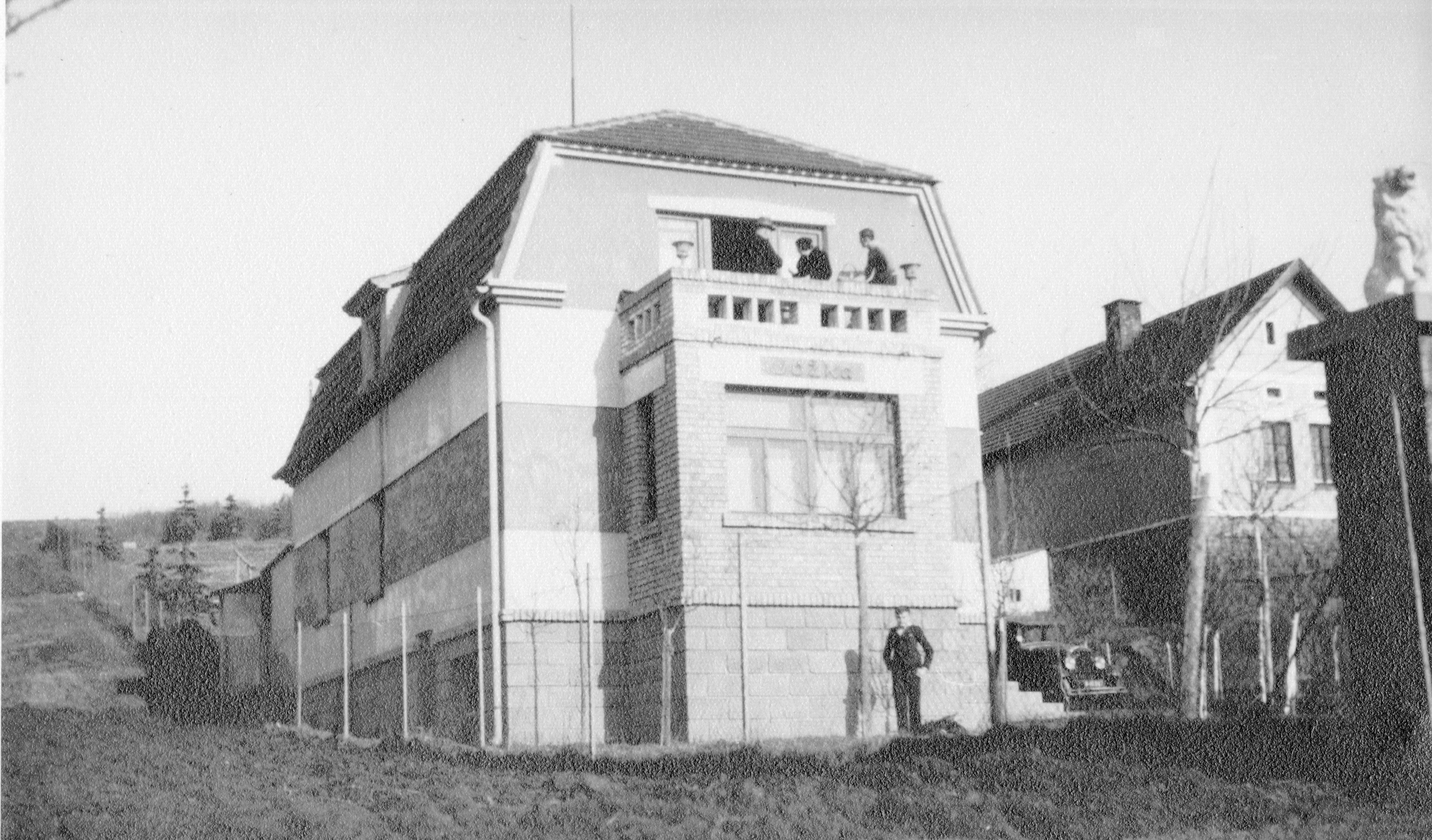
pohled zleva od silnice
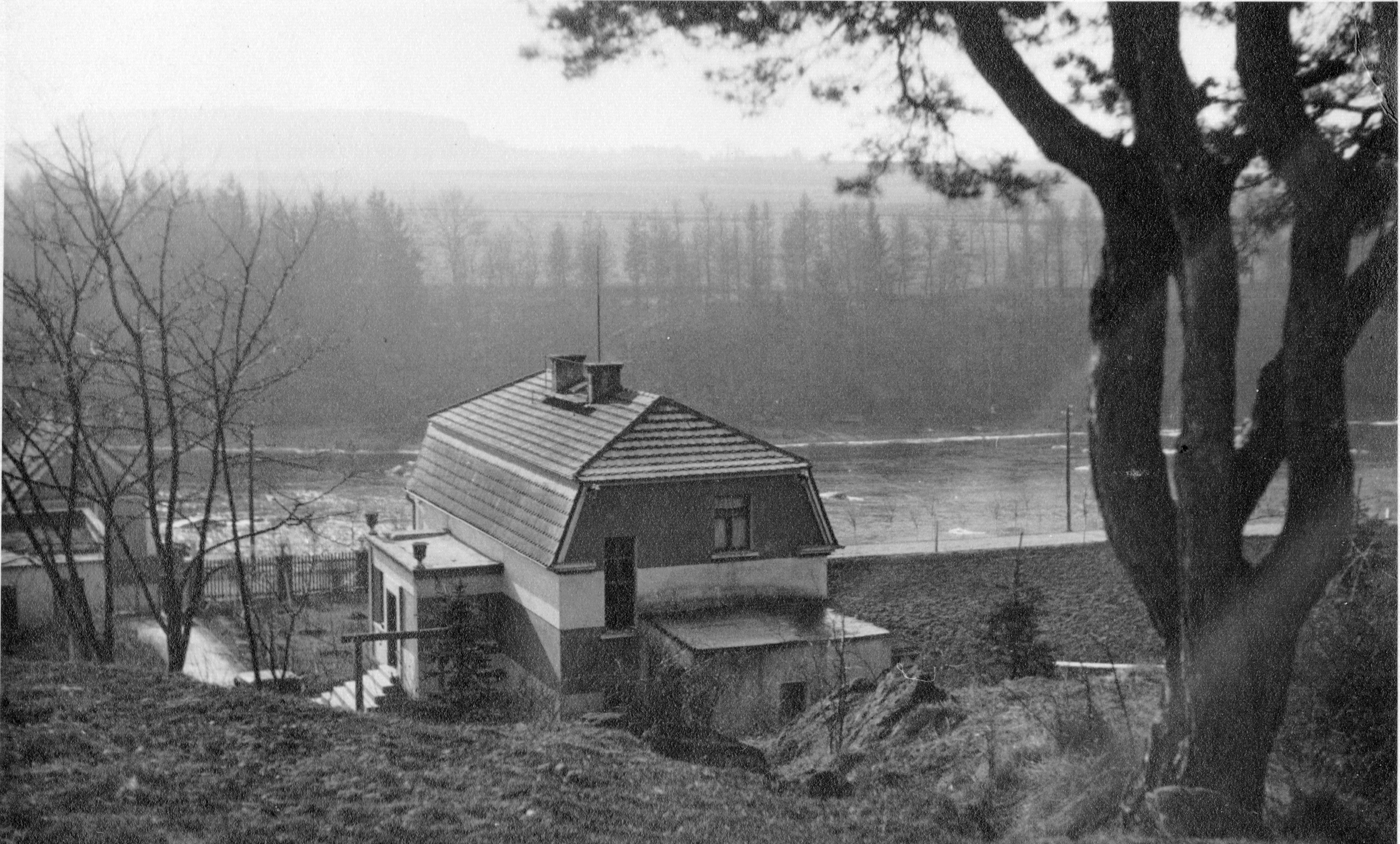
pohled shora ze zahrady
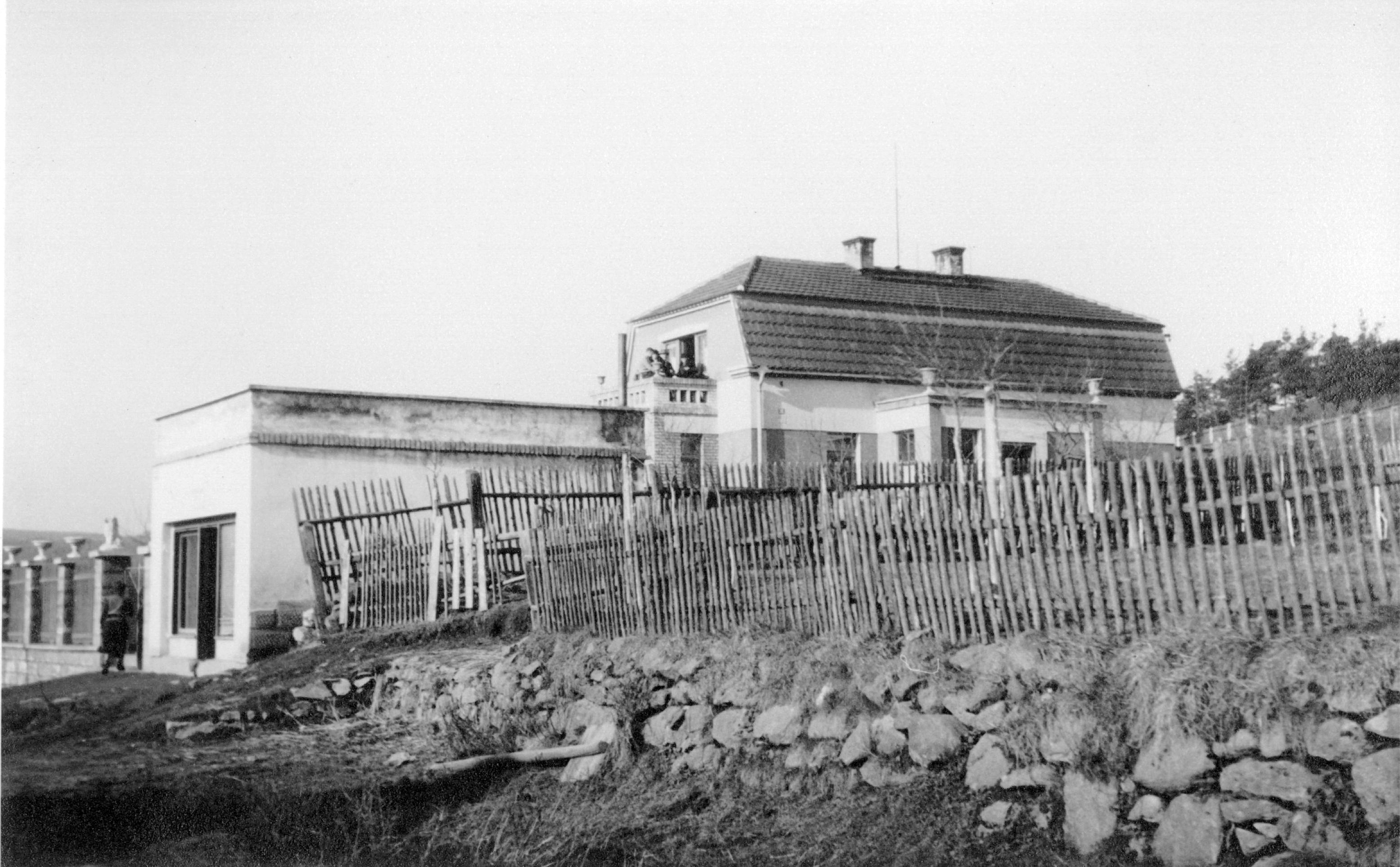
pohled zprava od silnice

### Řády, vyznamenání, povýšení, propůjčení jména ...

#### Před druhou světovou válkou
Josef Churavý byl před druhou světovou válkou oceněn následujícími medailemi a vyznamenáními:
- Československý válečný kříž 1914–1918[4]
- Československá revoluční medaile[4]
- Československá medaile Vítězství[4]
- Řád Litevského velkoknížete Gediminase, IV. stupeň.[4] Dne 15. října 1928 v litevském městě Kaunas první prezident Litevské republiky Antanas Smetona udělil tento řád za výjimečné zásluhy Litvě majoru generálního štábu Josefu Churavému.
- Řád čestné legie, V. stupeň – Chevalier.[4] Vyznamenání obdržel Josef Churavý koncem roku 1933 od prezidenta francouzské republiky, který jej jmenoval rytířem řádu Čestné legie. Udělení vyznamenání bylo zdůvodněno spoluprací Churavého s francouzskými důstojníky ve Válečné škole a sympatiemi, jež Francii vždy prokazoval. Po podepsání Mnichovské dohody v roce 1938 na protest proti tomuto aktu Josef Churavý tento francouzský řád vrátil (a tou dobou nebyl jediným, kdo tak učinil).

#### Po druhé světové válce
Josef Churavý byl posmrtně (in memoriam) po druhé světové válce povýšen, vyznamenán a oceněn:
- Dne 20. října 1945 byl vyznamenán Československým válečným křížem 1939.[4]
- V roce 1946 byl z hodnosti plukovníka (s účinností od 1. května 1942) povýšen do hodnosti brigádního generála.[4][5]
- Dne 5. června 1948 obdržel  Pamětní odznak SOPVP 1939–1945 (Pamětní odznak Svazu osvobozených politických vězňů a pozůstalých po obětech nacismu 1939–1945)
- Dne 27. října 2011 ministr obrany Alexandr Vondra udělil brigádnímu generálu Josefu Churavému při příležitosti oslav vzniku Československé republiky v prostorách Armádního muzea Vojenského historického ústavu Praha nejvyšší resortní vyznamenání – Kříž obrany státu ministra obrany České republiky.
- Dne 30. června 2013 v rámci oslav Dne ozbrojených sil na pražském Vítkově ministr obrany Vlastimil Picek přečetl rozkaz, kterým prezident republiky Miloš Zeman propůjčil Vojenskému geografickému a hydrometeorologickému úřadu (VGHMÚř) v Dobrušce čestný název „generála Josefa Churavého“.[5][7]
- Dne 18. prosince 2013 ředitel Vojenského geografického a hydrometeorologického úřadu (VGHMÚř) plukovník generálního štábu Ing. Marek Vaněk udělil generálu Josefu Churavému  Pamětní medaile Vojenského geografického a hydrometeorologického úřadu u příležitosti propůjčení čestného názvu.

Poválečné dokumenty
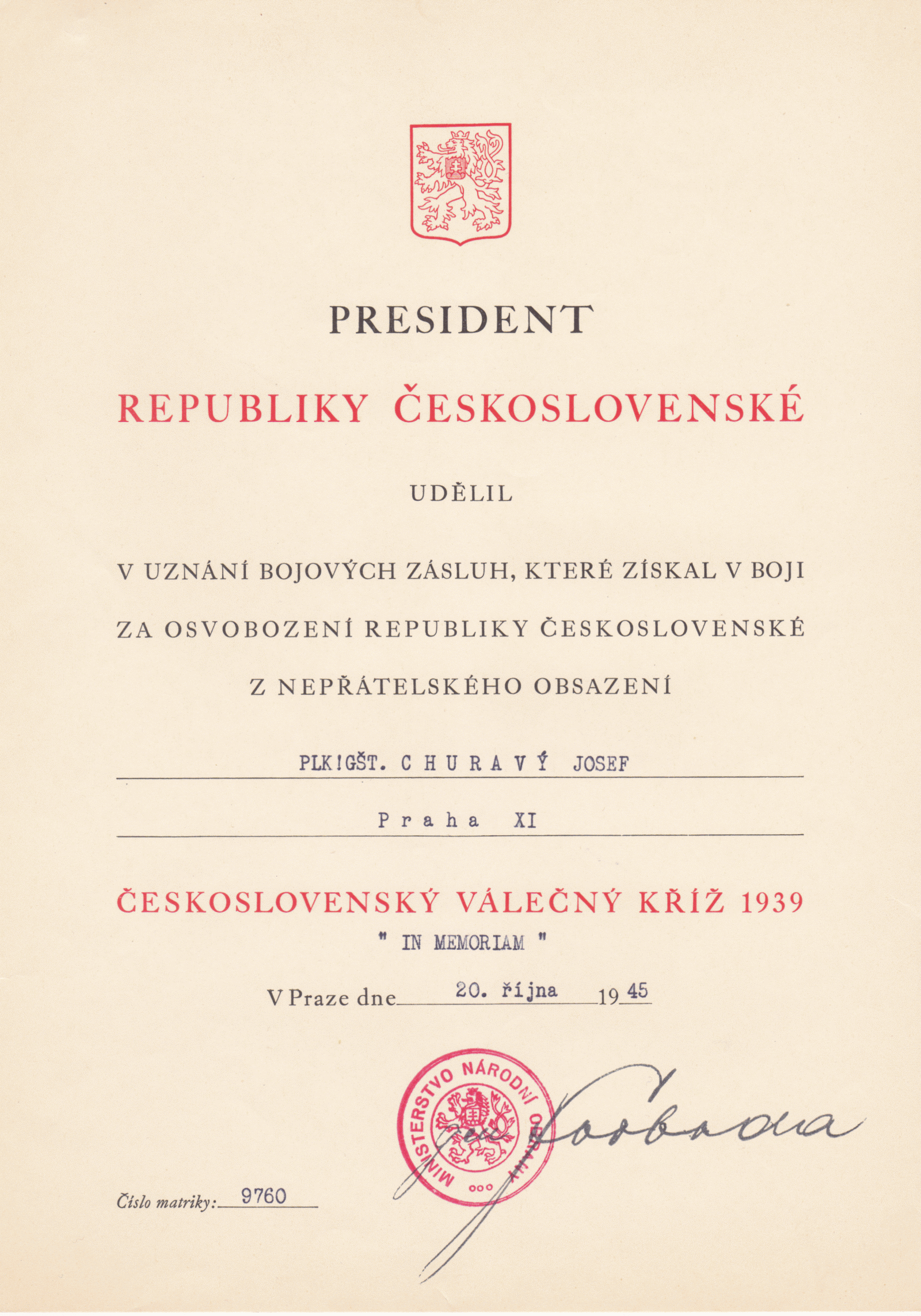
Udělení Československého válečného kříže 1939–1945 (20. října 1945)
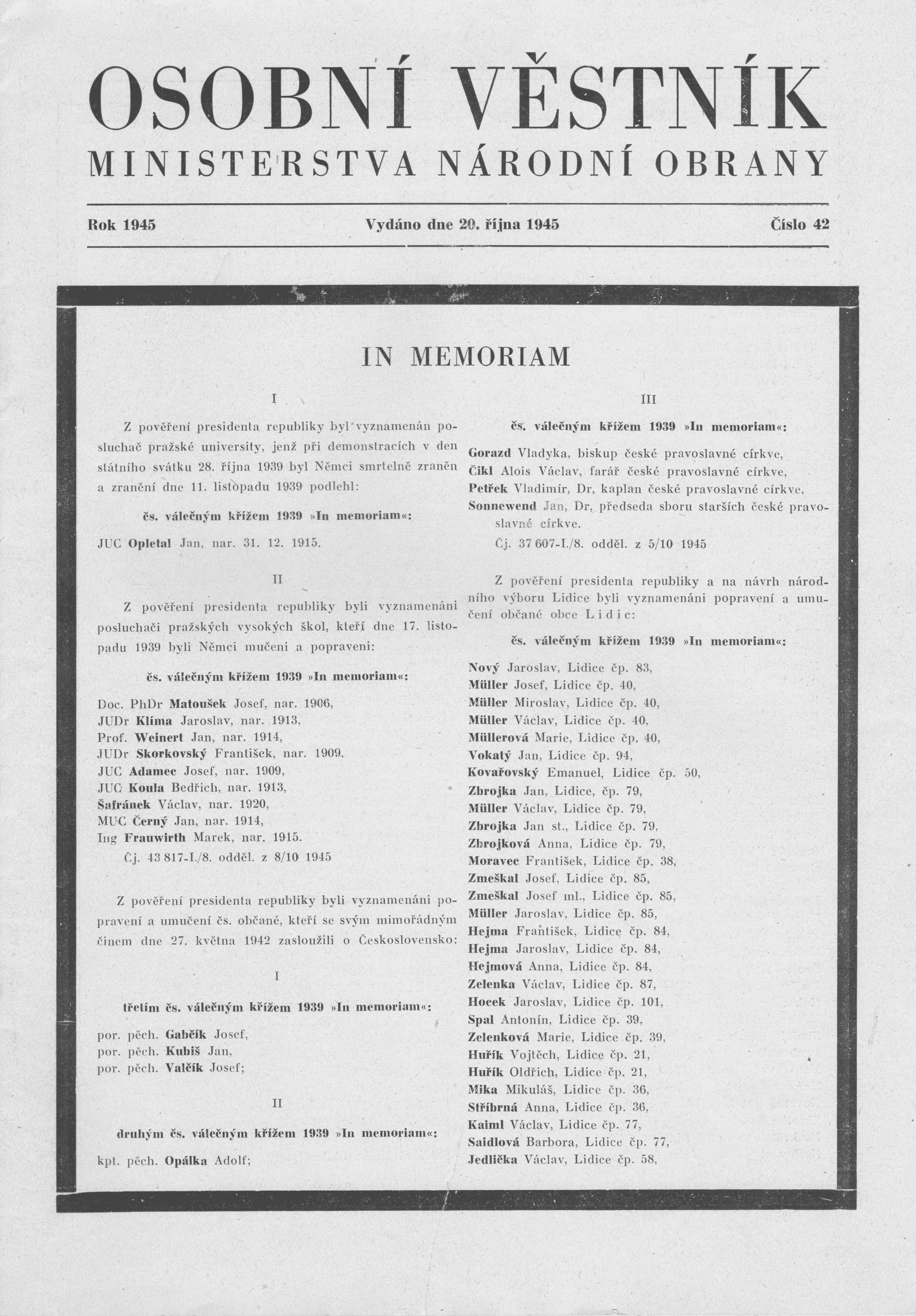
Osobní věstník MNO číslo 42 ze dne 20. října 1945 strana 363 – udělení Československého válečného kříže 1939–1945
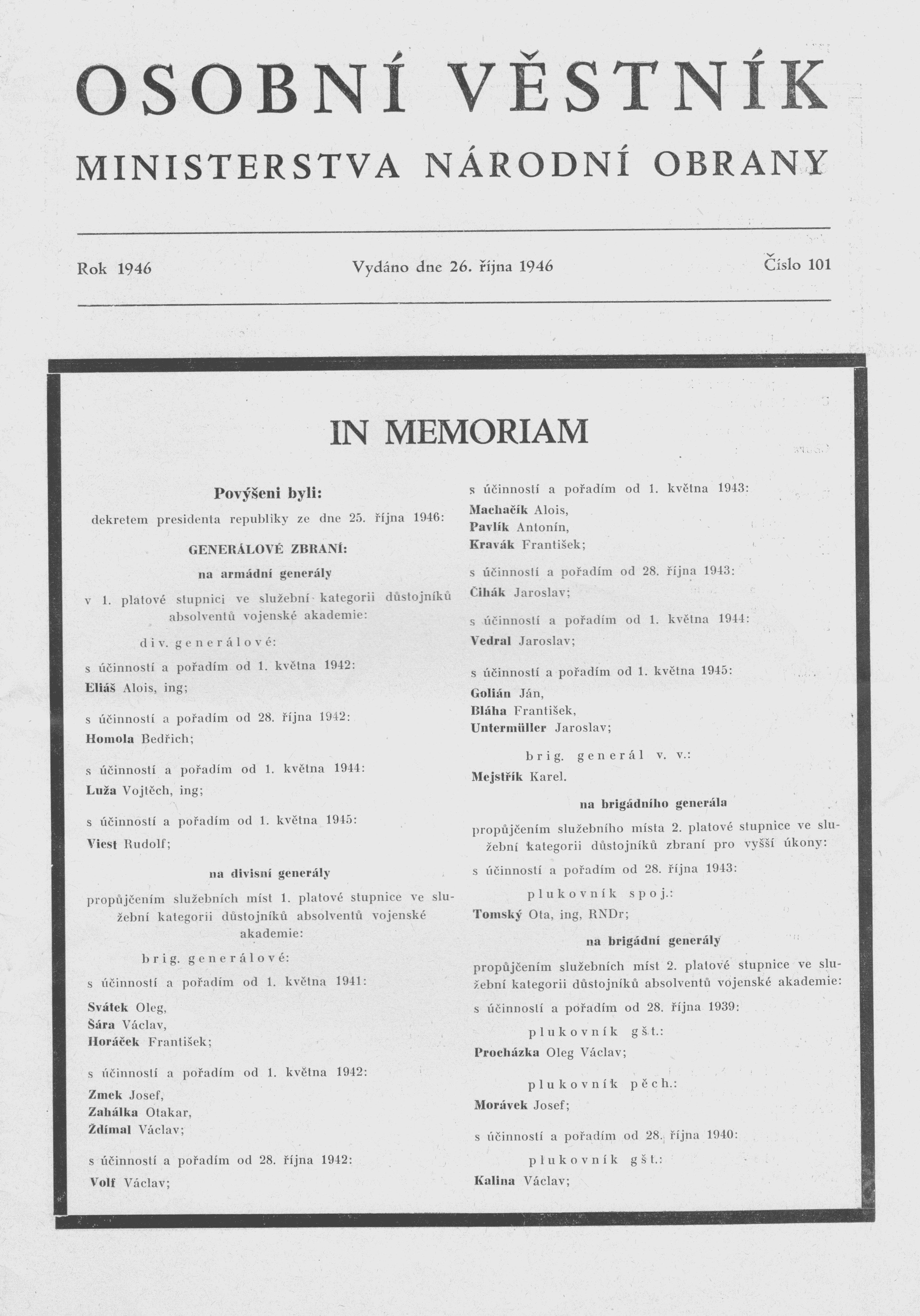
Osobní věstník MNO číslo 101 ze dne 26. října 1946 strana 1204 – povýšení do hodnosti brigádního generála
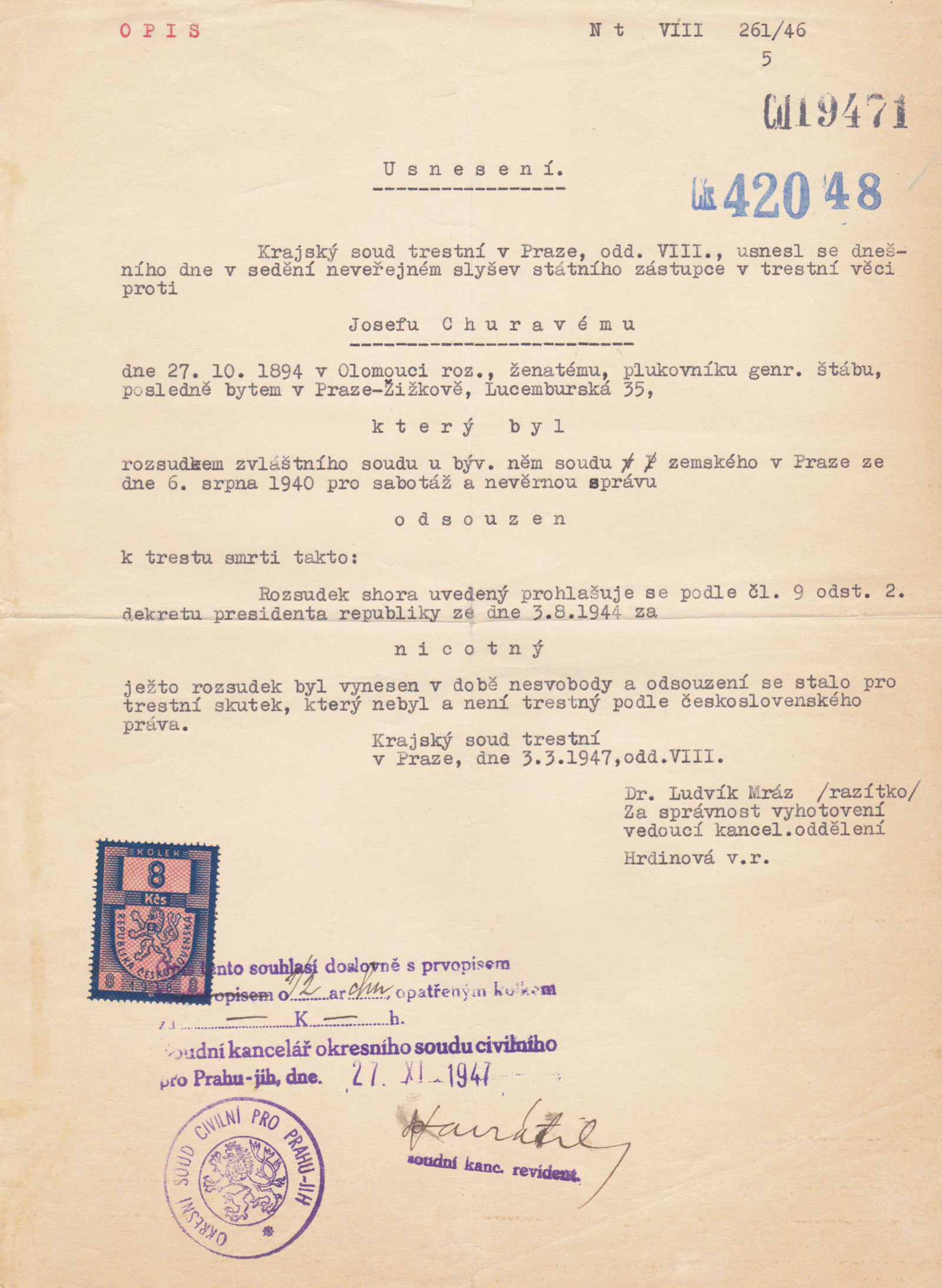
Anulování rozsudku německého zemského soudu (3. března 1947)
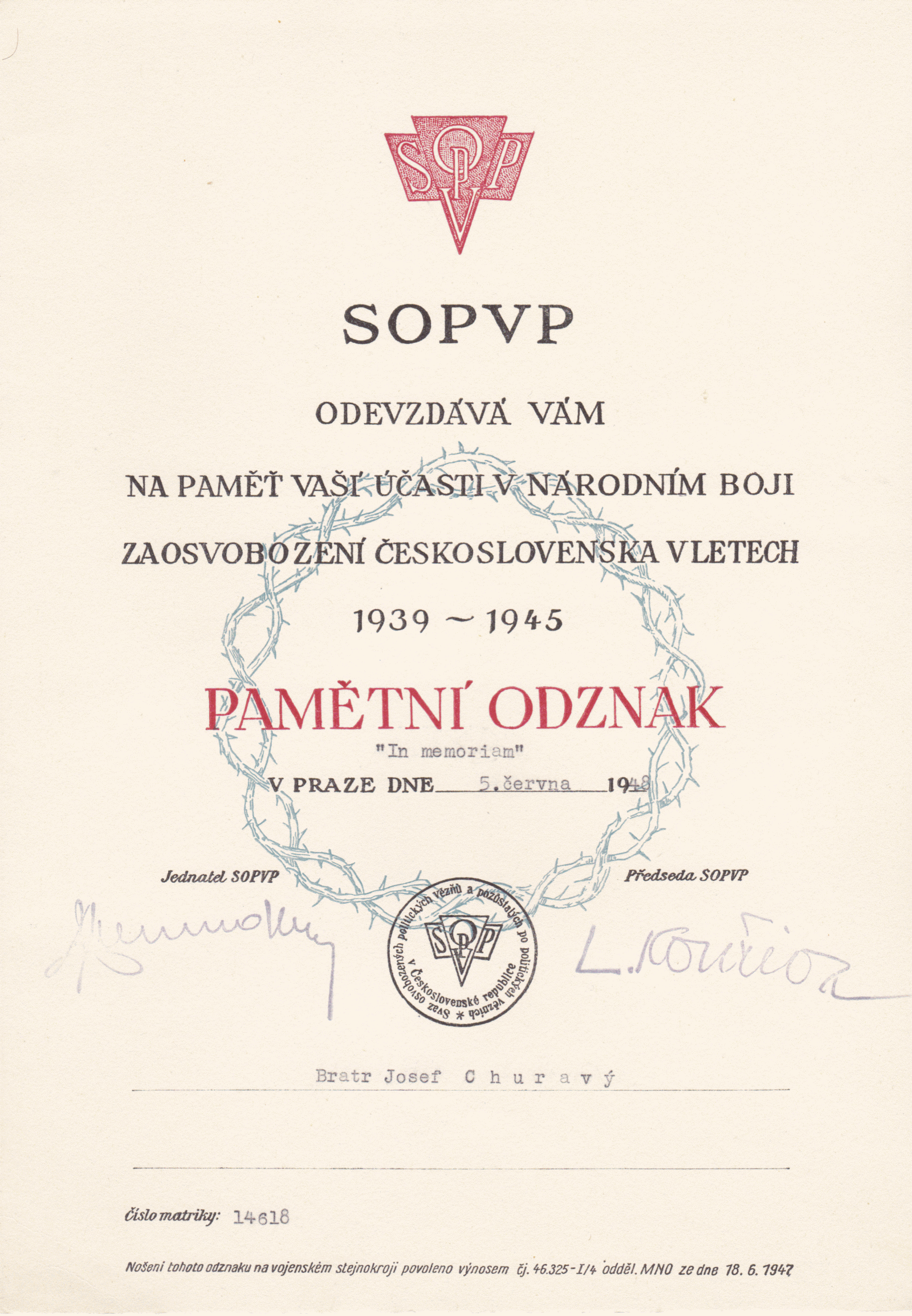
Dekret na Pamětní odznak SOPVP 1939–1945 (5. června 1948)
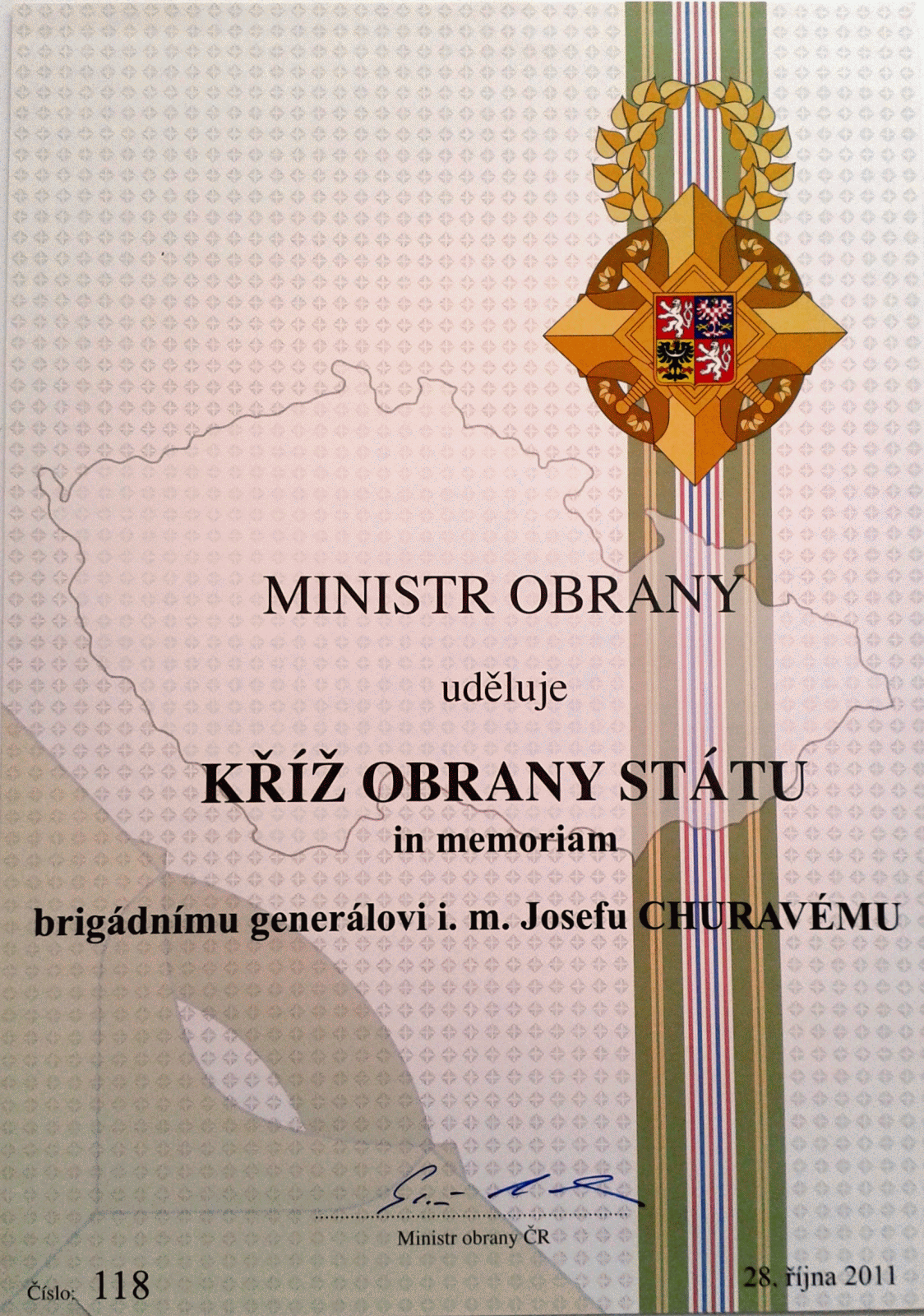
Doprovodná listina k udělení Kříže obrany státu (27. října 2011)
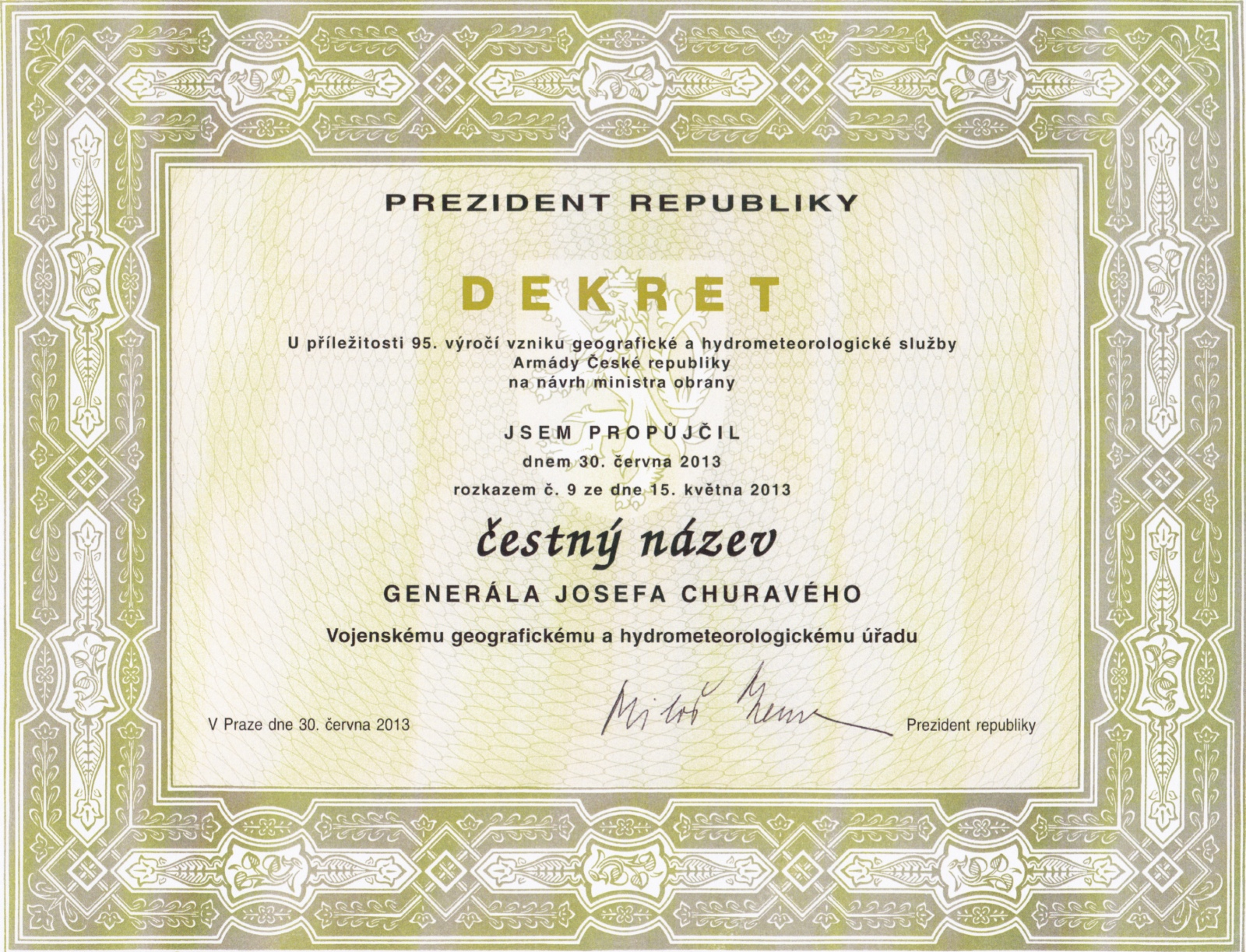
Dekret propůjčení jména generála Josefa Churavého VGHMÚř ( 30. června 2013)
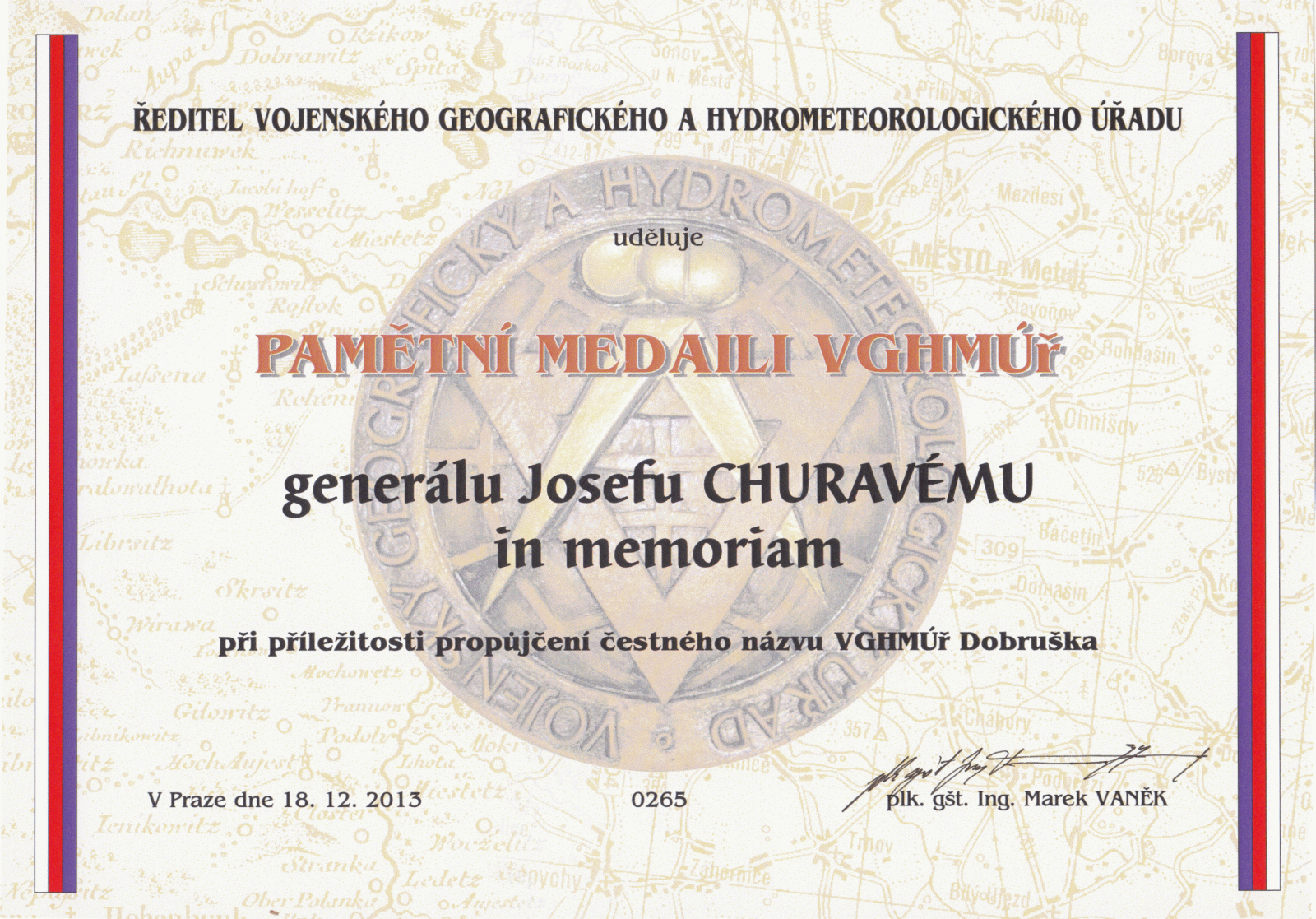
Doprovodná listina k udělení pamětní medaile VGHMÚř (18. prosince 2013)

Osobnost Josefa Churavého se stala inspirací pro vznik několika uměleckých děl:
- V roce 2017 byla sochařem Mgr. Jaroslavem Šindelářem mladším (na základě iniciativy rodiny Churavých) vytvořena (podle fotografické dokumentace) bronzová busta generála Josefa Churavého. Odlití busty (do silikonové formy) provedla firma Ještědský bronz, s.r.o. v Mníšku u Liberce.[14]
- Akademický malíř Pavel Vavrys vytvořil obraz s názvem „Generál Josef Churavý“. Jeho portrét (ve formě kruhového střeleckého terče a doplněný na pozadí symbolickými výjevy z klíčových životních scén Josefa Churavého) se stal nejen součástí obrazové kolekce projektu „LEGIE 100“, ale zároveň je toto dílo také součástí autorova obrazového cyklu „Česká paměť“.[15] Kruhový terč je součástí stálé expozice „Vojenská geografie“ Vlastivědného muzea v Dobrušce (Na adrese: Rýdlova vila, čp. 187; Novoměstská 187; 518 01 Dobruška, Česko).
- Památník generála Josefa Churavého se nachází v těsné blízkosti vchodu (vrátnice) ve vojenském objektu VGHMÚř (Vojenský geografický a hydrometeorologický úřad v Dobrušce, Čs. Odboje 676, 518 16 Dobruška, Česko).[16] Byl slavnostně odhalen ve čtvrtek 24. května 2018 ve 13.00 hodin v rámci oslav 100. výročí založení vojenské zeměpisné služby.[16] Památník byl financován Ministerstvem obrany ČR a jeho autorkou je akademická sochařka Paulina Skavová.[16] Skládá se ze dvou částí. Při pohledu zepředu je na levé desce logo VGHMÚř, pravá deska obsahuje v horní části kulatý otočný reliéf s podobiznou generála Josefa Churavého.[16] V dolní části jsou biografické údaje (Generál Josef Churavý * 27. října 1894 v Olomouci † 30. června 1942 v Praze) a doprovodný text:[16] „Vlastenec, důstojník čs. armády, zástupce velitele Vojenského zeměpisného ústavu v Praze, významná osobnost protifašistického odboje, představitel vedení vojenské odbojové organizace Obrana národa. Organizoval záchranu geografických podkladů před nacisty. Dne 9. října 1941 byl gestapem zatčen, následně surově vyslýchán a popraven. Jeho odkaz zůstane trvale v našich srdcích a myslích.“[16]

Josef Churavý v uměleckých dílech
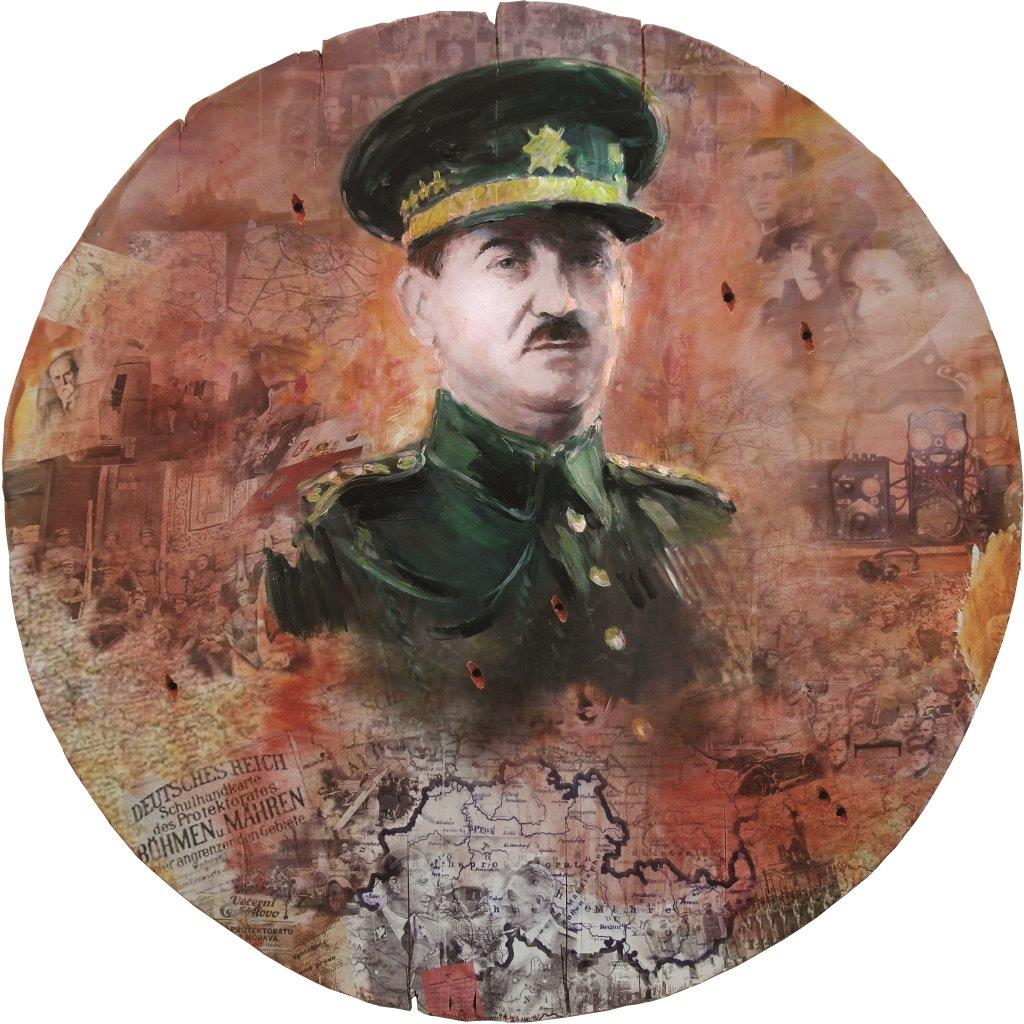
„Generál Josef Churavý“; autor: Pavel Vavrys; 2017; malba na dřevě – kruhový „střelecký terč“ o průměru 85 cm
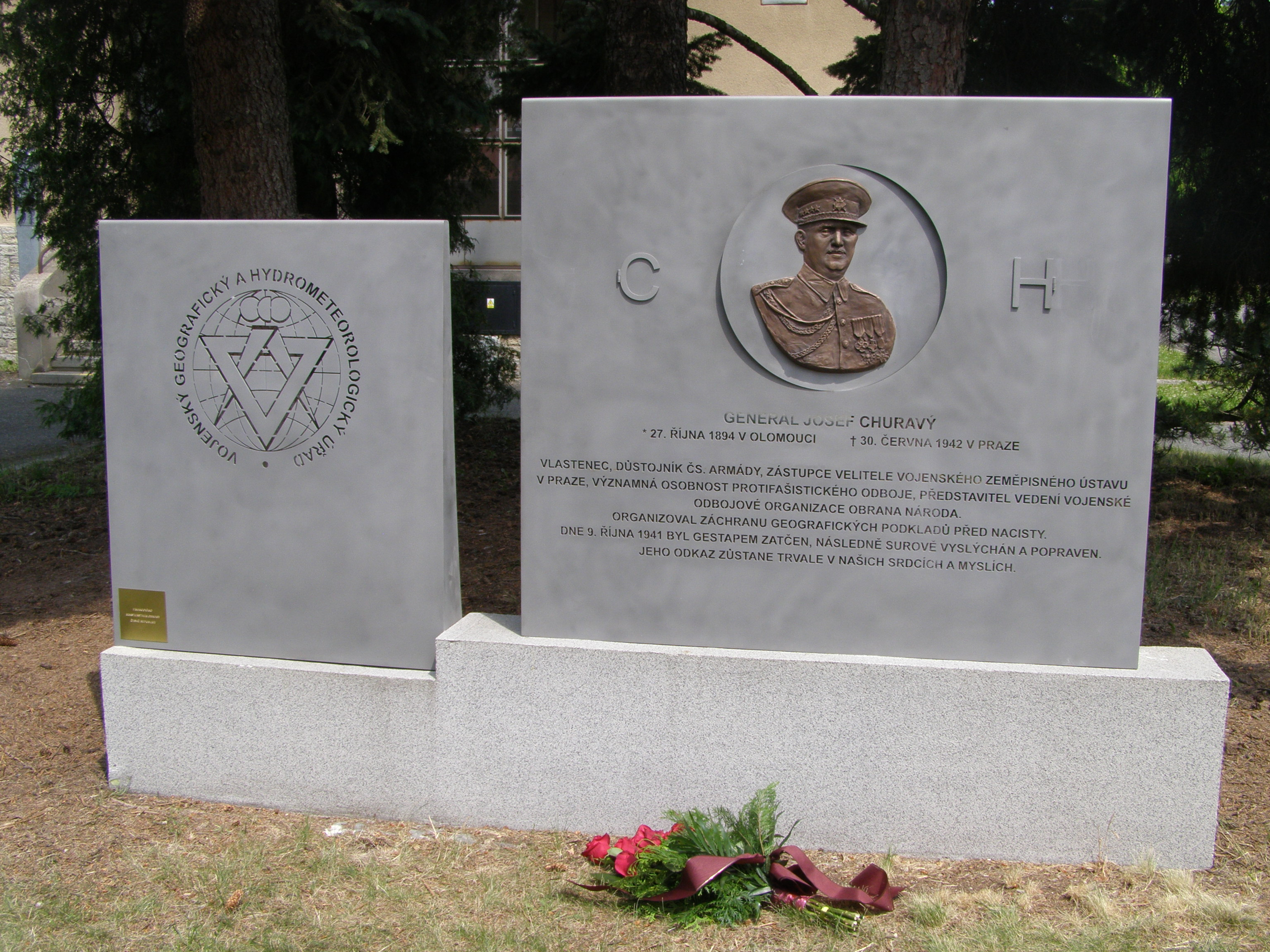
Památník generála Josefa Churavého v Dobrušce; autorka: Paulina Skavová; 2018 – celkový pohled
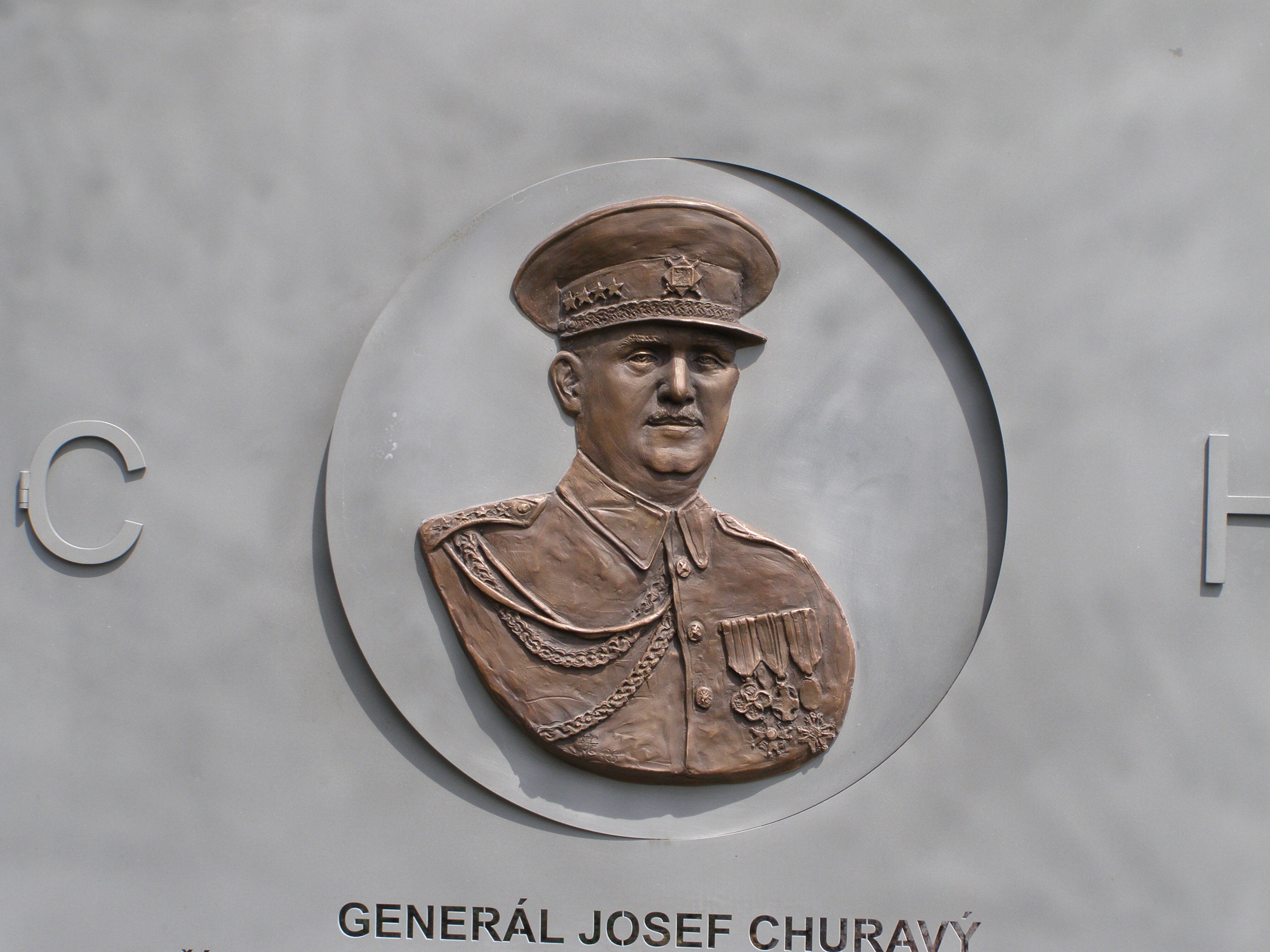
Památník generála Josefa Churavého v Dobrušce; autorka: Paulina Skavová; 2018 – detail otočného reliéfu

### Dílo, připomínky (pomníky, památníky, pamětní desky)

#### Dílo
- MEDEK, Rudolf; BLÁHA, Silvestr. Čs armáda po bojích s maďarskými bolševiky až do odevzdání vedení armády čs. důstojníkům roku 1926. In Dvacet let československé armády v osvobozeném státě (1918-1938). Redakce Miloslav Fassati; ilustrace upravil Ladislav Sutnar; fotografie Jiřího Jeníčka. Praha: Svaz čs. důstojnictva, 1938. 234 s. S. 135 až 144. Vydáno za spolupráce ministerstva národní obrany a péčí Památníku osvobození, Vojenského ústavu vědeckého, Svazu čs. důstojnictva.[4]
- CHURAVÝ, Josef (podplukovník generálního štábu). "Dělostřelectvo u nás a v cizině" [online]. [cit. 2017-11-21]. Dělostřelecké rozhledy číslo 5/1932. Dostupné online.

#### Připomínky (pomníky, památníky, pamětní desky)

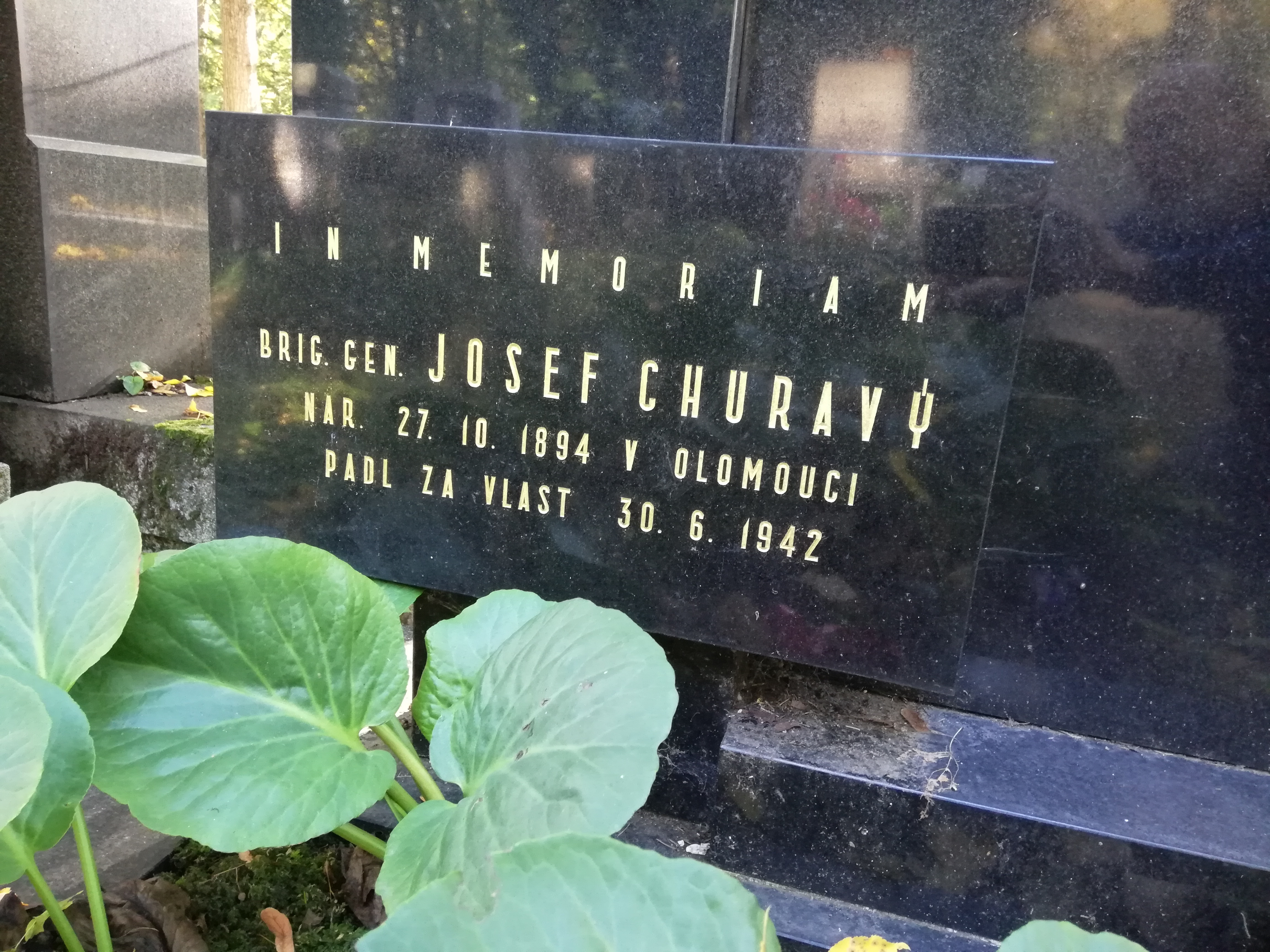
Olšanské hřbitovy v Praze, kenotaf brigádního generála Josefa Churavého

- Pomník důstojníků Generálního štábu, obětí z let 1939–1945. Pomník padlým a popraveným absolventům Vysoké školy válečné před sídlem Ministerstva obrany ČR[4] (Adresa: Praha 6, Tychonova 270/2; GPS souřadnice: 50°05′40″ s. š., 14°24′03″ v. d.) se nachází na prostranství uvnitř objektu MO a není veřejně přístupný. Pomník byl slavnostně odhalen 11. listopadu 2004 a jeho autorem je akademický sochař Peter Nižňanský[17]
- Pamětní deska na budově Generálního štábu AČR v Praze 6.[4] Pamětní deska je umístěná napravo od hlavního vchodu do historické budovy Generálního štábu Armády České republiky (GŠ AČR) (adresa: Vítězné náměstí 1500/5, 160 00 Praha 6 – Dejvice).[18]
- Pamětní deska „Obětem okupace“ se nachází na schodišti v mezipatří historické budovy Vojenského zeměpisného ústavu[4] (Adresa: Rooseveltova 620/23, Praha 6 – Bubeneč). Neveřejná pamětní deska uvádí jména příslušníků Vojenské zeměpisné služby Československé armády, kteří položili své životy v boji za osvobození republiky a obnovení samostatného Československa.[19][20]
- Pamětní deska obětem 2. světové války[21] připomíná oběti na životech příslušníků ministerstva vnitra, kteří zahynuli v boji proti okupantům. Deska je umístěna na Pražském hradě (Praha 1), roh Jiřské ulice a Náměstí u sv. Jiří, pod balkonem paláce – Tereziánského ústavu šlechtičen. (GPS souřadnice: 50°05′27″ s. š., 14°24′09″ v. d.)
- Pamětní deska odbojové činnosti skupiny PVVZ. se nachází na domě na adrese Praha 2 – Vinohrady, Anny Letenské 34/7 (GPS souřadnice: 50°04′39″ s. š., 14°26′15″ v. d.).[p 8] Pamětní deska je věnována 26 odbojářům Petičního výboru Věrni zůstaneme (PVVZ).[22][23]
- Pamětní deska padlým Sokolům 1938–1945 je umístěna v žižkovské sokolovně (na adrese Hartigova 929/19, Praha 3; GPS souřadnice 50°05′16″ s. š., 14°27′21″ v. d.); v objektu sídlí Tělocvičná jednota Sokol Žižkov I. Pamětní deska není veřejně přístupná.[24]
- Pamětní deska Obětem okupace (Žižkov) (na adrese Lucemburská 1302/35, Praha 3 – Žižkov; GPS souřadnice: 50°04′46″ s. š., 14°27′29″ v. d.) je umístěna u vchodu do domu, ve kterém v rohovém bytě v prvním patře bydlel za protektorátu (do svého odchodu do ilegality) Josef Churavý se svojí rodinou. (Rodina v tomto bytě bydlela v letech 1922 až 1950.[25]) Pamětní deska je identická s deskou u vchodu do domu na adrese Václavkova 508/28 v Praze 6.[p 9]
- Pamětní deska Obětem okupace (Dejvice) (na adrese Václavkova 508/28 v Praze 6; GPS souřadnice: 50°05′50″ s. š., 14°23′48″ v. d. je identická s deskou u vchodu do rohového domu na adrese Lucemburská 1302/35, Praha 3 – Žižkov.[p 9]
- Památník protifašistického odboje – pietně upravený areál Kobyliské střelnice. Národní kulturní památka se nachází na adrese Praha 8, Žernosecká ulice (mezi ul. Čumpelíkova a Bojasova). Dne 30. června 1942 zde byl zastřelen podplukovník Josef Mašín, Jiří Zeman, Josef Líkař, Františka Plamínková, plukovník Josef Churavý, Karel Šváb, Břetislav Schweizar, Vincy Schwarz a jeho manželka Zdena Schwarzová a další, celkem 71 osob. V areálu památníku je osazeno 36 mosazných pamětních desek (umístěných při zemi) se jmény popravených.[22]

Památníky a pamětní desky
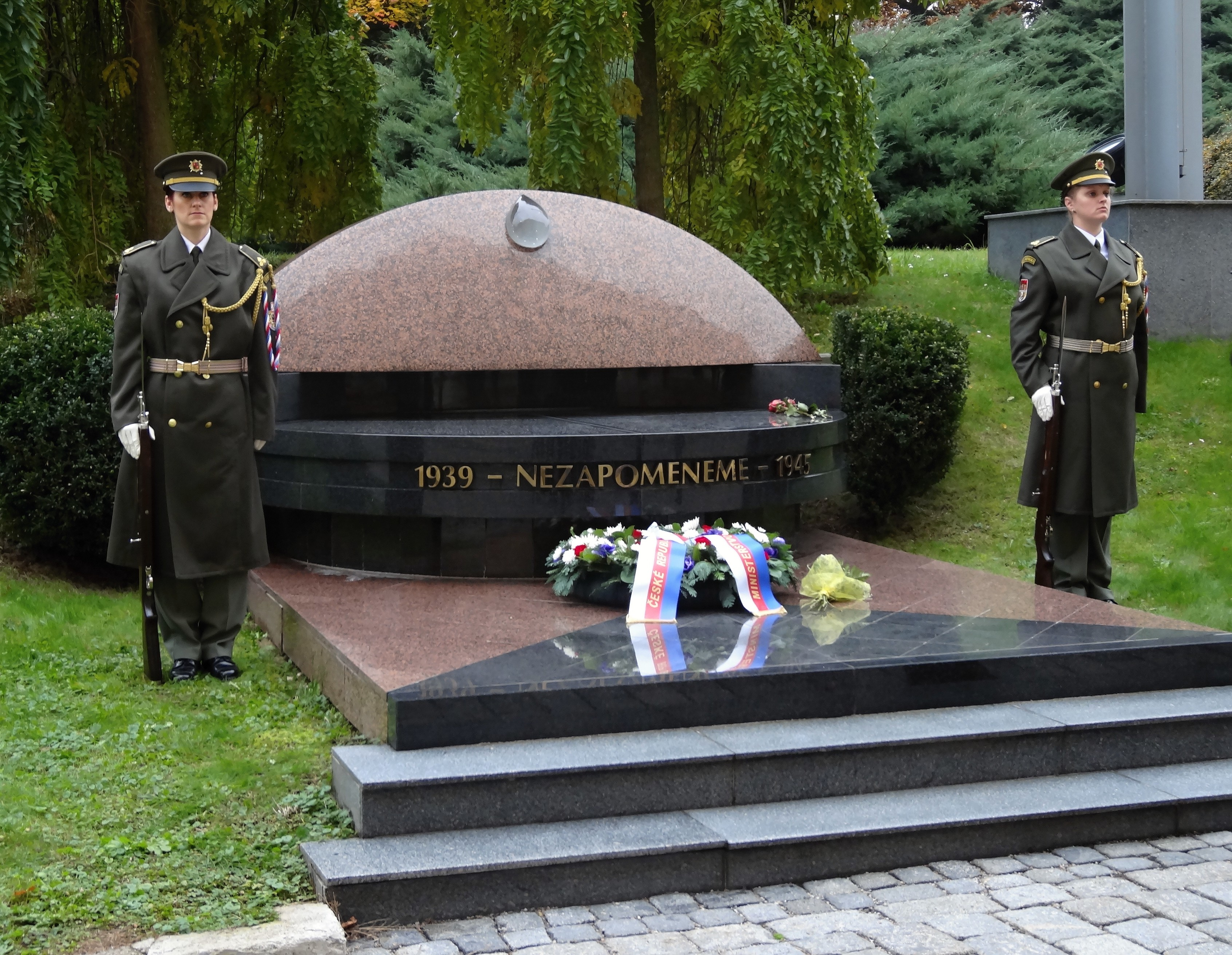
Pomník důstojníků GŠ (obětí z let 1939–1945)
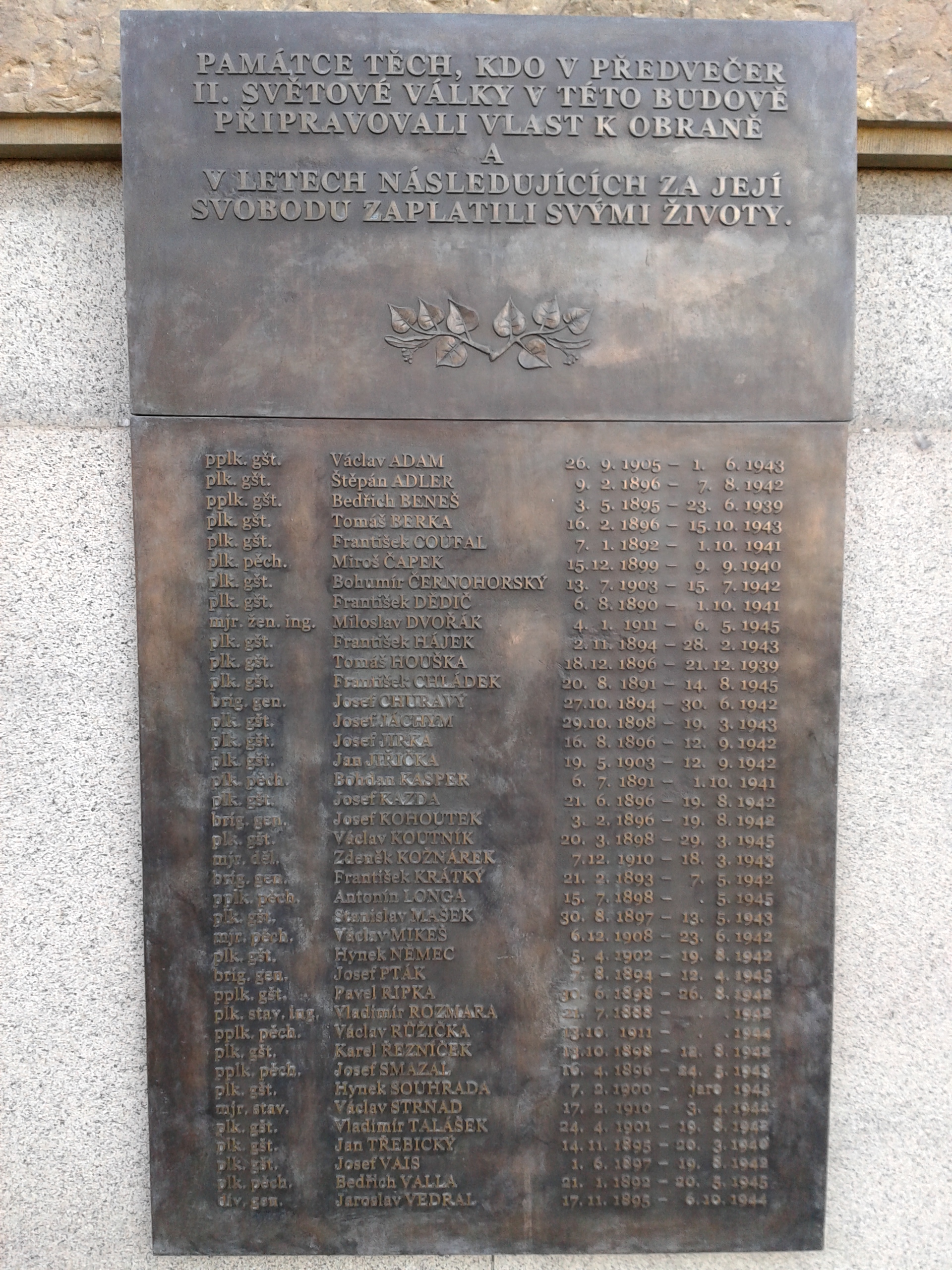
Pamětní deska u vchodu do GŠ AČR (Vítězné náměstí, Dejvice)
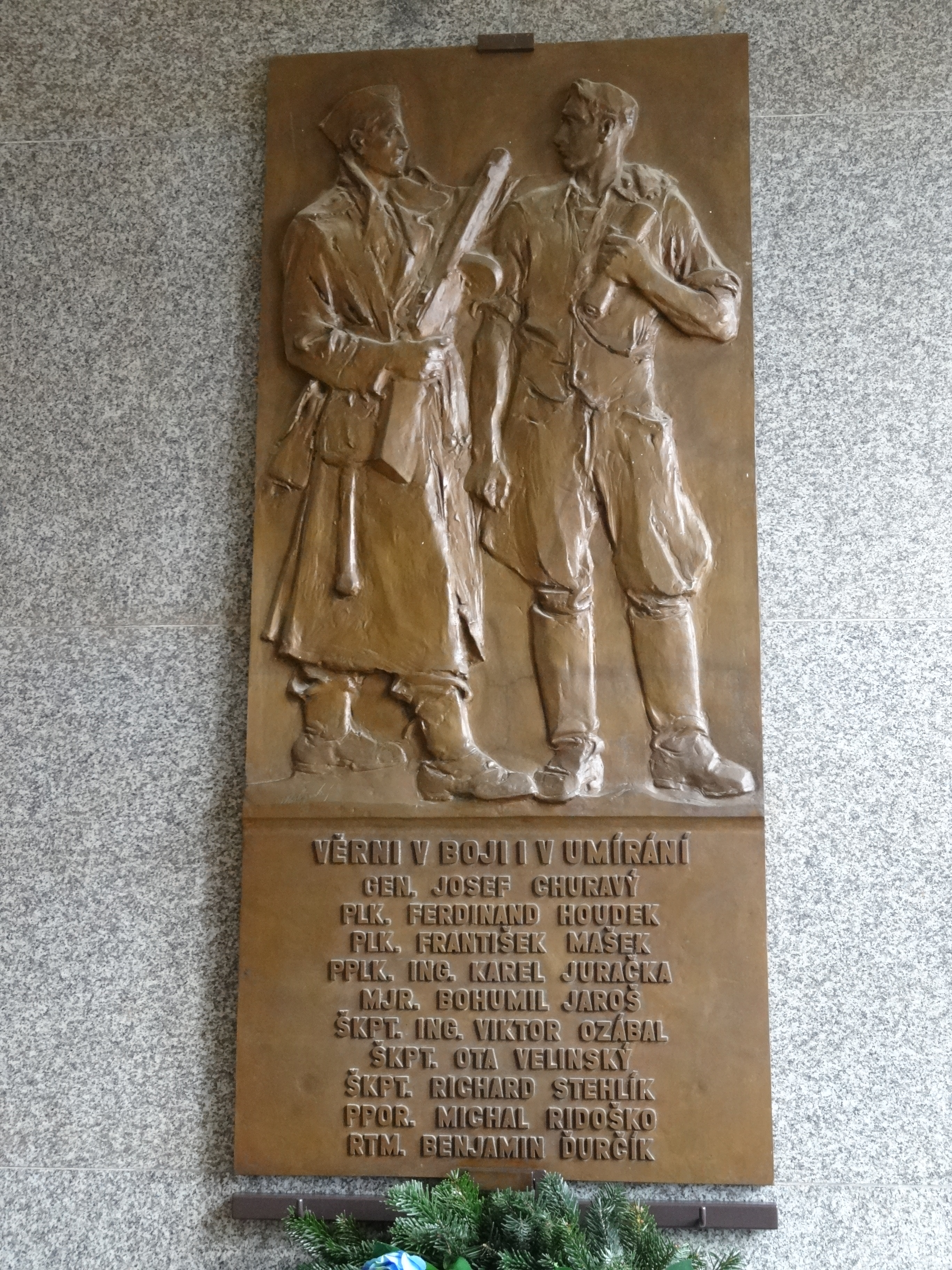
Pamětní deska „Obětem okupace“ uvnitř budovy VZÚ
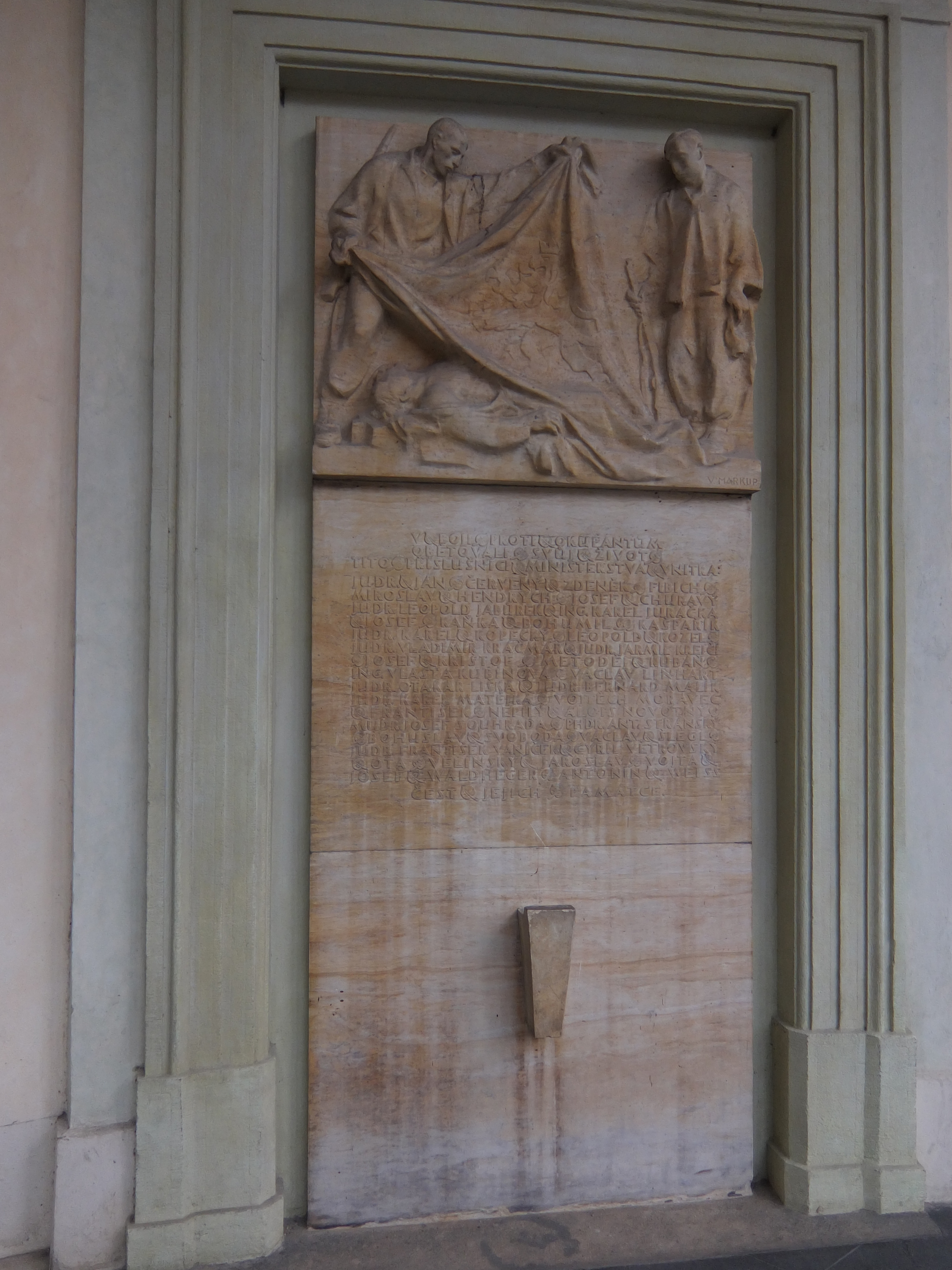
Pamětní deska obětem 2. sv. války na Pražském hradě
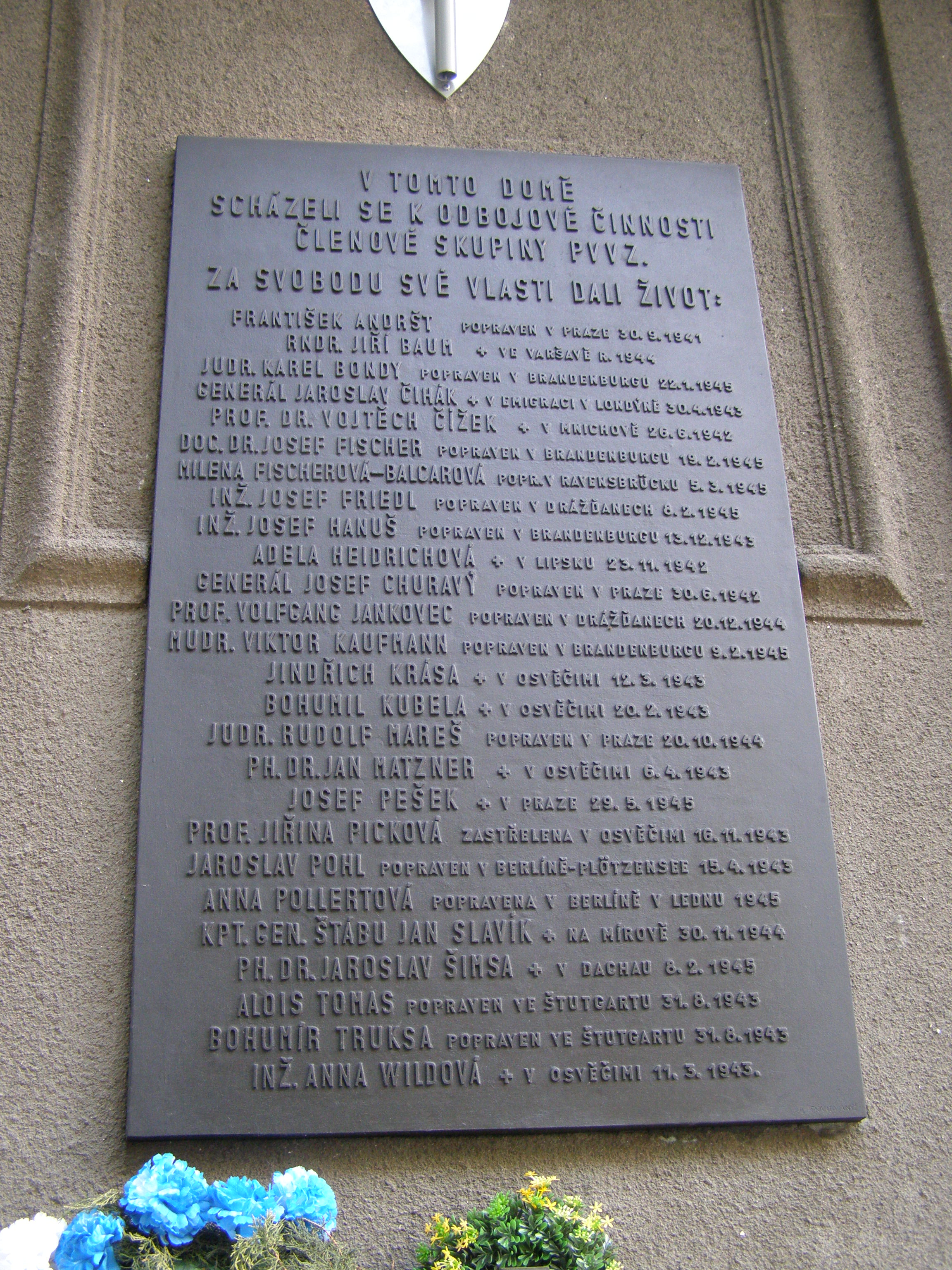
Pamětní deska odbojové činnosti skupiny PVVZ
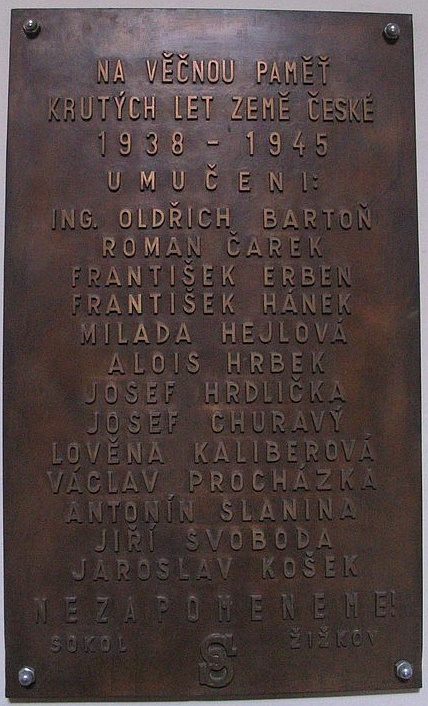
Pamětní deska padlým Sokolům 1938 – 1945 (Hartigova ulice, Žižkov)
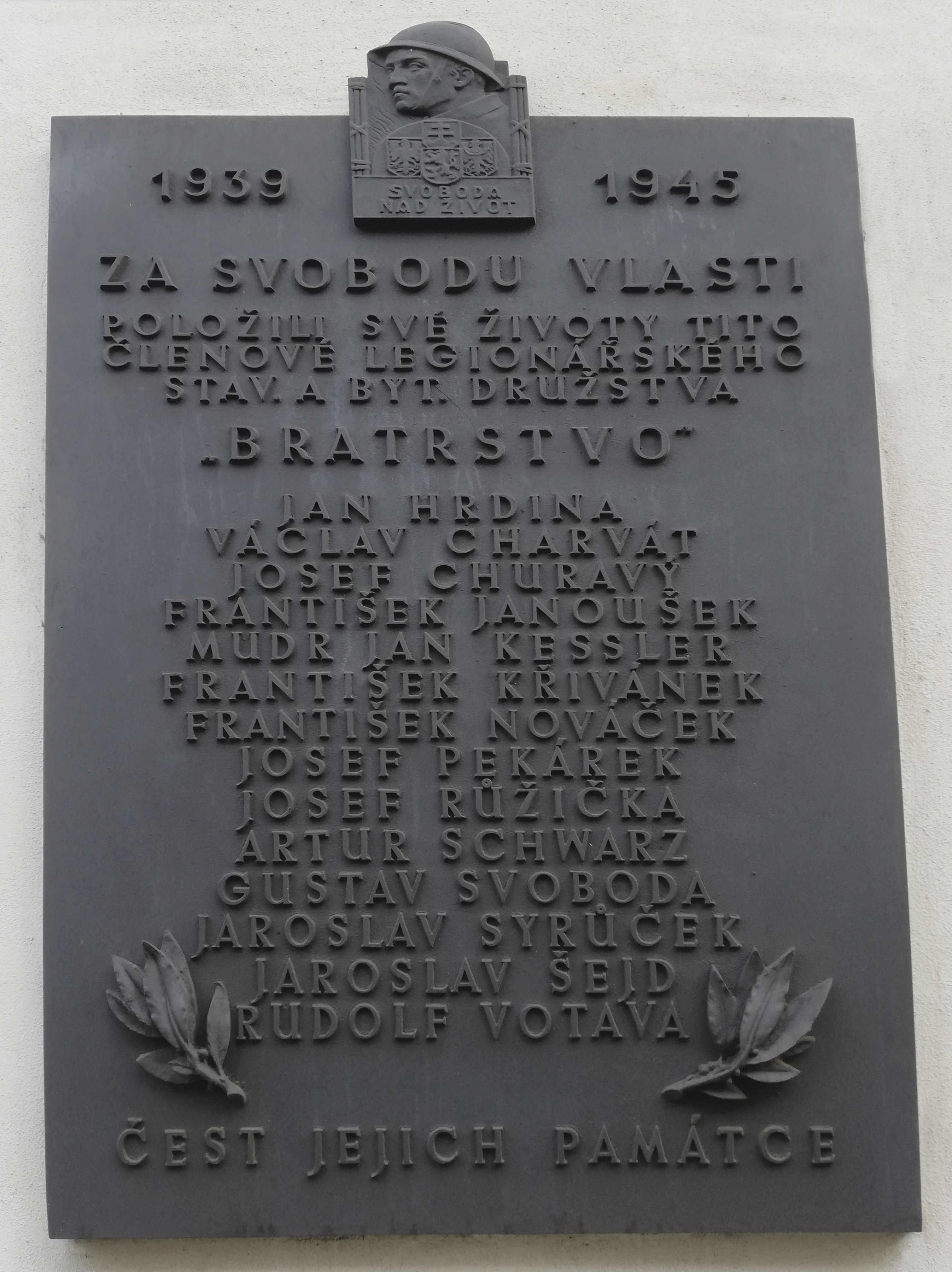
Pamětní deska obětem okupace (Lucemburská ulice, Žižkov)[25][p 9]
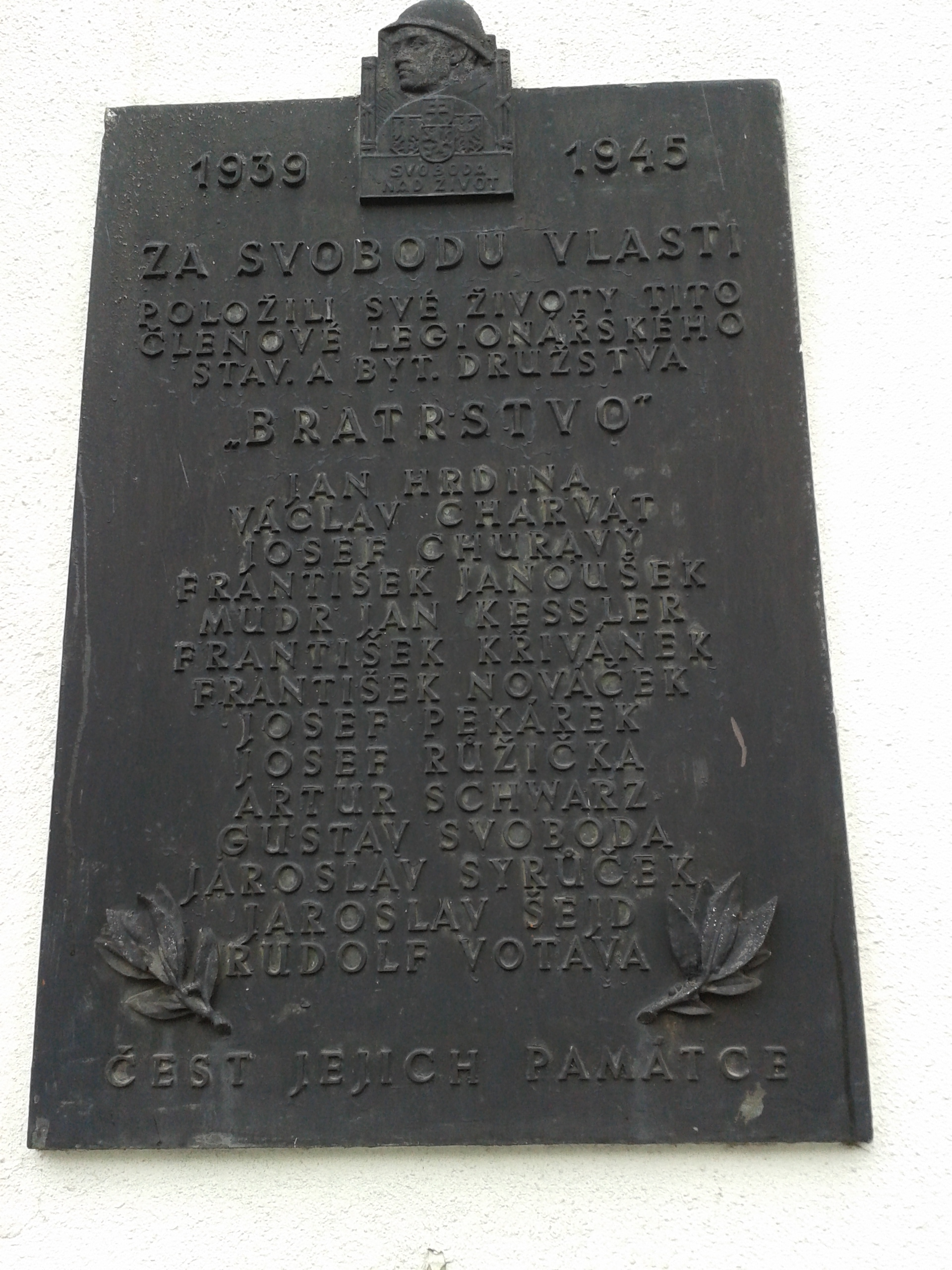
Pamětní deska obětem okupace (Václavkova ulice, Dejvice)[p 9]
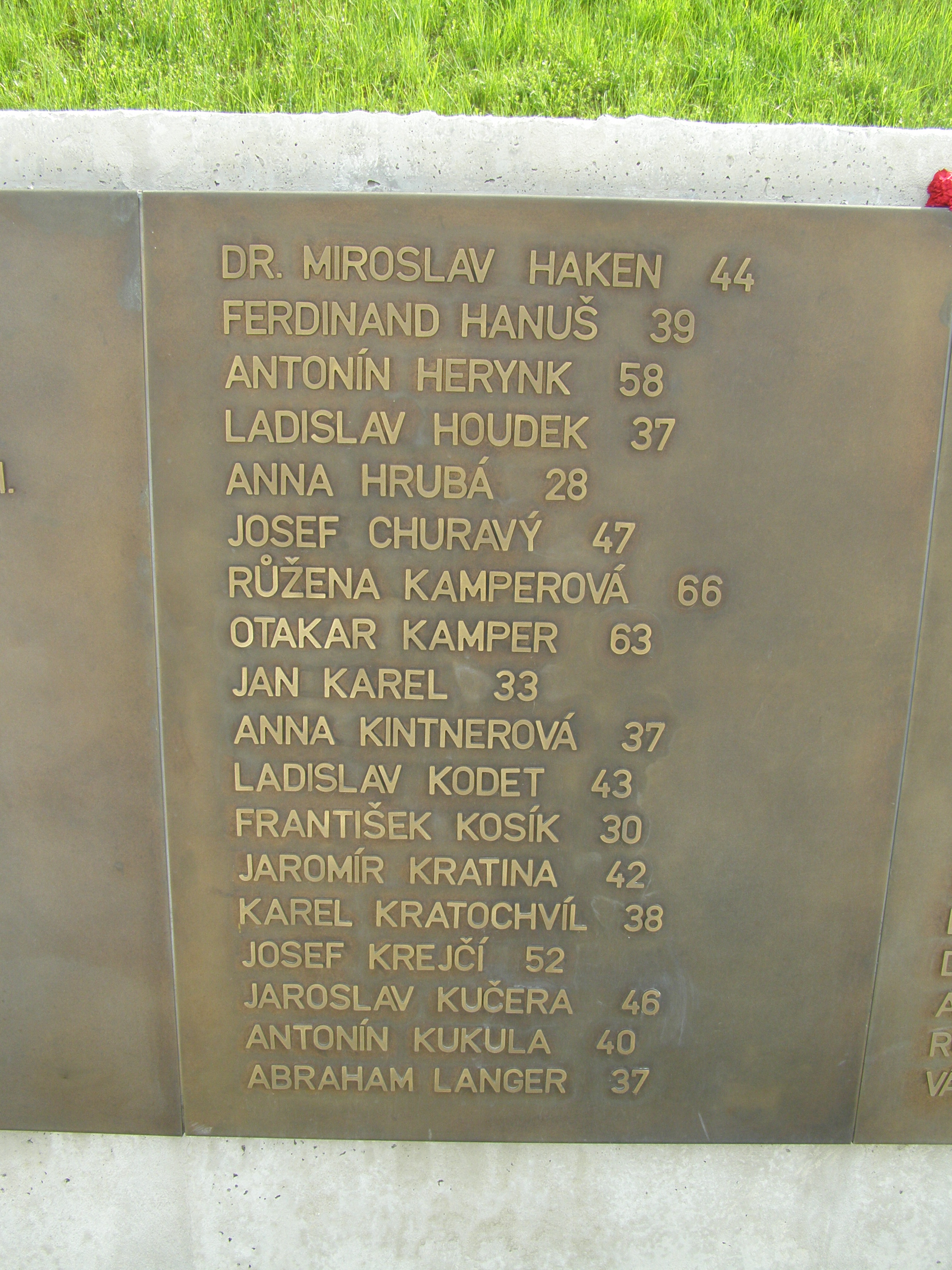
Kobyliská střelnice – druhá z pěti mosazných pamětních desek se jmény popravených v úterý 30. června 1942